# Églises dans les Marches
Les Marches historiquement incluses dans l'histoire des États pontificaux, sont un territoire riche en cathédrales, églises et abbayes ou collégiales de différents ordres religieux. La plus grande partie des édifices ici recensés étant de style composite, les ouvrages sont catégorisés dans la liste en fonction du style prédominant.
La présente liste n’est pas exhaustive.

## Églisesromanes

### Abbatiale san Vittore alle Chiuse de Genga (AN[1])
L’abbatiale san Vittore alle Chiuse est une abbaye et une église catholique romaine située dans la commune de Genga dans la Province d'Ancône. L'édifice est connu depuis l'année 1007 et constitue un exemple de l’Architecture byzantine en Italie. Il a été déclaré Monument National en 1902.

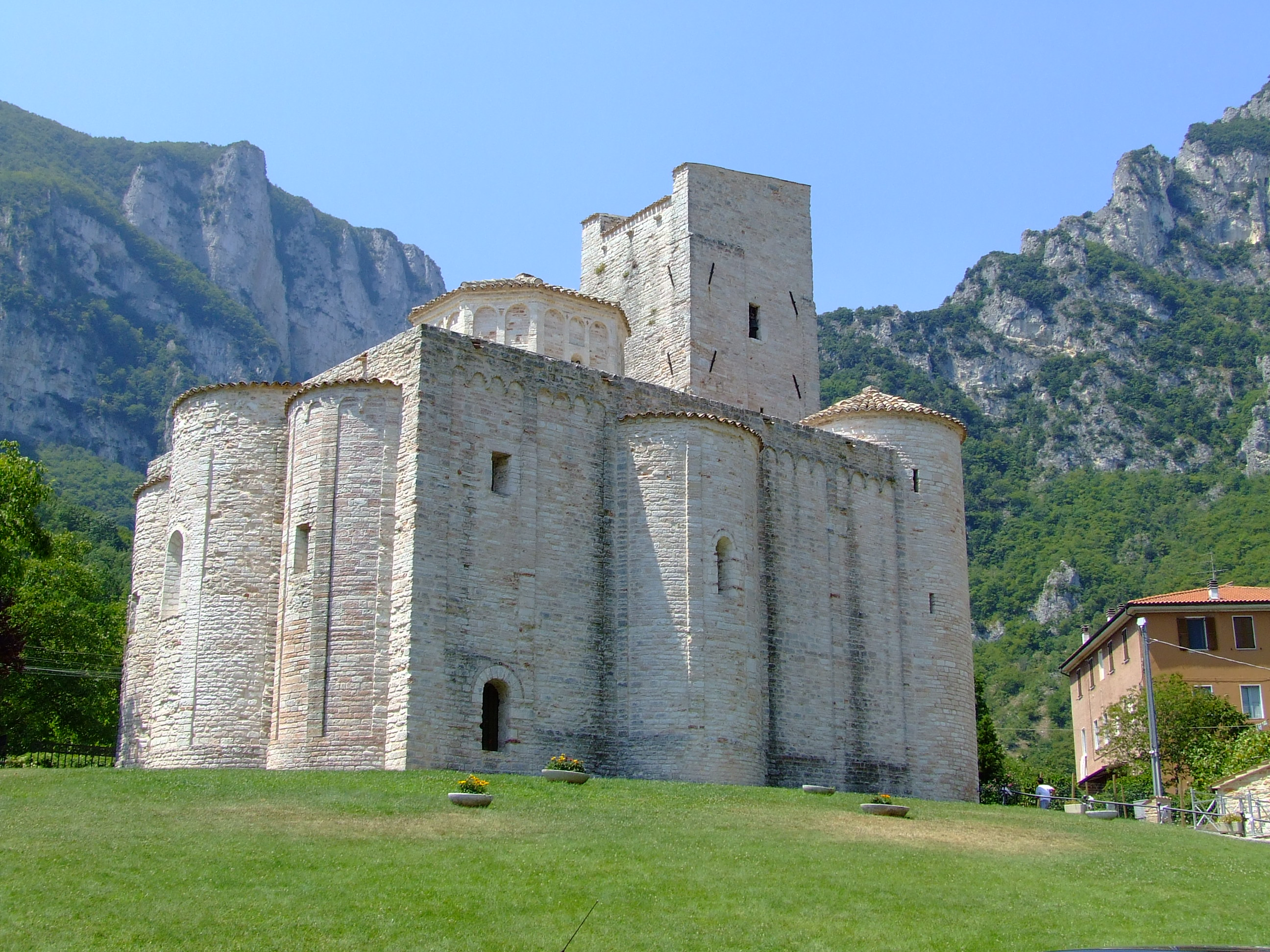
Abbatiale de San Vittore alle Chiuse
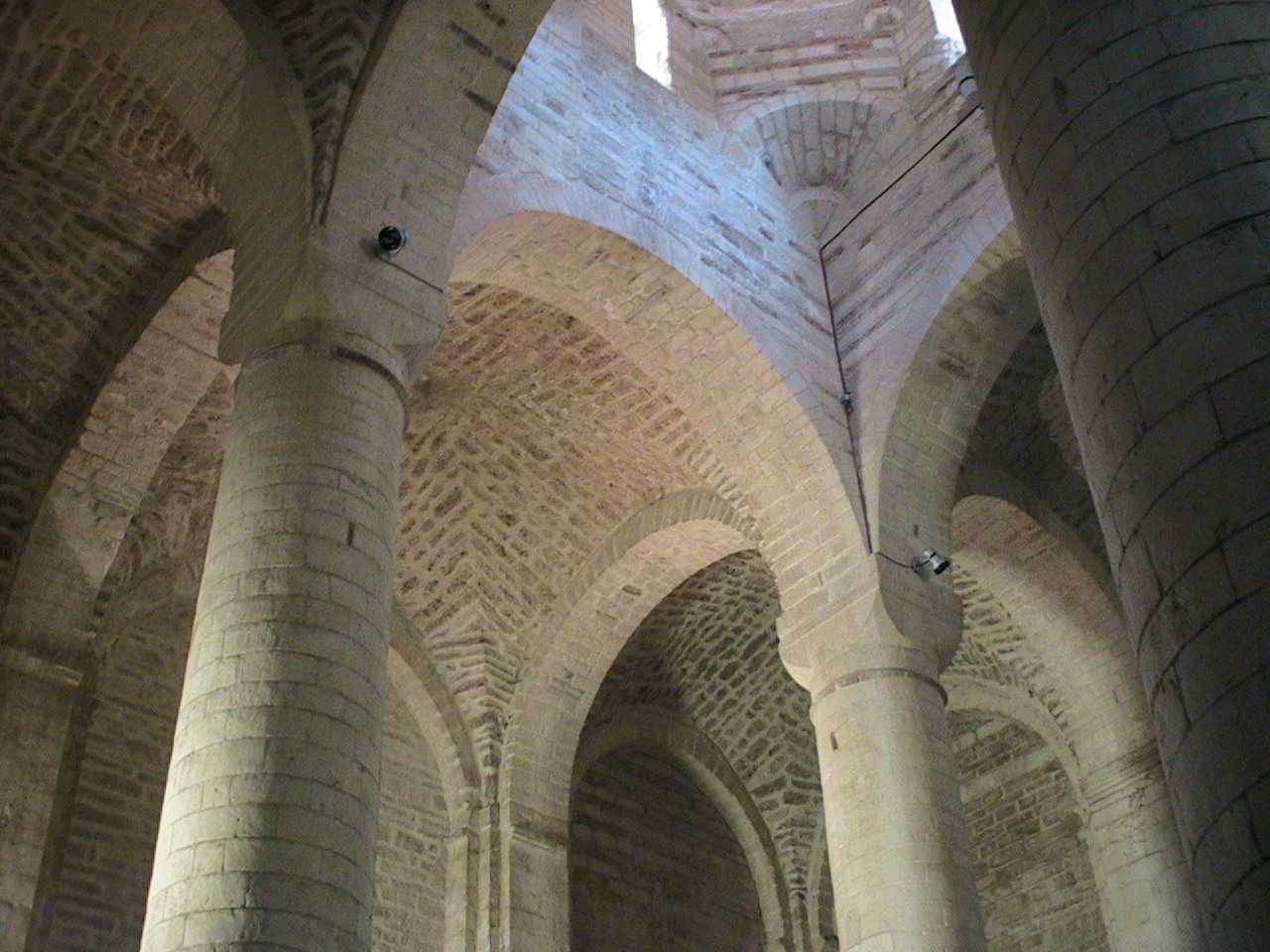
Intérieur de l'Abbatiale
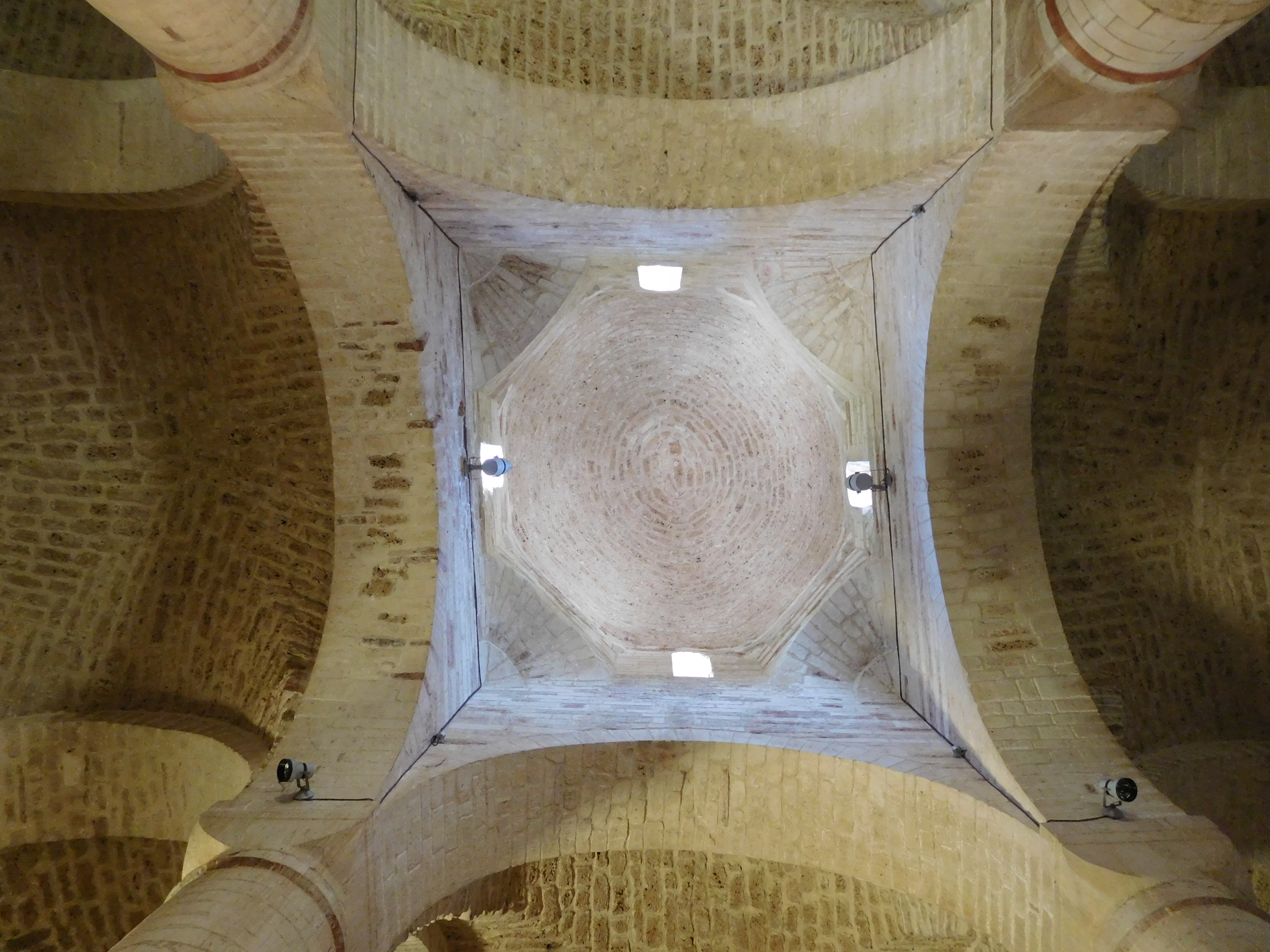
Voûte centrale de l'Abbatiale

### Basilique de la Santissima Annunziata ou Santa Maria a pie di Chienti, à Montecosaro
La basilique de la Santissima Annunziata ou basilique de Santa Maria a Piè di Chienti est une église paroissiale située dans la commune de Montecosaro dans le hameau de Montecosaro Scalo, dans la province de Macerata. Il représente l’un des chefs-d’œuvre de l’architecture romane des Marches, et doit son nom à la rivière Chienti qui coule à proximité. Déjà présente dans les documents antiques presque toujours comme Santa Maria al Chienti et dans le bas Moyen Âge également appelée Santa Maria a Piè di Chienti. Elle a été déclarée monument national en 1902. L’église a été construite dans sa configuration actuelle en 1125 comme l'attestent deux épigraphes à l’intérieur, mais des cartes de l'abbaye de Farfa, dont dépendaient les frères qui l’ont fondée, parlent de cette église dès l’année 936. Des voix locales l'associent au règne-même de Charlemagne qui serait né et enterré en terres des Marches alors carolingiennes avant que ses reliques ne soient transférées en la cathédrale d’Aix-la-Chapelle. De manière plus concrète, la structure de la Basilique est particulière en raison de son chœur à étagements ; elle comporte un remarquable cycle de fresques du Maestro di Offida de la deuxième moitié du trecento au niveau supérieur, accessible par un escalier dans le mur droit de la nef. L’on y appréciera le traitement tout à fait original de la Nativité. Dans le chœur inférieur, des éléments tels que niches ou chapiteaux laissent penser à des fondations réellement antérieure au IXe siècle.

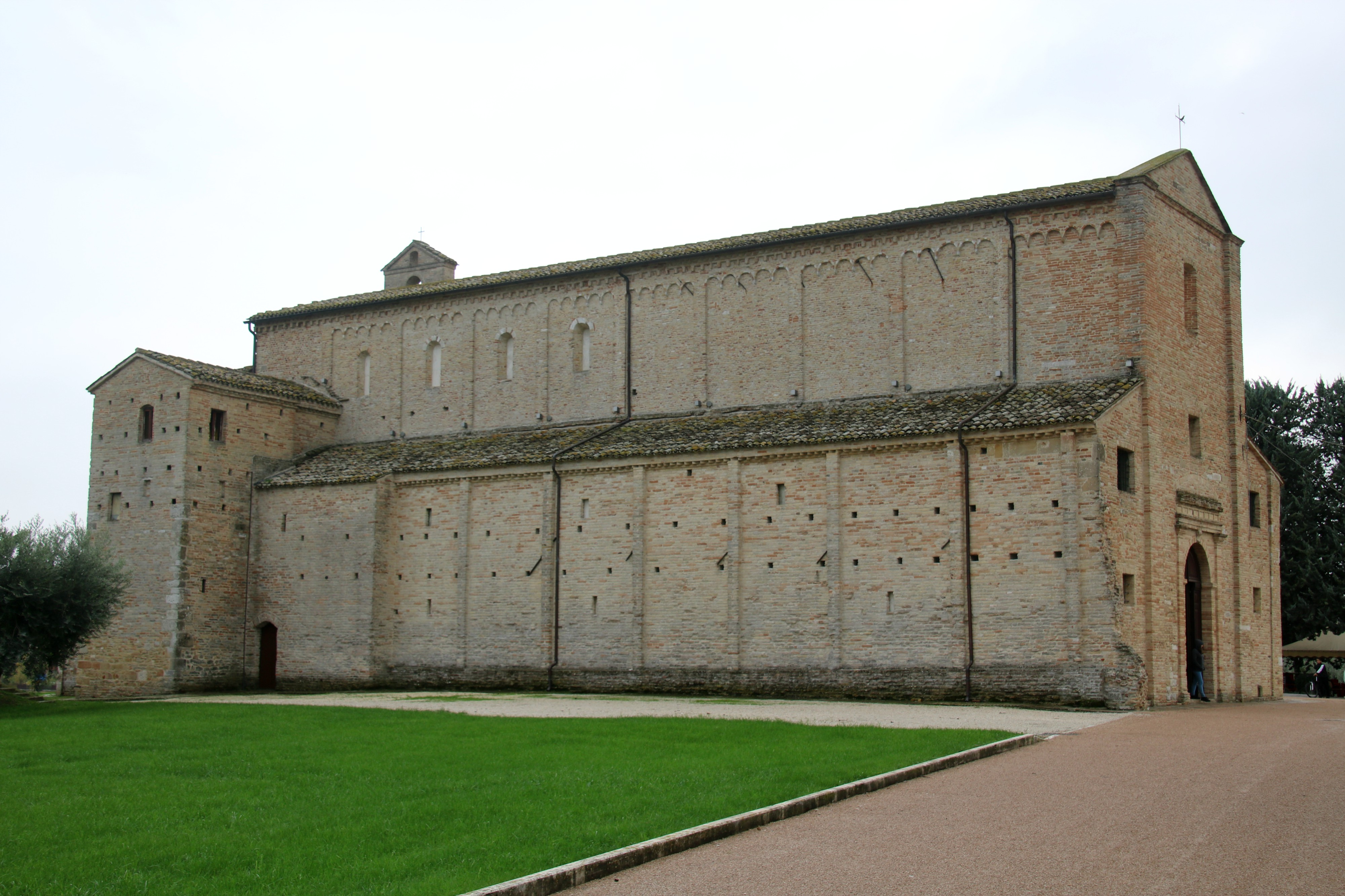
Extérieur flanc gauche et façade.
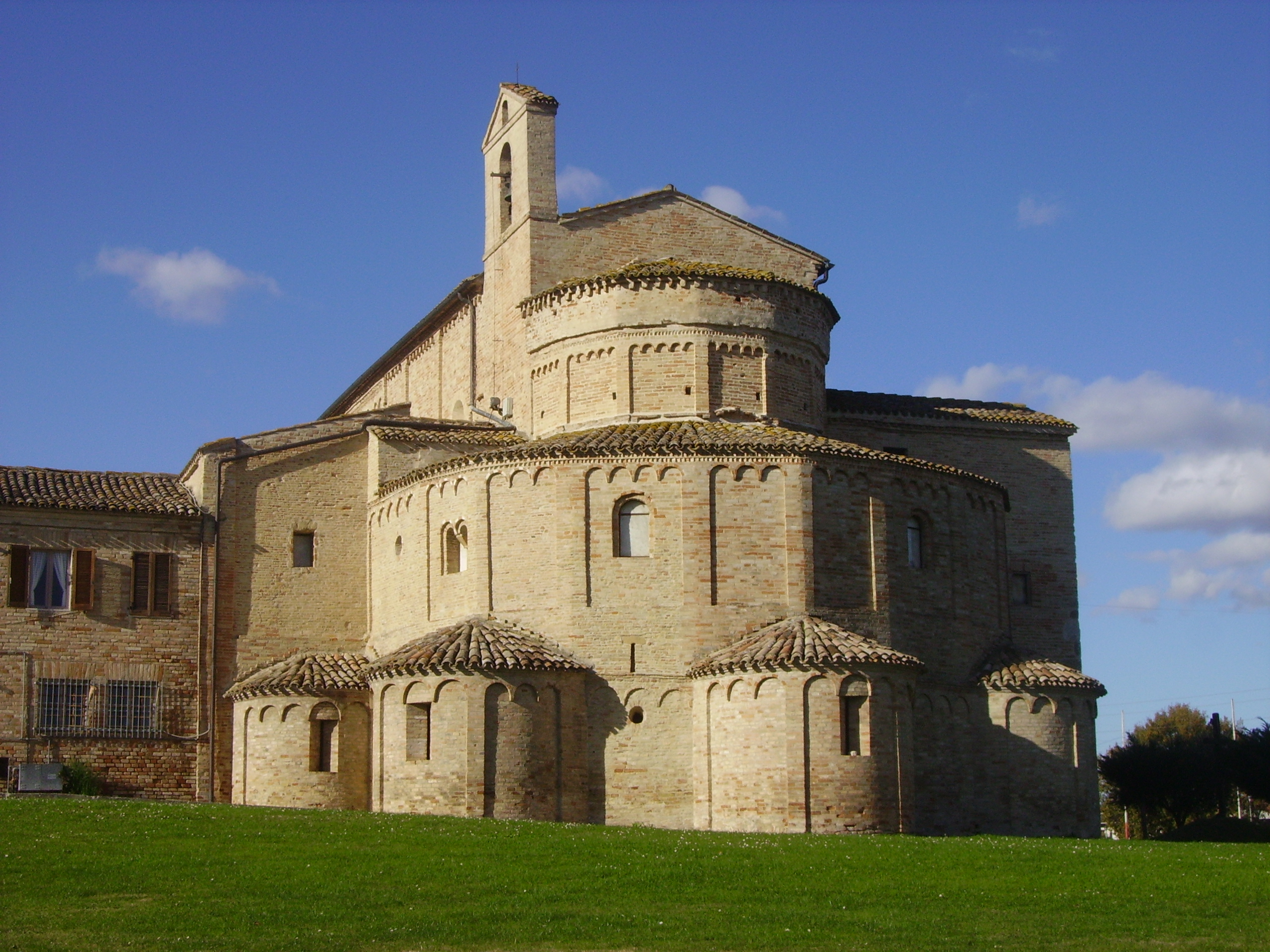
Absides de Santa Maria a pie di Chienti.
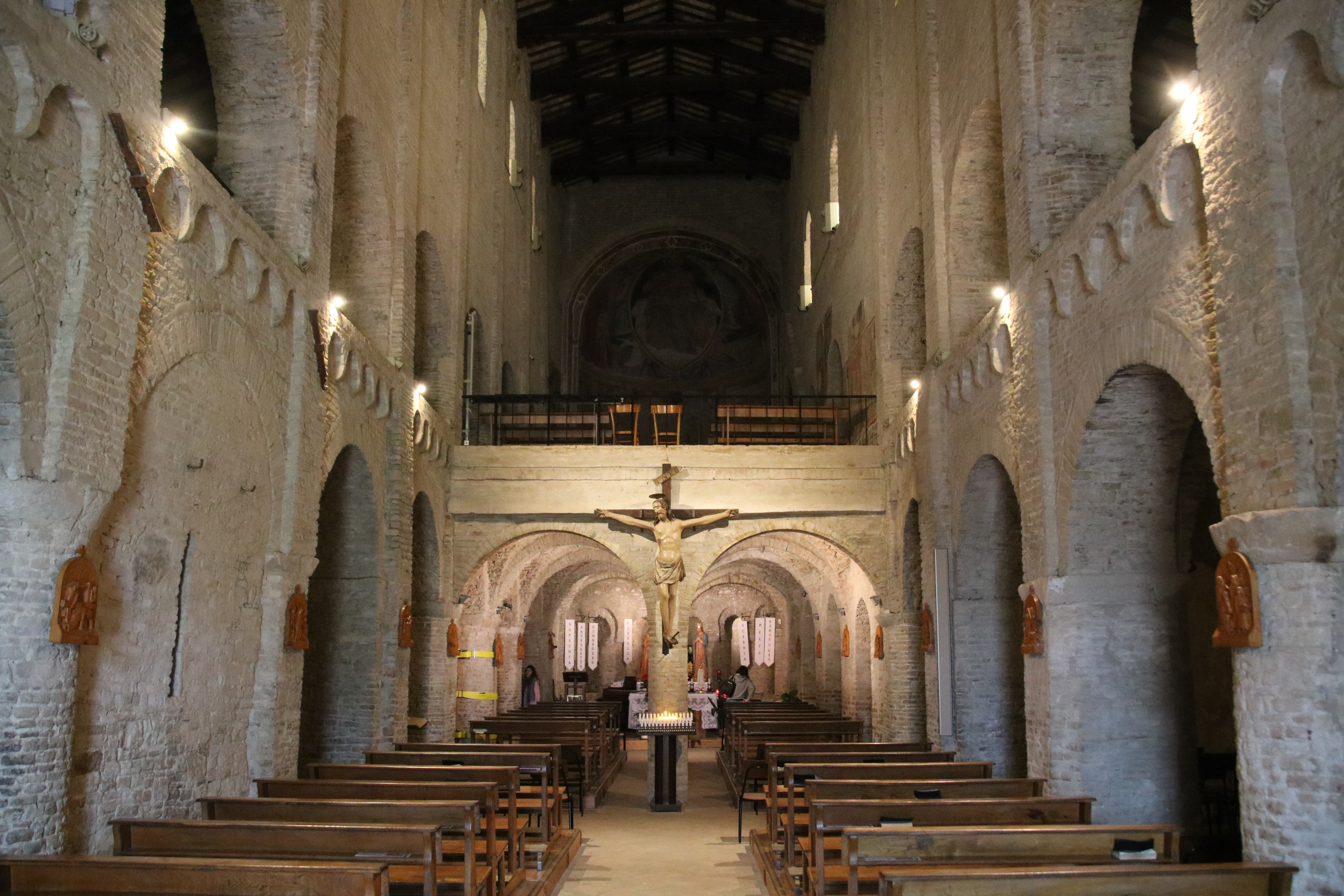
Les deux étagements du chœur.
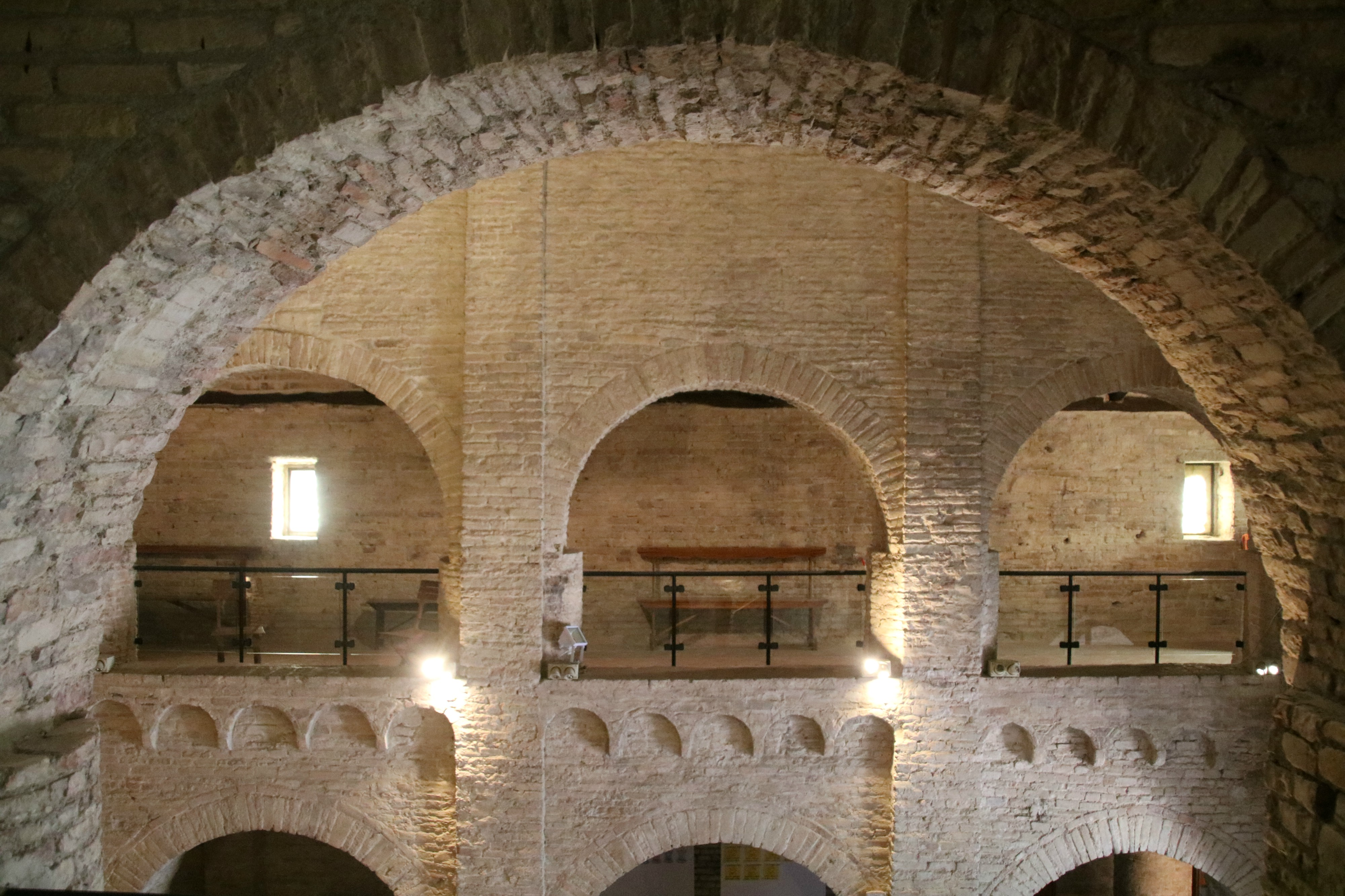
vue sur le flanc droit intérieur de la basilique.
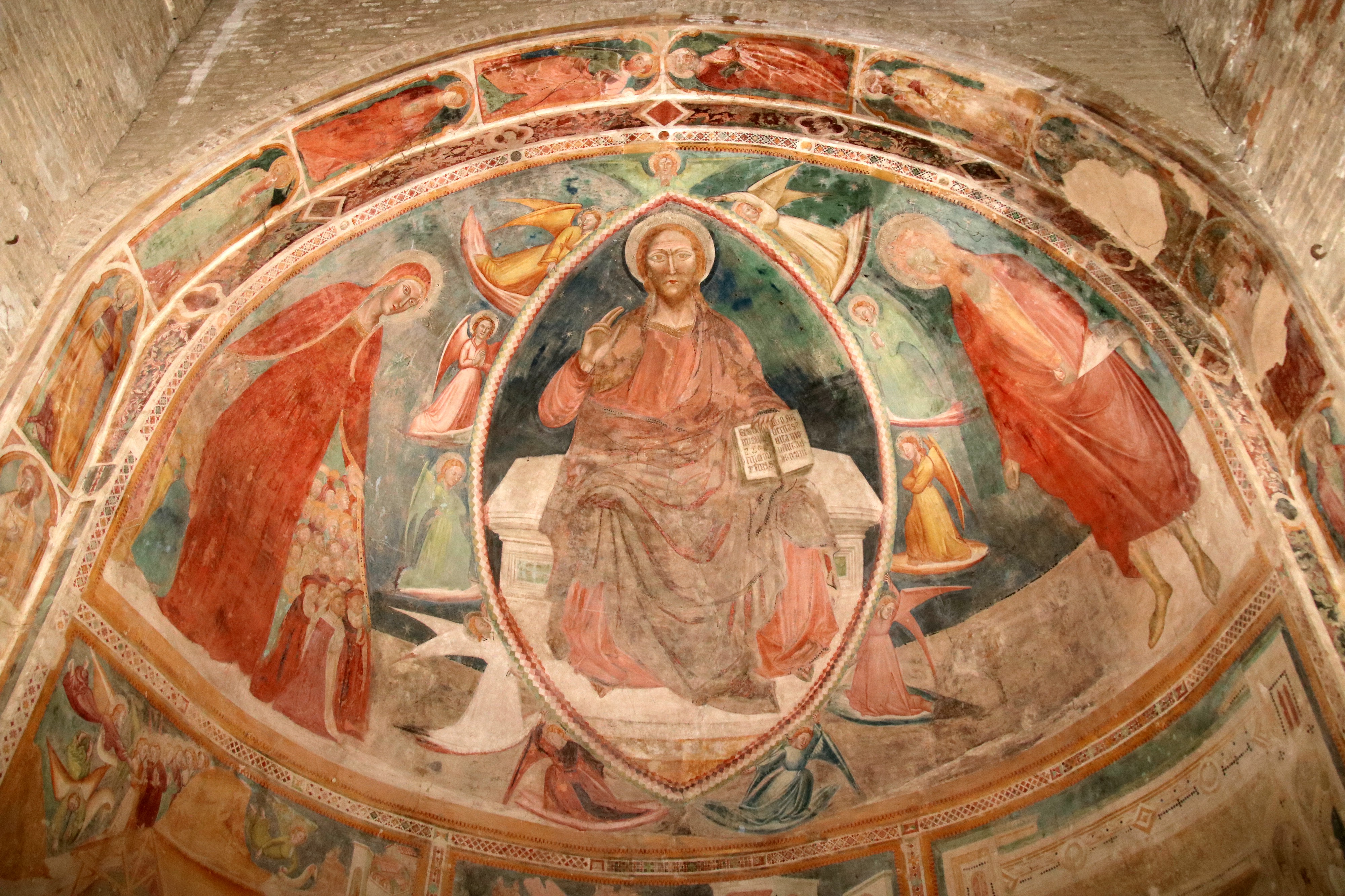
Christ dans une Mandorle entre saint Jean-Baptiste et la Madone de la Misericorde, Maestro di Offida, 2e moitié du XIVe siècle.
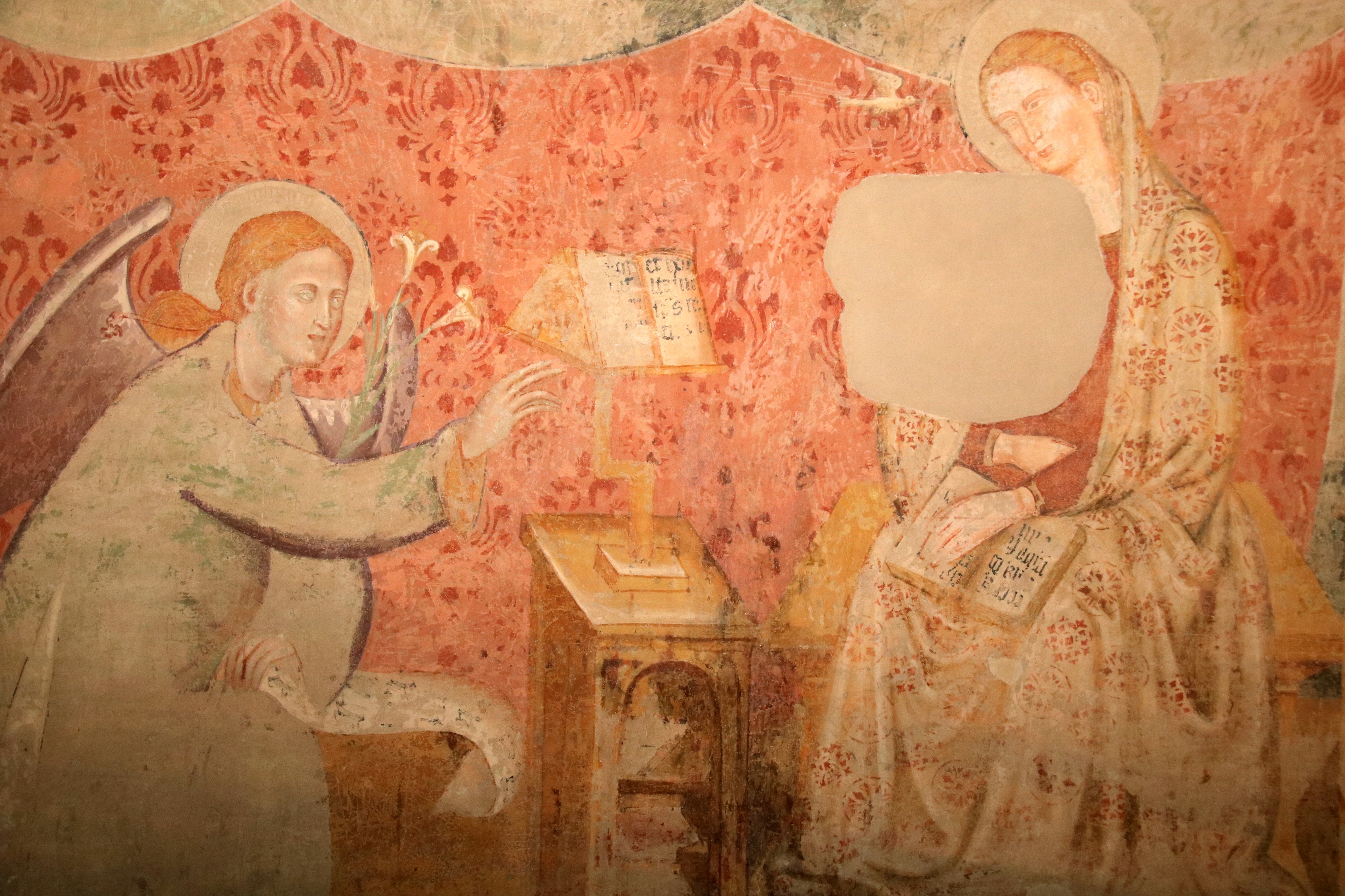
Annonciation de Maestro di Offida.
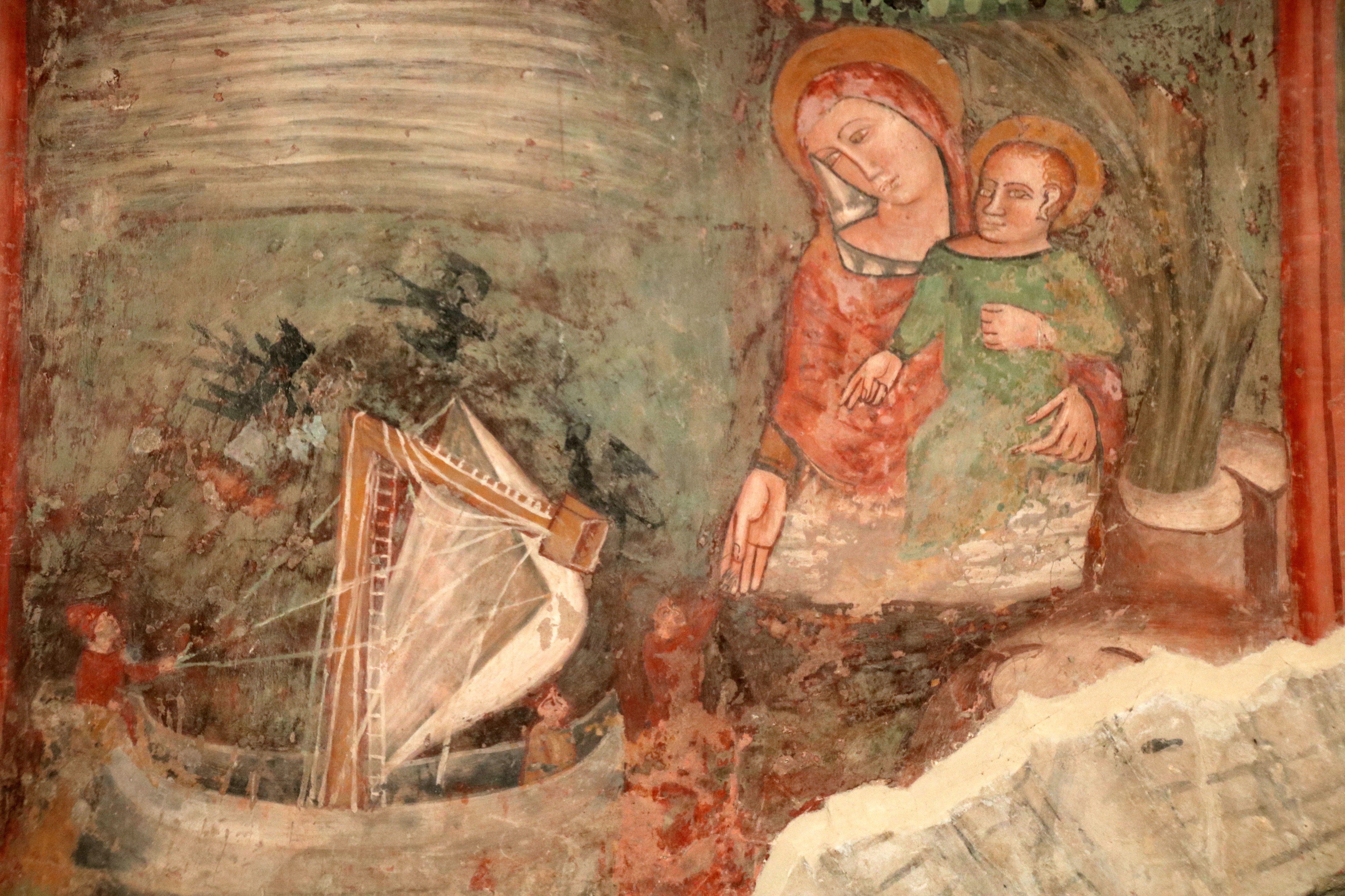
autre détail de la Fresque du chœur supérieur.
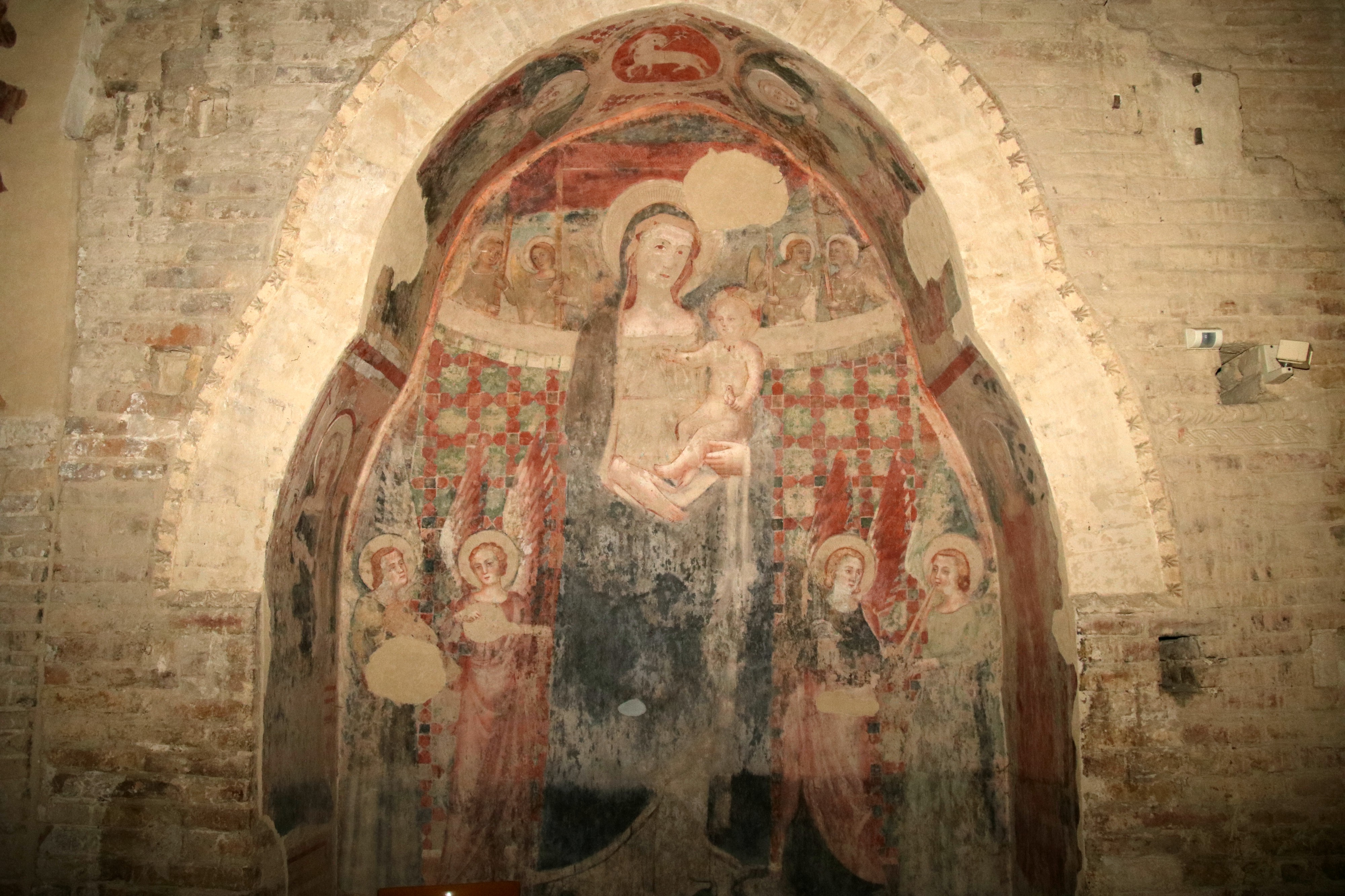
Madone à l’Enfant.

### Cathédrale Saint-Cyriaque d'Ancône
La cathédrale Saint-Cyriaque d'Ancône est une église de style romano-byzantin du XIIe siècle située à Ancône dédiée à saint Cyriaque de Jérusalem.
Les fondations de la cathédrale remonteraient au VIIIe siècle. Une restauration précoce serait intervenue en 1234. C’est un bel édifice roman en pierre grise, bâti en forme de croix grecque dominée par un dôme. La façade possède une porte gothique, attribuée à Giorgio da Como. L’édifice comprend une Crypte et dix colonnes attribuées au bâtiment d’origine, un temple dédié à Vénus du IIIe siècle.

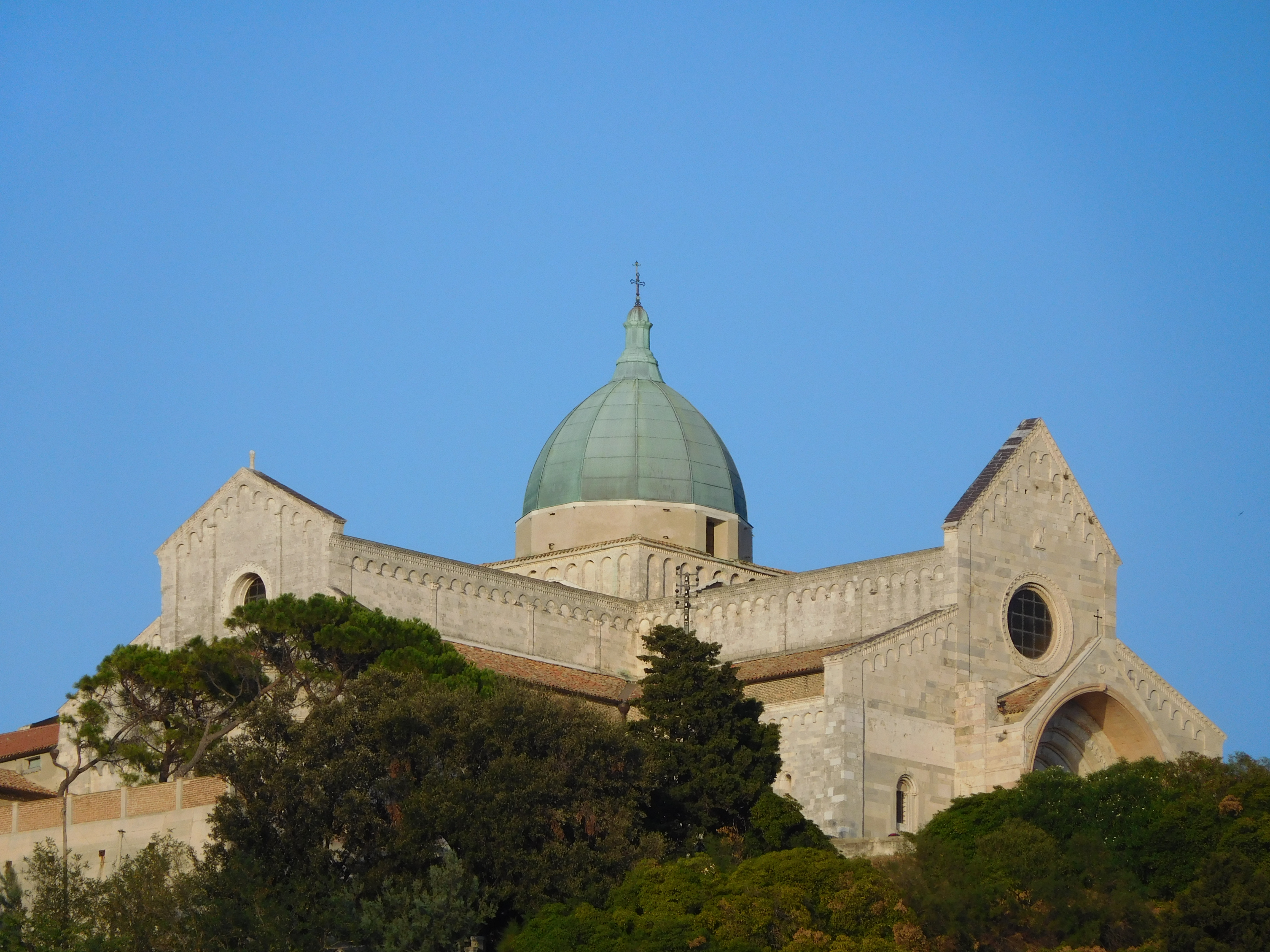
Le Dôme de San Ciriaco
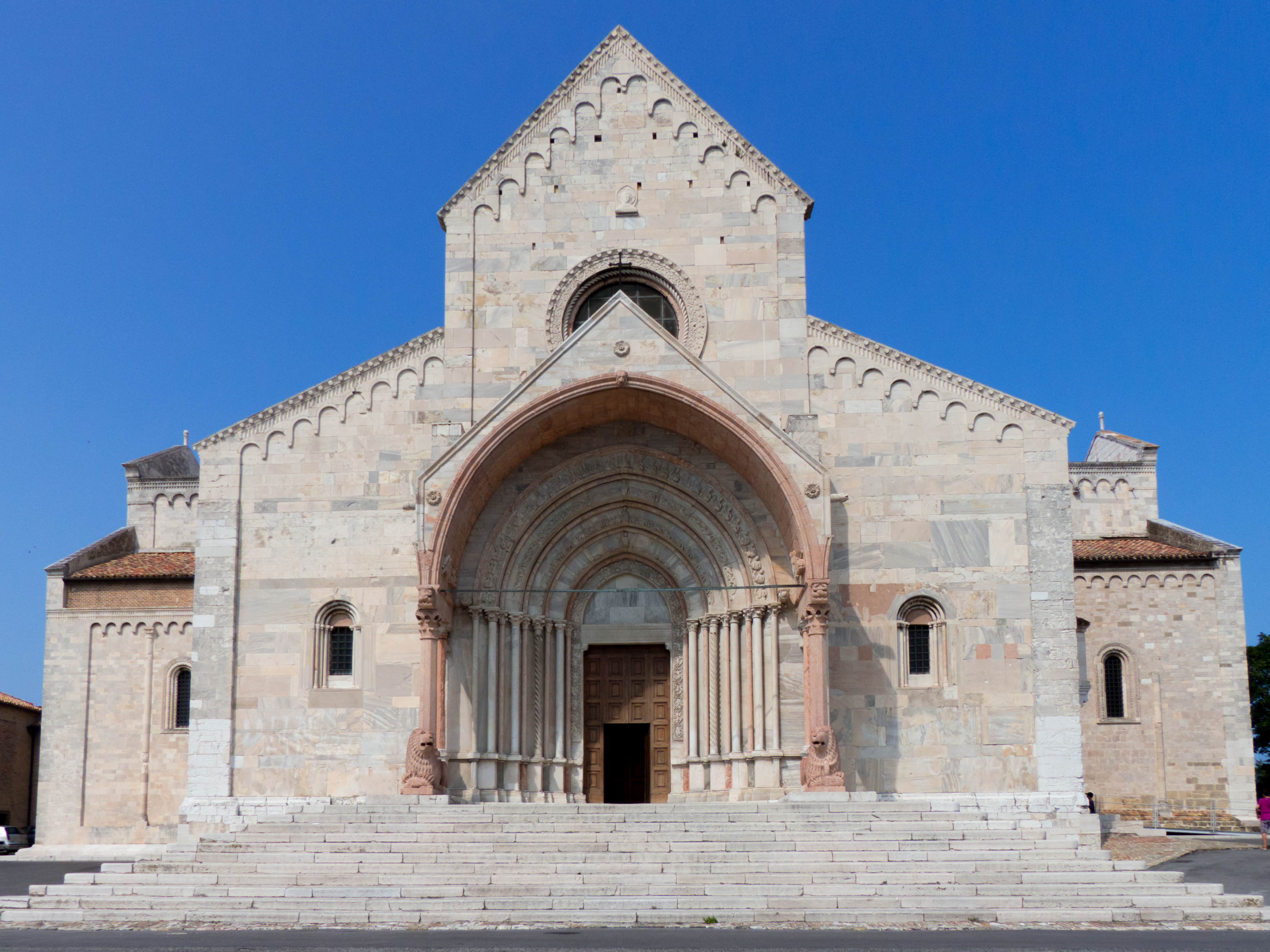
Façade du Duomo
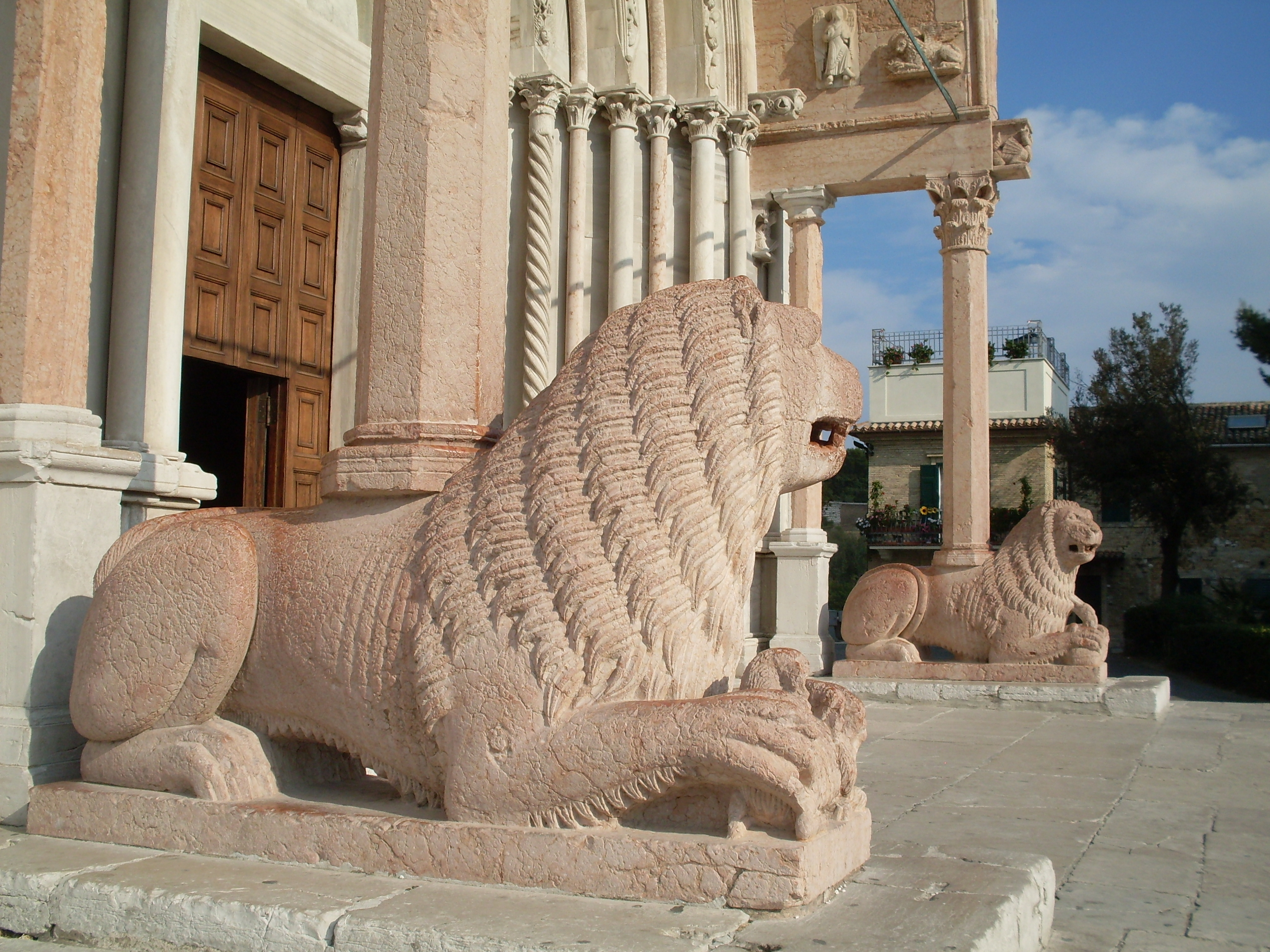
Lions de l’Entrée du Duomo
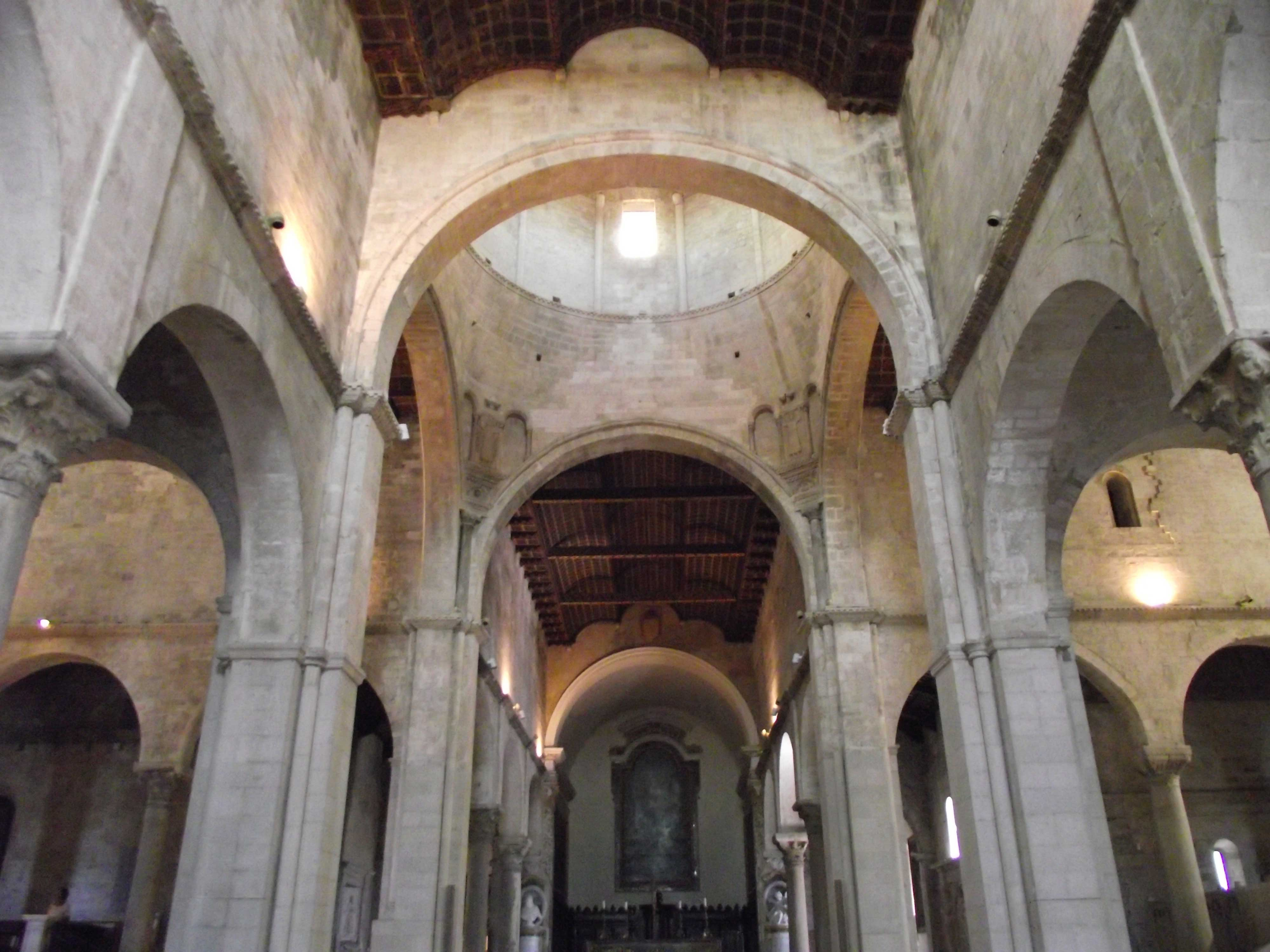
intérieur du Duomo

### Église Santa Maria della Piazza à Ancône
L’église de Santa Maria della Piazza se trouve à Ancône sur la Piazza Santa Maria, dans l’ancien quartier du Port. Érigée entre les XIe et XIIe siècles, elle fut construite sur une église paléochrétienne du IVe siècle restaurée au VIe siècle ; une partie du sol de l’église actuelle est en verre pour permettre la vision des mosaïques paléochrétiennes sous-jacentes.

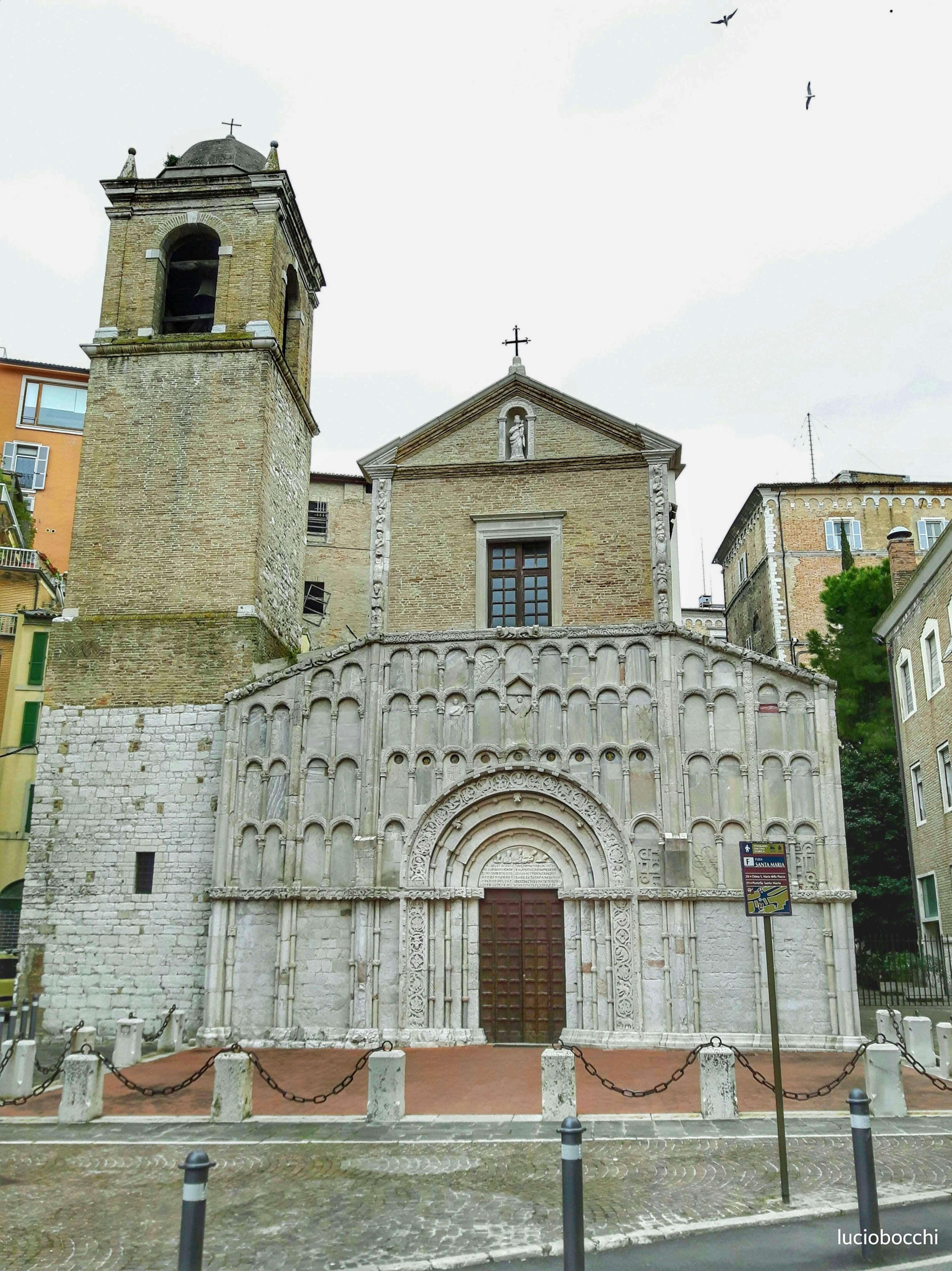
Façade de Santa Maria della Piazza, XIe et XIIe siècles.
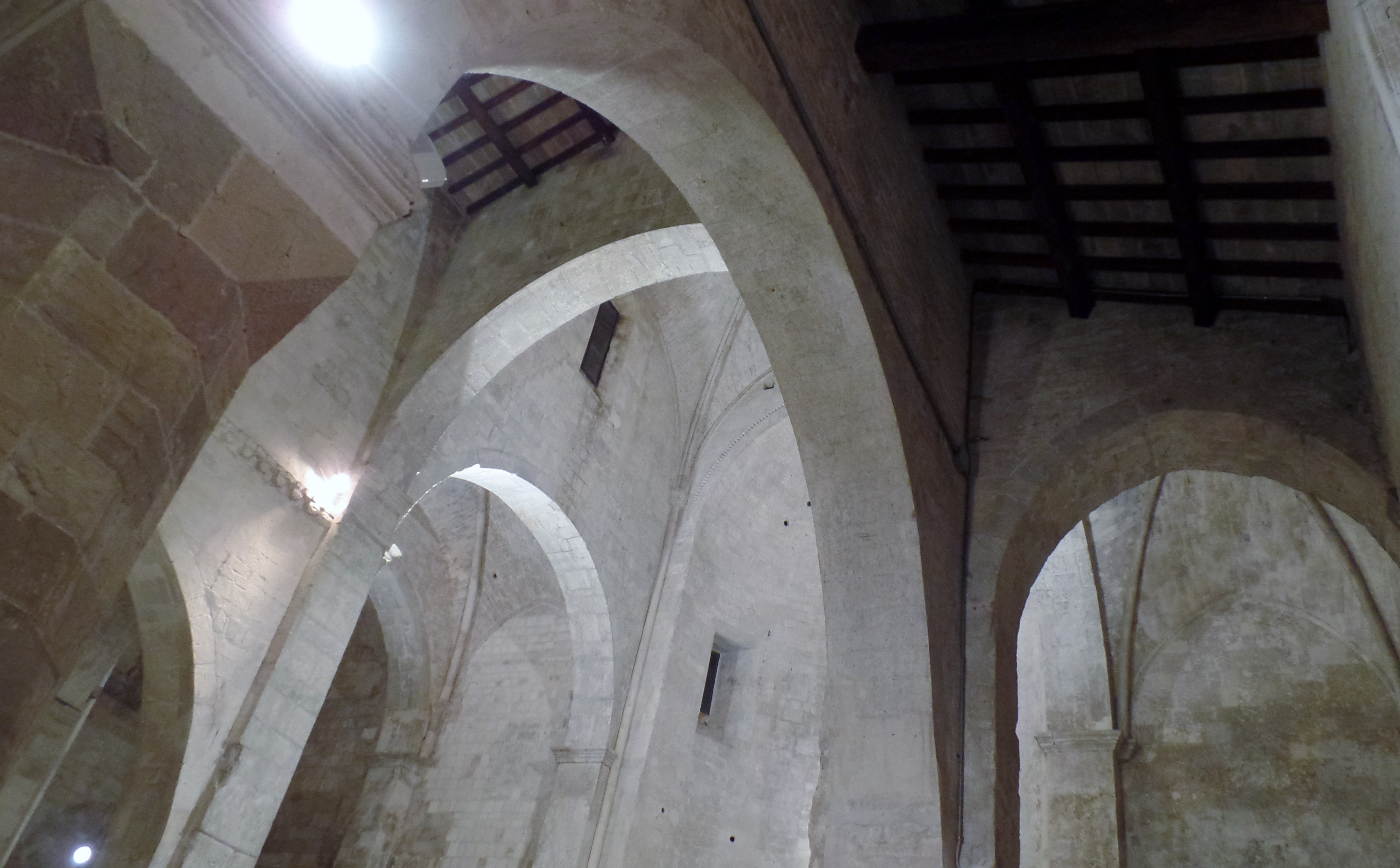
Intérieur de l'église
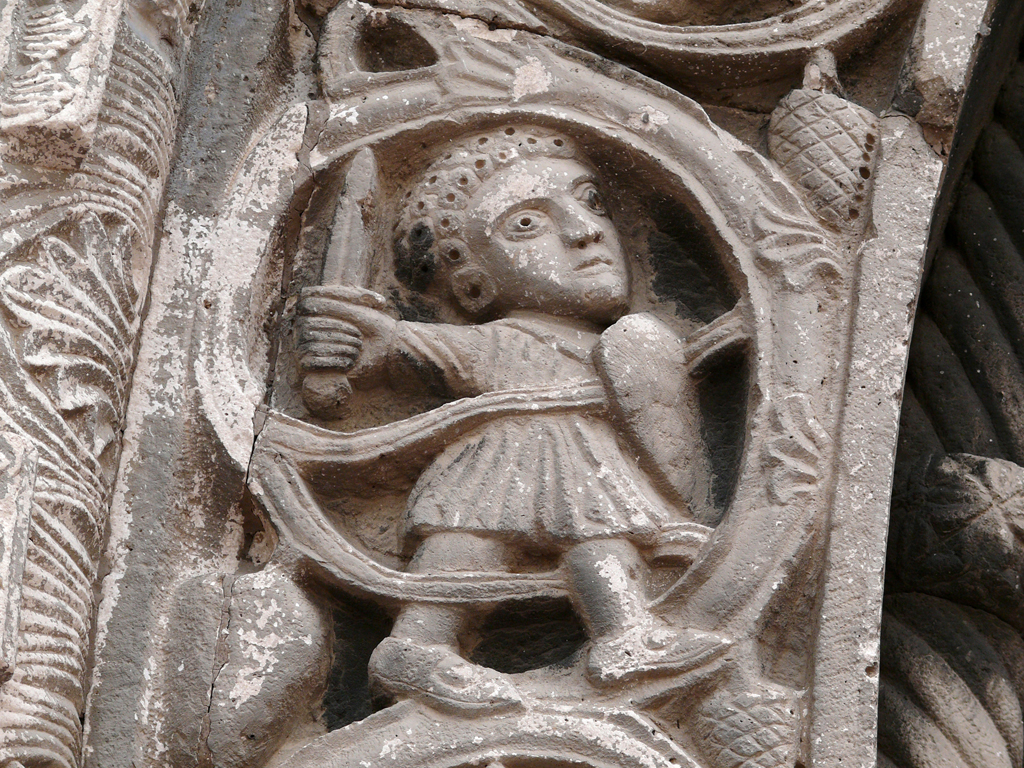
Détail de la façade
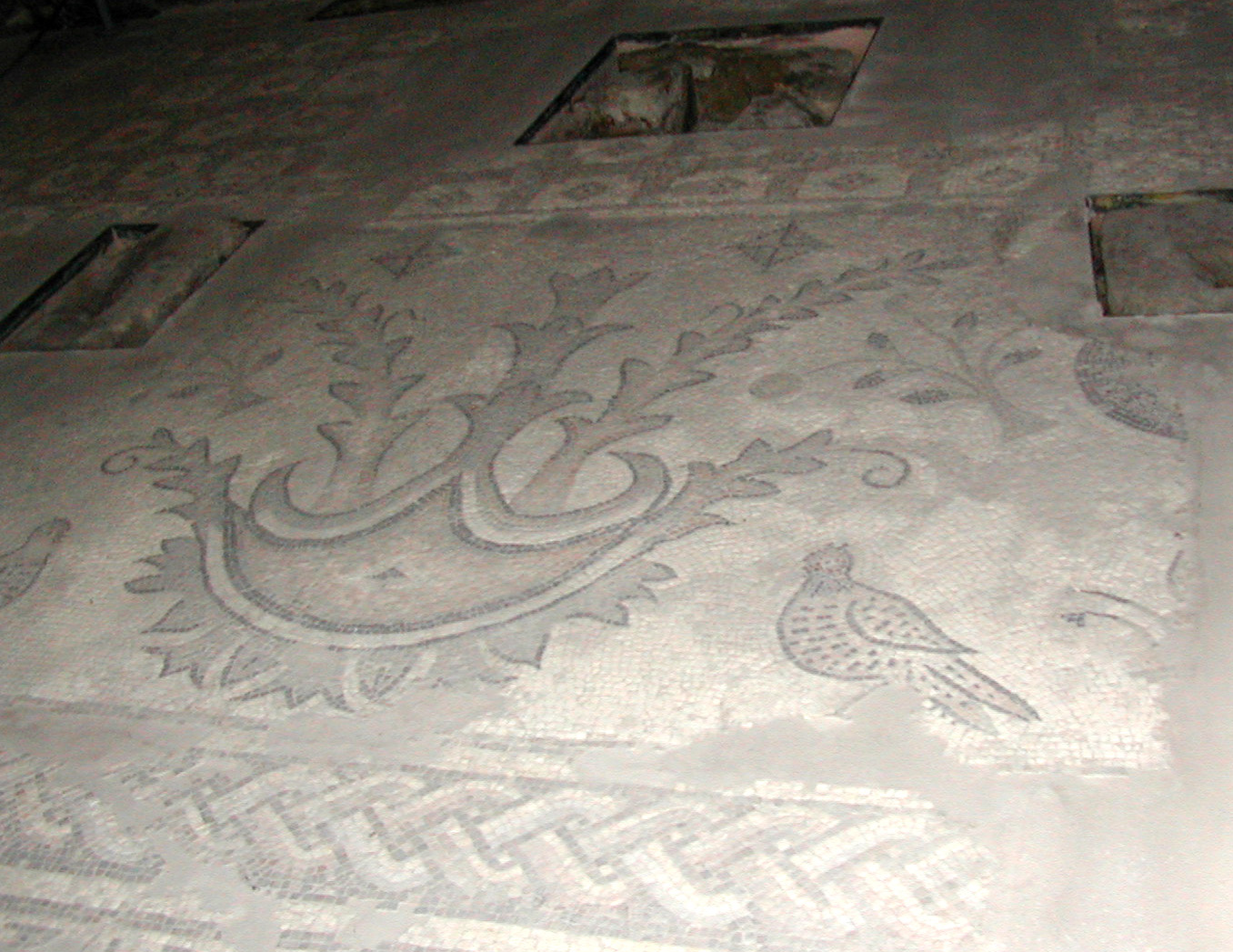
Mosaïques paléochrétiennes

### Abbaye de Saint Vincent al Furlo àAcqualagna(PU)
Le monastère est construit sur la rive gauche de la rivière Candigliano, le long de la Via Flaminia, près de la gorge du Furlo, où se trouvait la ville romaine de Pitinum Mergens abandonnée à l’époque de la Haute-Antiquité. Sa prospérité était liée aux pieuses offrandes des voyageurs qui traversaient la gorge du Furlus. Il abrita les reliques de l’évêque de Bevagna saint Vincent, martyr en 303, après que Bevagna eut été détruite par les Lombards au VIe siècle. La première mention de l’abbaye remonte à 970, qui renvoie à la vente des reliques de saint Vincent à Deodoric, évêque de Metz.

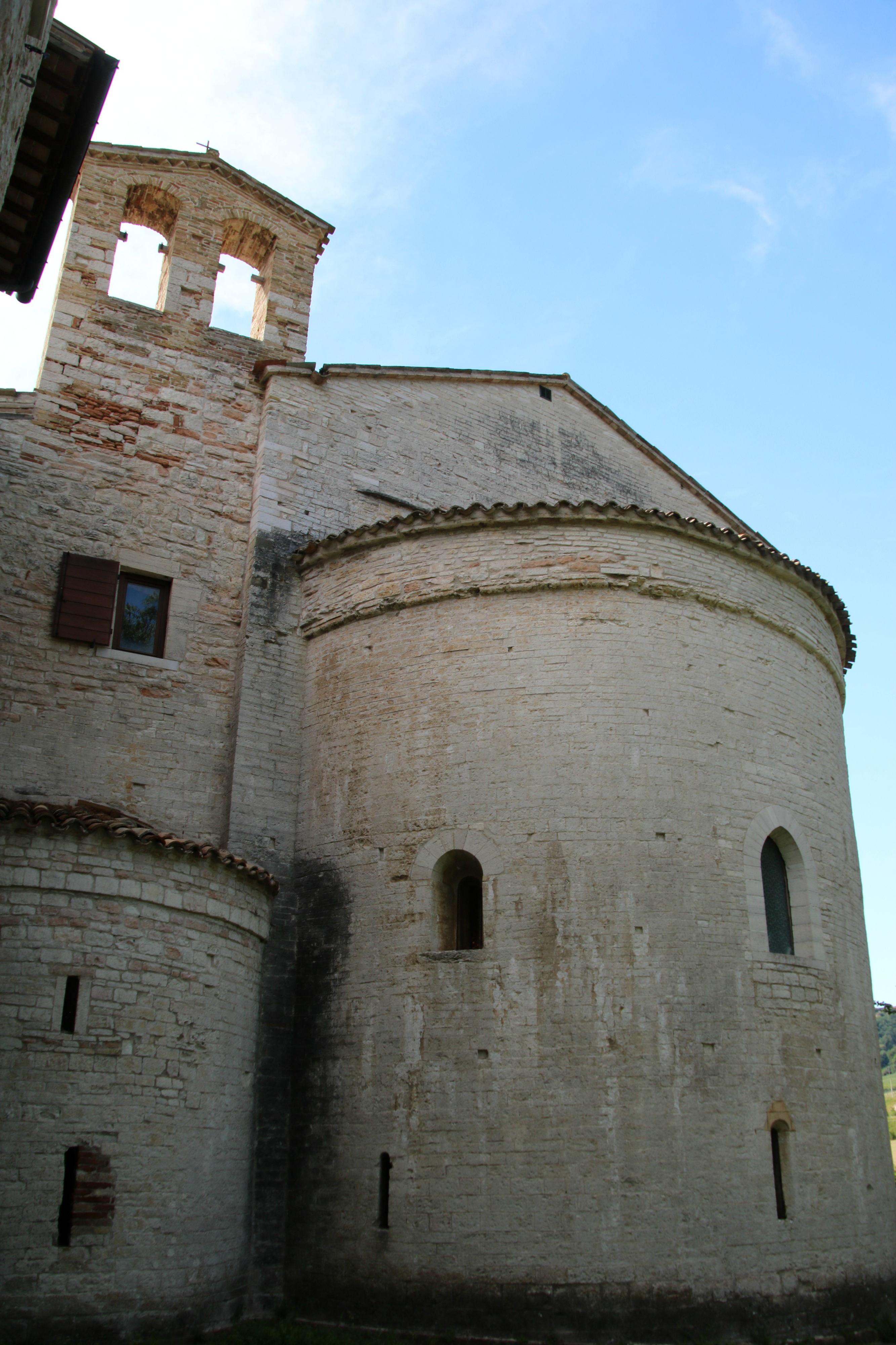
Abside de l’Abbaye de saint Vincent al Furlo
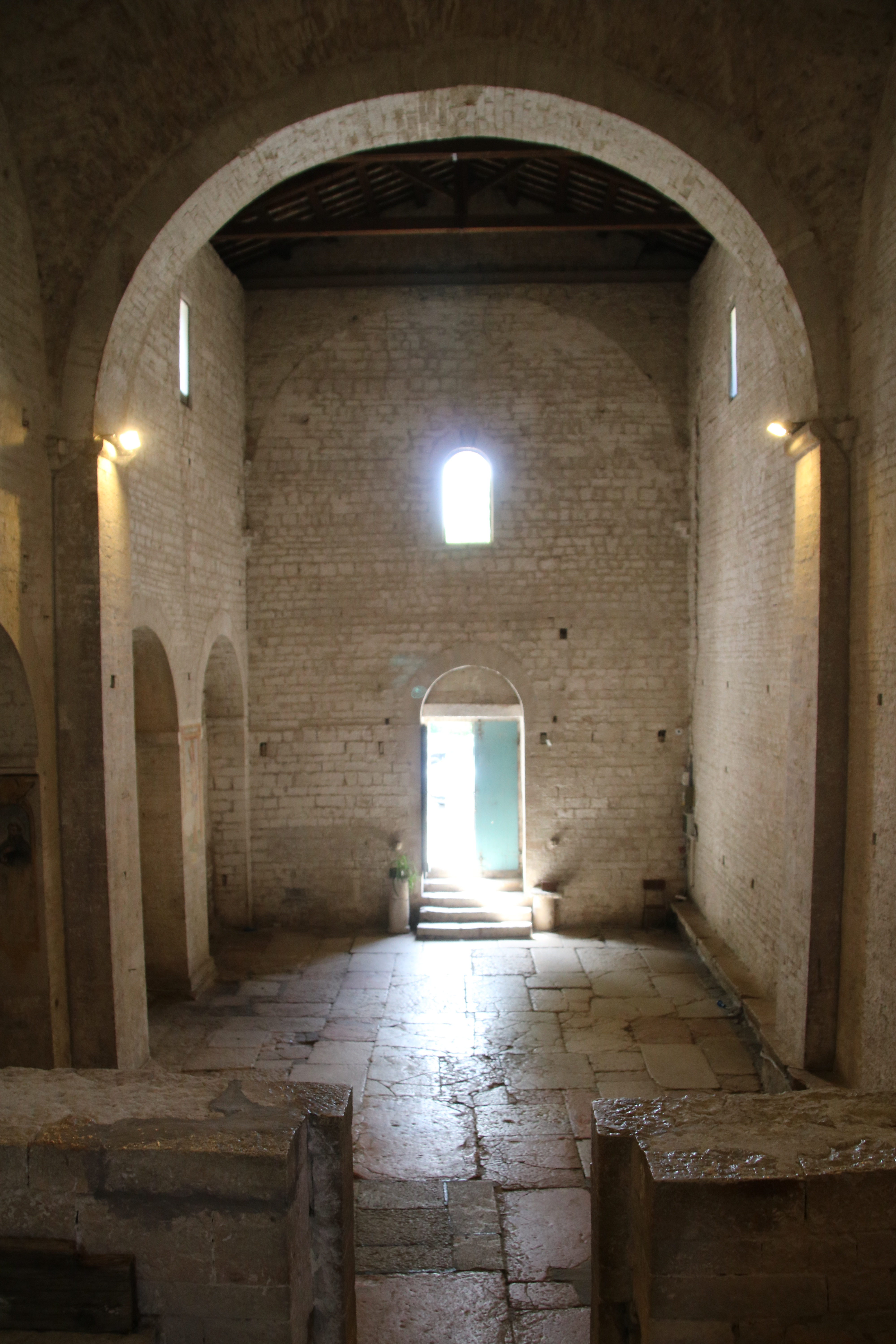
Nef de l'Abbaye de Saint Vincent al Furlo
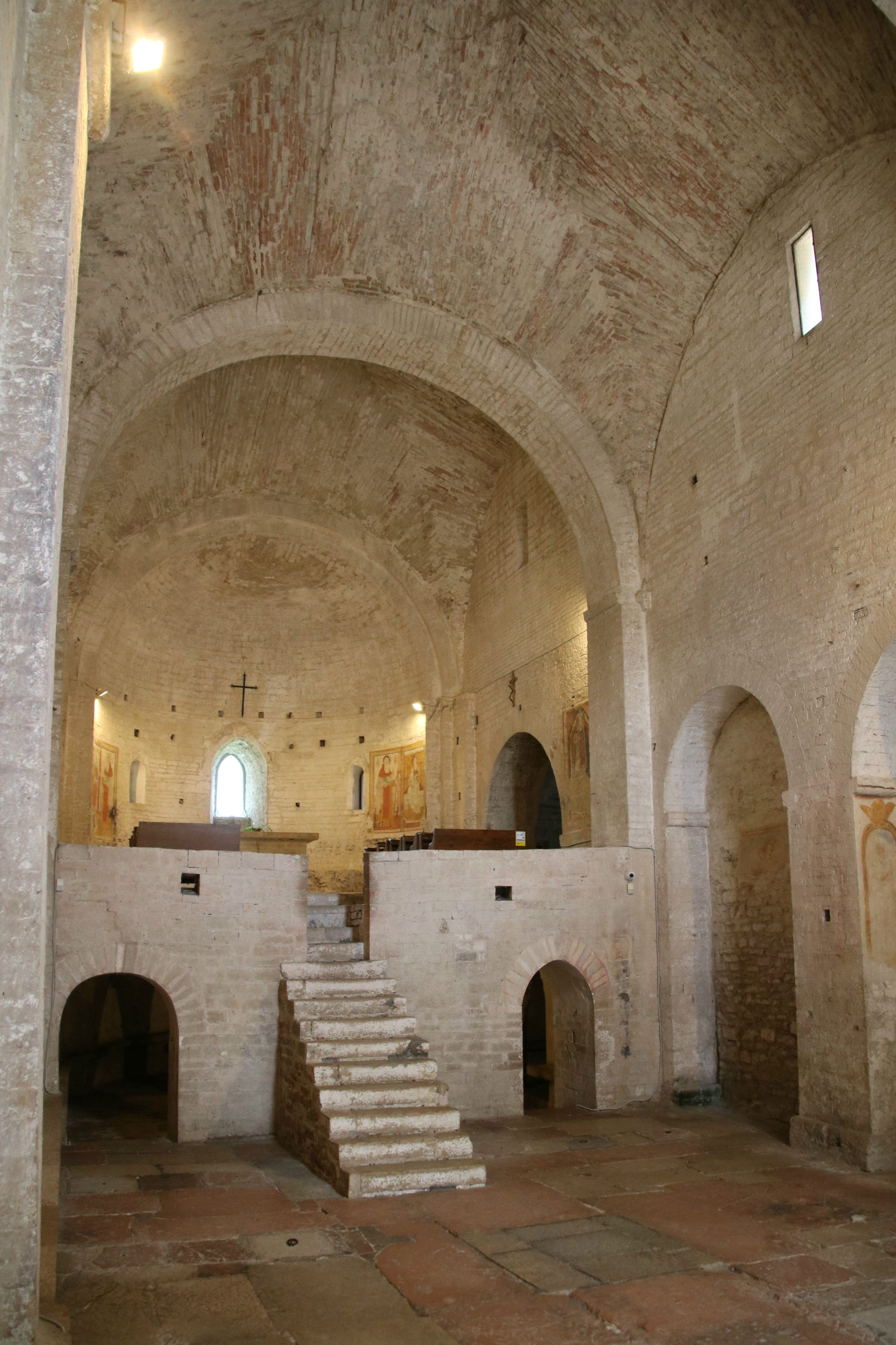
Chœur de l'Abbaye
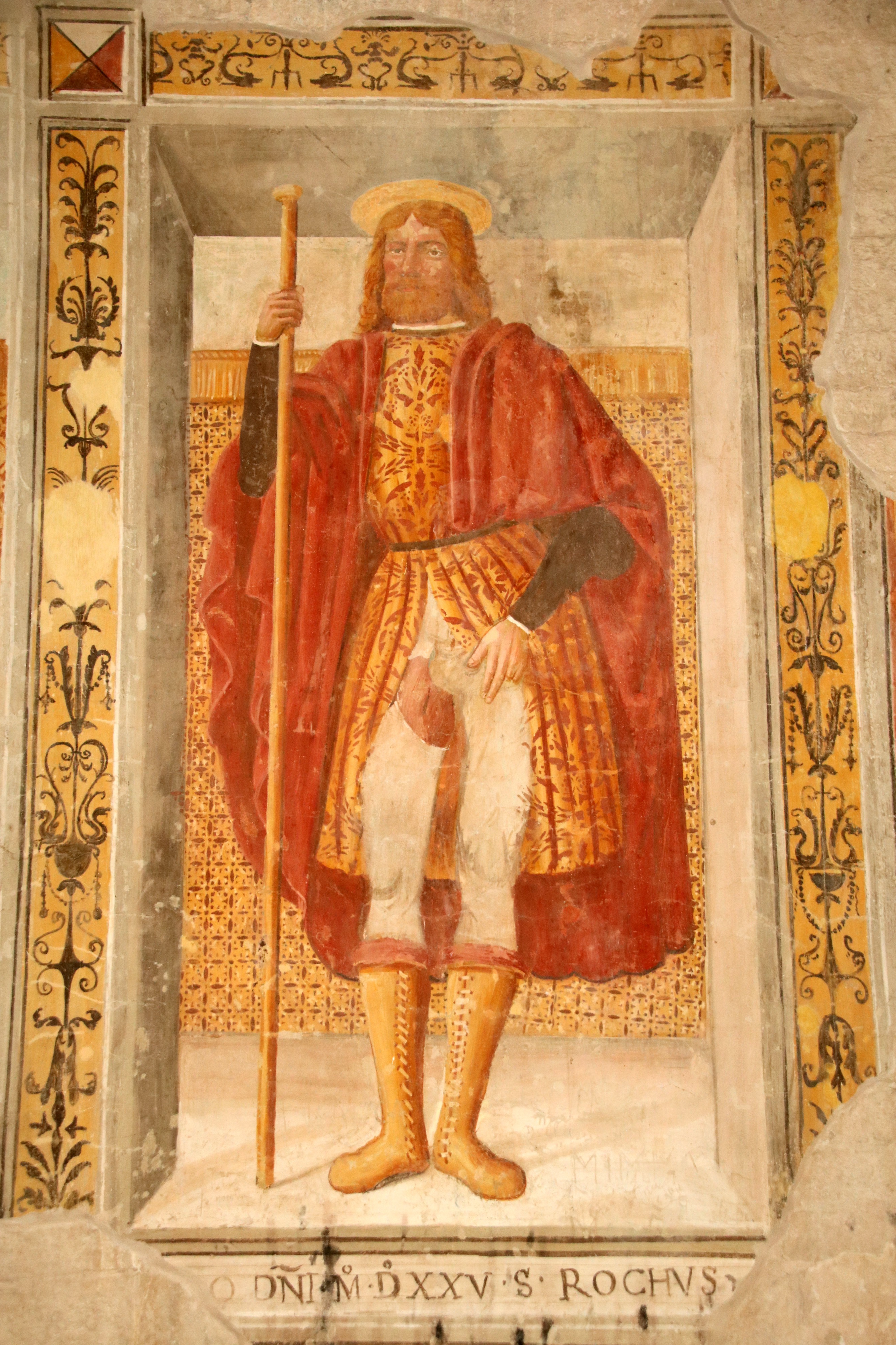
Cycle de Fresques de Saint Roch

### Église San Claudio al Chienti àCorridonia(MC)
L’église de San Claudio al Chienti est un édifice roman qui se trouve dans la commune de Corridonia dans la Province de Macerata, en position isolée, dans la vallée du Chienti. Elle a été déclarée monument national en 1902. Documentée depuis le XIe siècle, il s’agit d’un des plus importants et anciens témoignages de l’architecture romane dans les Marches, encore intégrée dans sa conformation originelle et insérée dans un paysage encore intact. L’escalier d’accès avec balcon et le portail d’entrée de l’église supérieure, en pierre d’Istrie, furent ajoutés au XIIIe siècle.

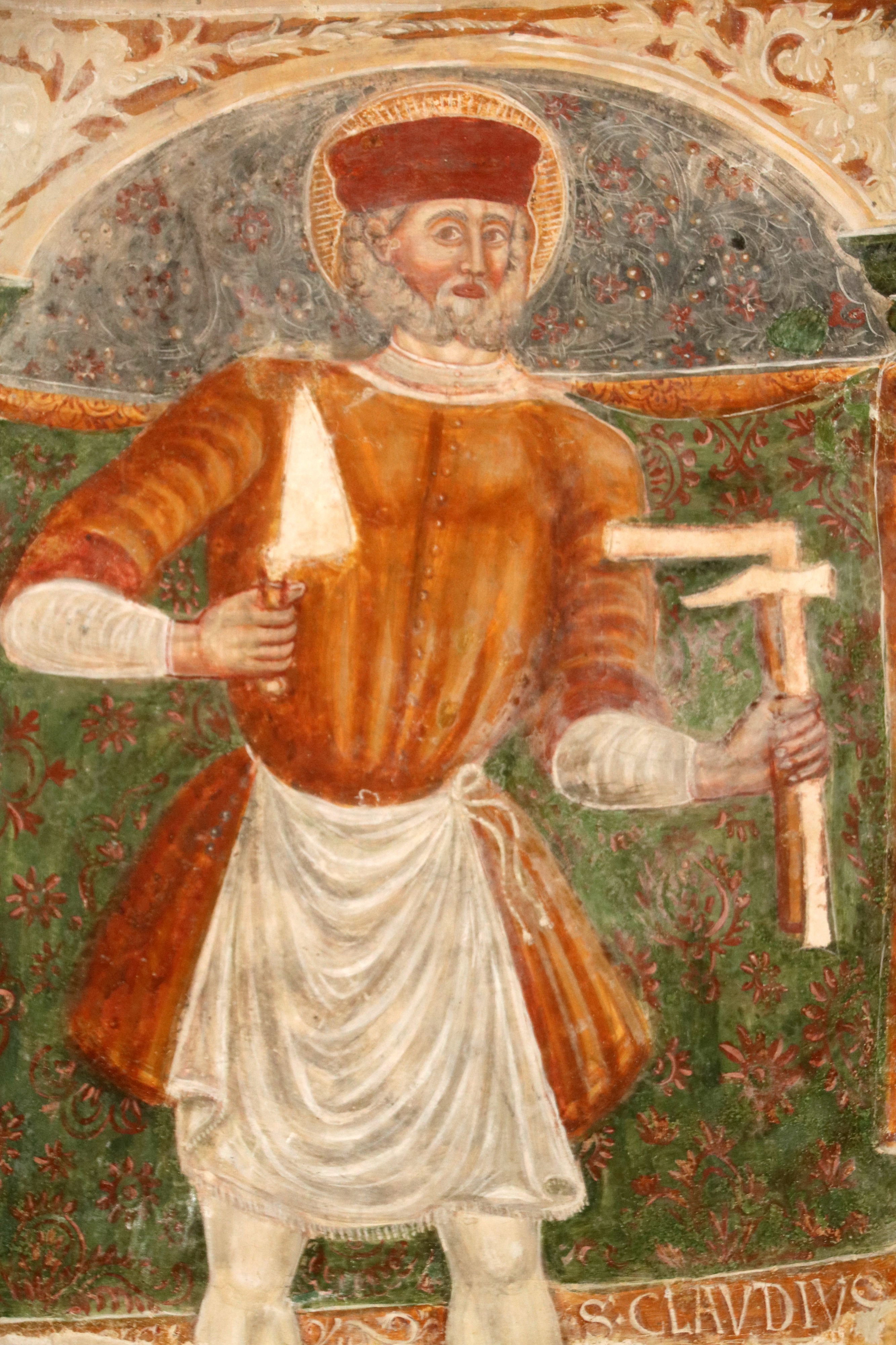
Autre détail.
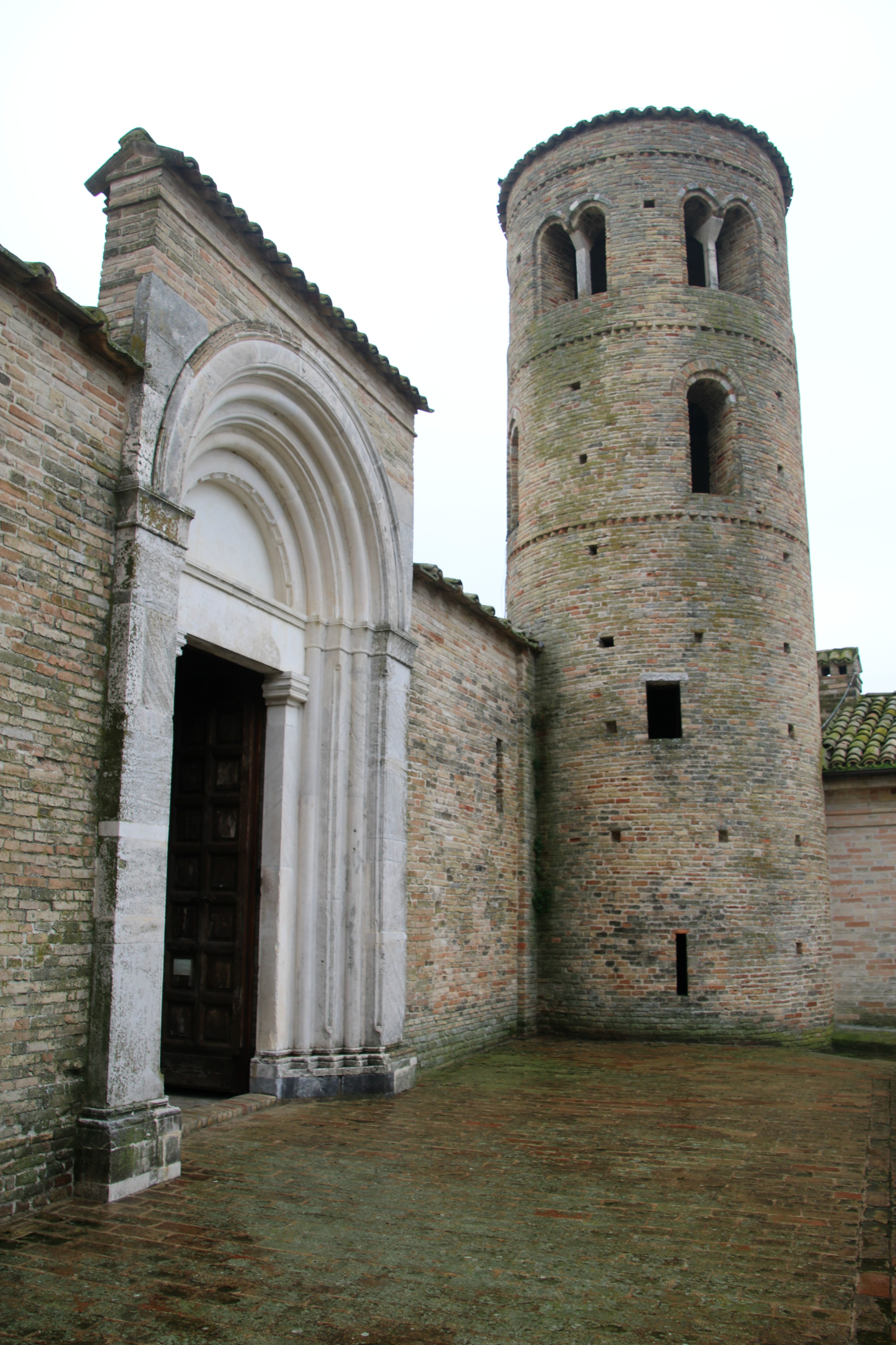
Extérieur haut de l’église San Claudio al Chienti
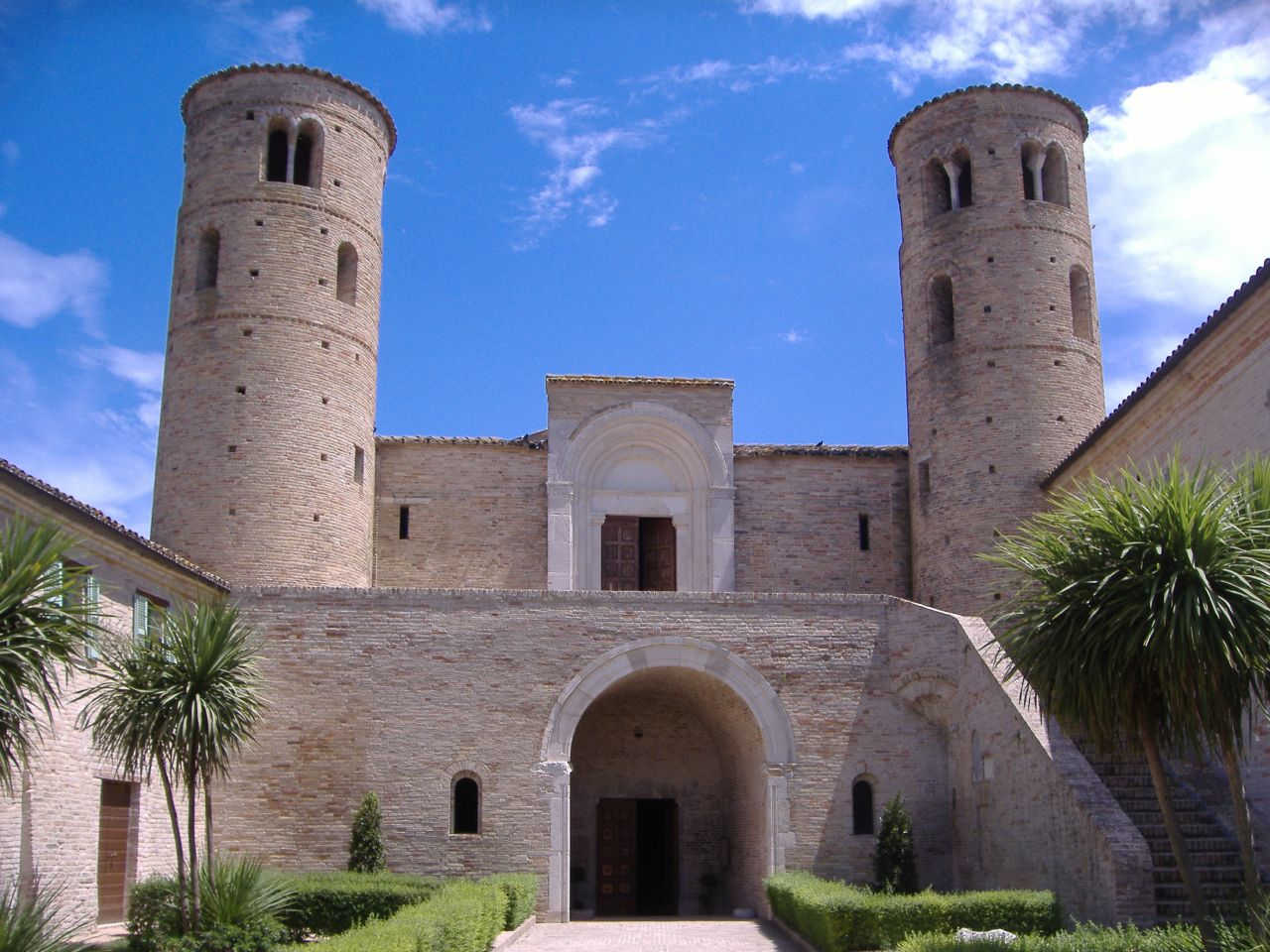
Extérieur bas de l’église San Claudio al Chienti
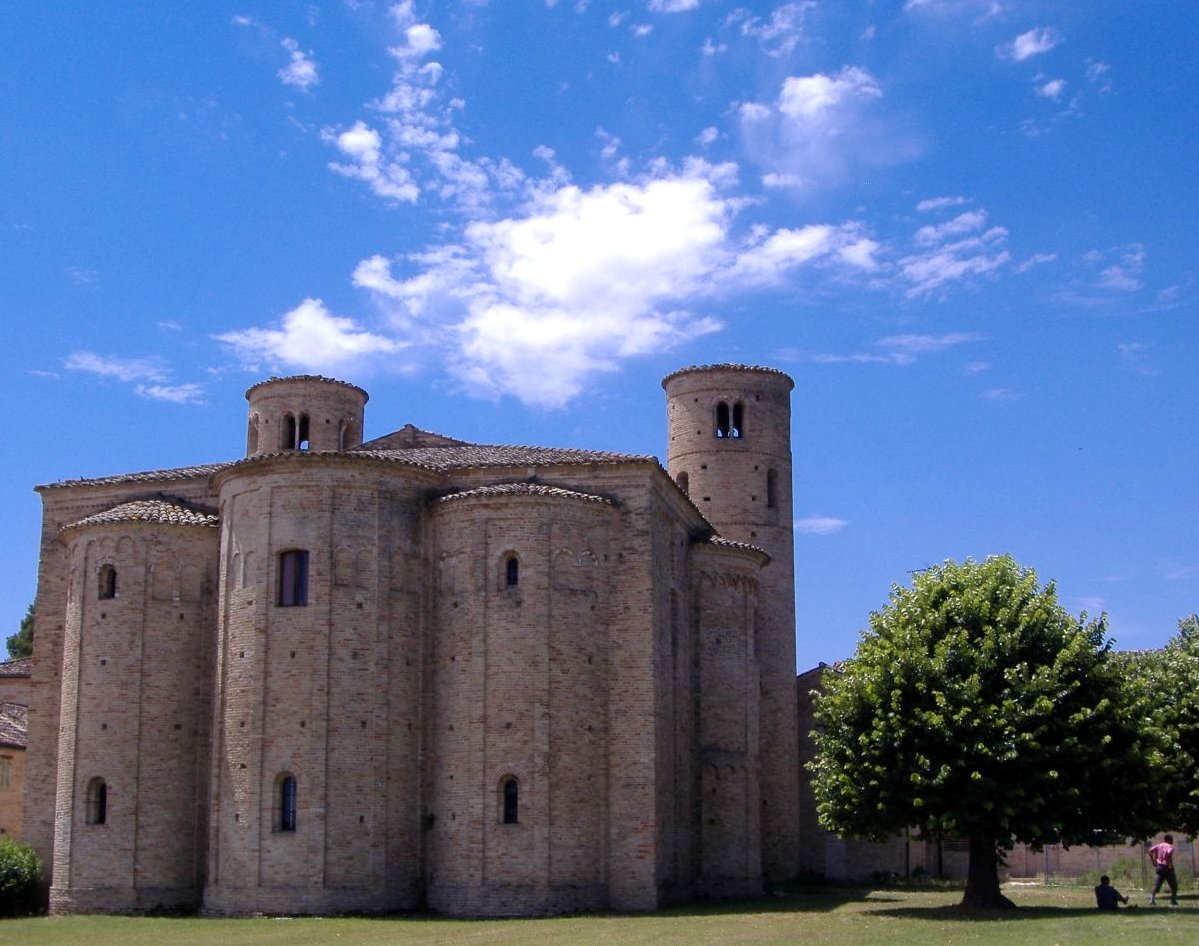
Arrière de l'église
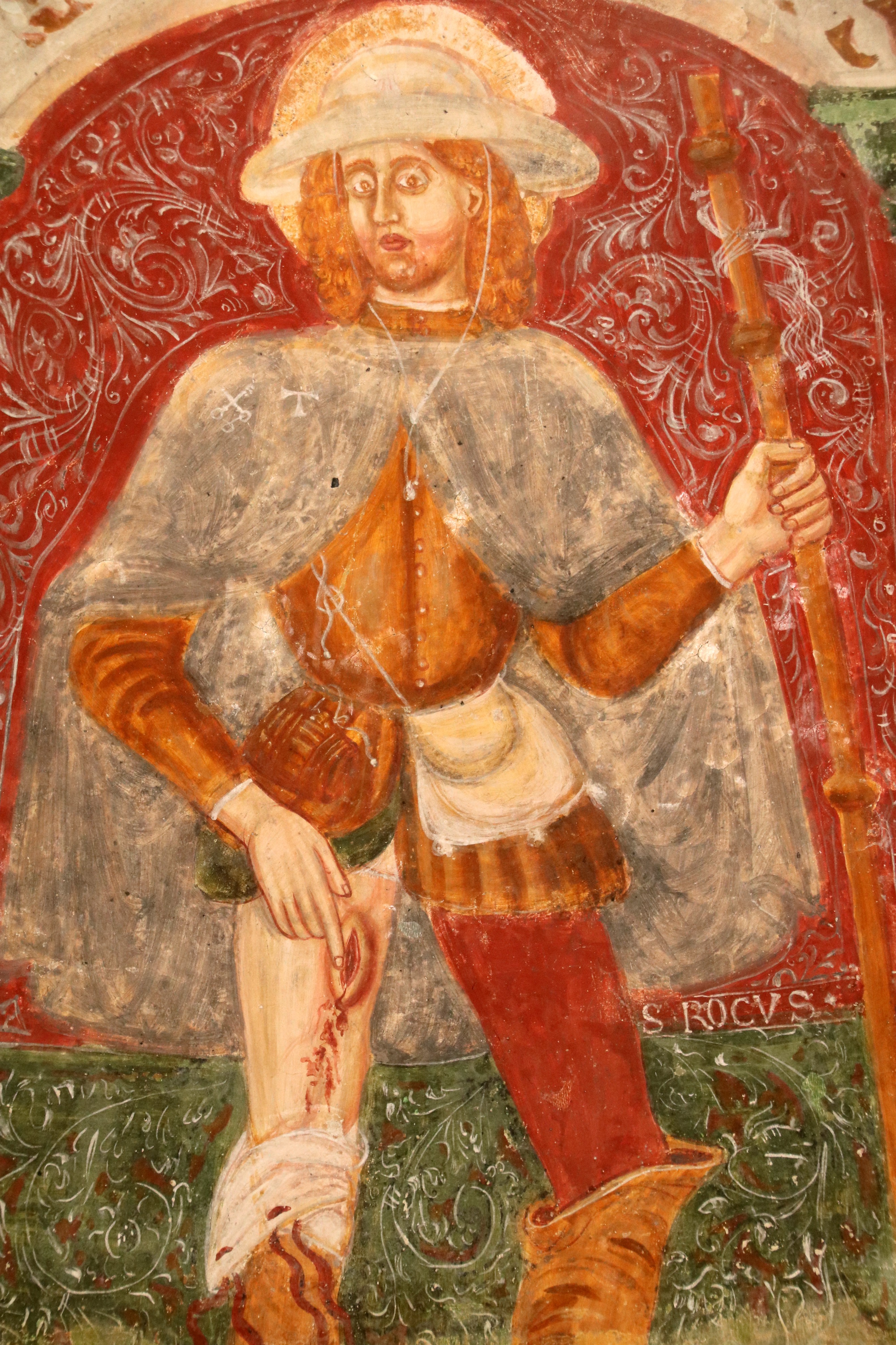
détail de Fresque (anonyme?) dans l’église inférieure

### Église de Santa Maria di Portonovo (AN)
L’église Santa Maria di Portonovo est un précieux exemple de l’architecture romane des Marches. Immergée dans le décor naturel de la Riviera del Conero, surplombant la mer Adriatique, elle constitue un exemple d’équilibre entre nature et architecture. Il se dresse en effet sur les pentes du mont Conero, sur une falaise surplombant la plage de Portonovo, localité de la commune d’Ancône (Portonovo est l’un des quartiers du hameau du Poggio). Cette église, avec son monastère adjacent (maintenant détruit), est le seul bâtiment dont on a des nouvelles historiques à se trouver dans la zone des deux golfes de Portonovo. Pendant environ 680 ans, il en a été ainsi, puisque la Tour Clémentine, non loin, a été construite seulement en 1716 et le "jeune" Fortino remonte seulement à après 1811. Si l’on imagine donc ce scénario : montagne, mer, église, monastère ; pas de bourg, pas de routes, sinon un étroit sentier qui serpentait sur la montagne, zones marécageuses à proximité, il décrit un environnement certainement pas très différent de ce que les moines bénédictins ont habituellement préféré pour la construction de leurs bâtiments monastiques.

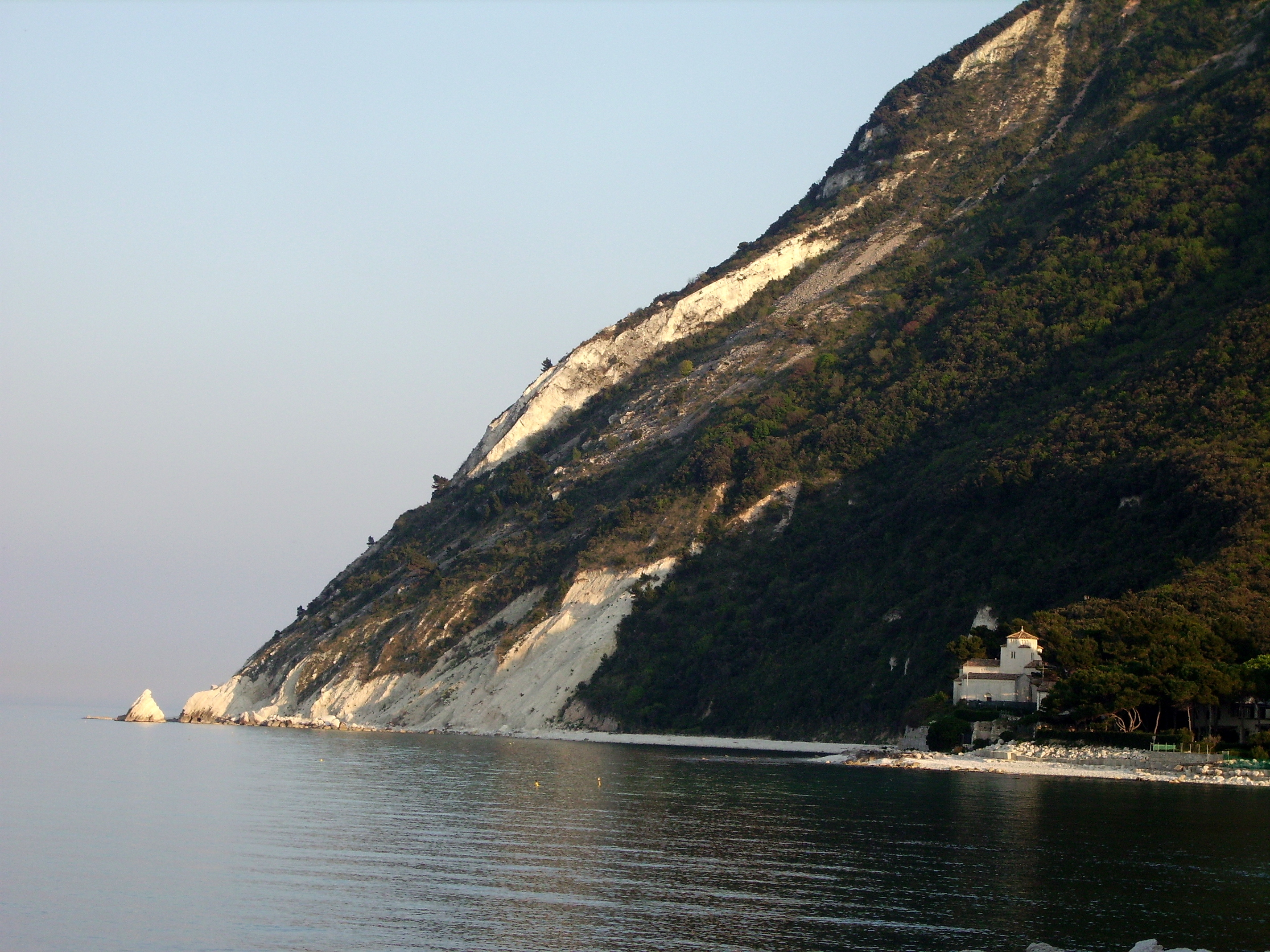
Église Sainte Marie de Portonovo en contrebas du Mont Conero.
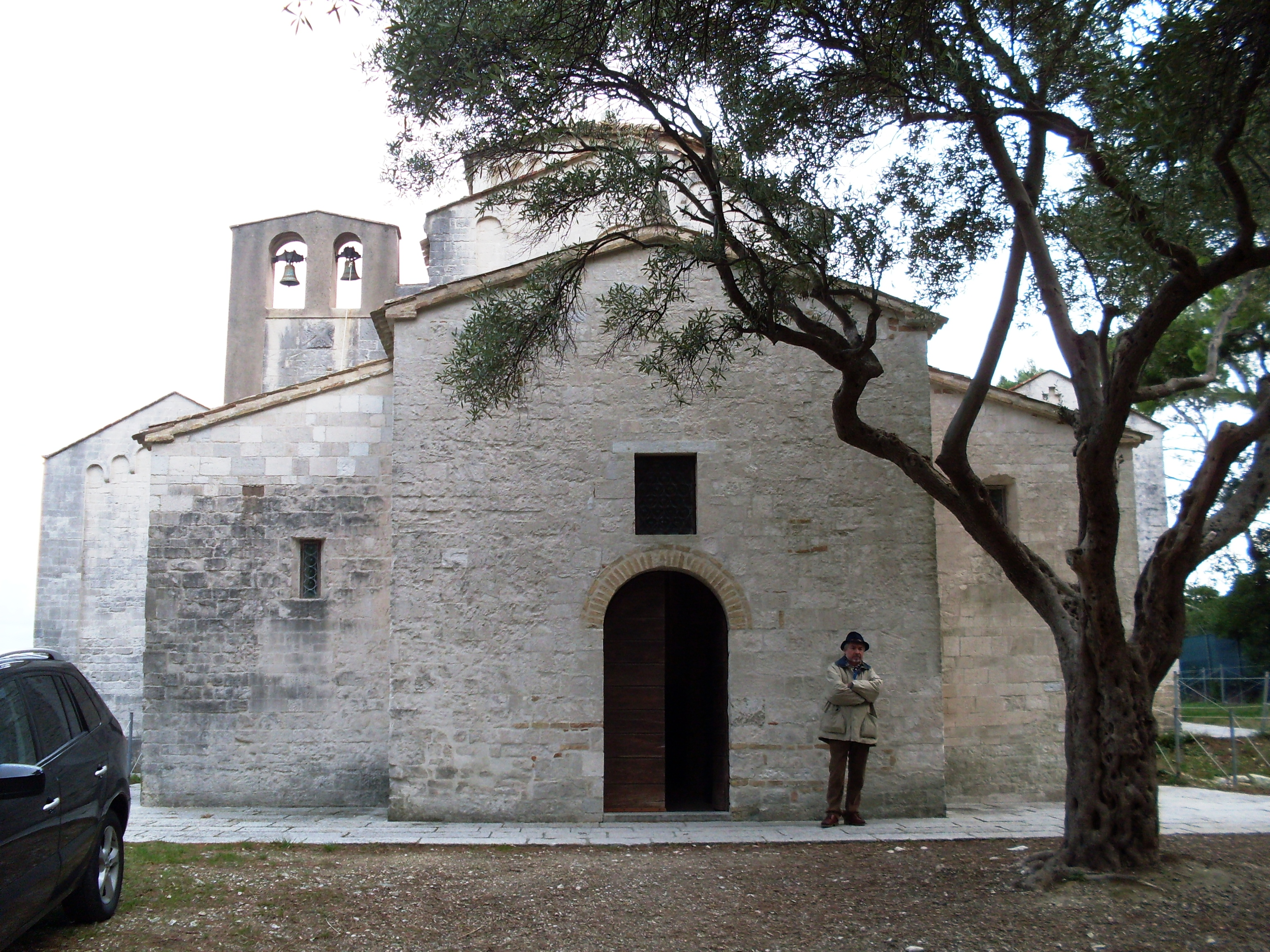
Extérieur de l’église romane de Portonovo.
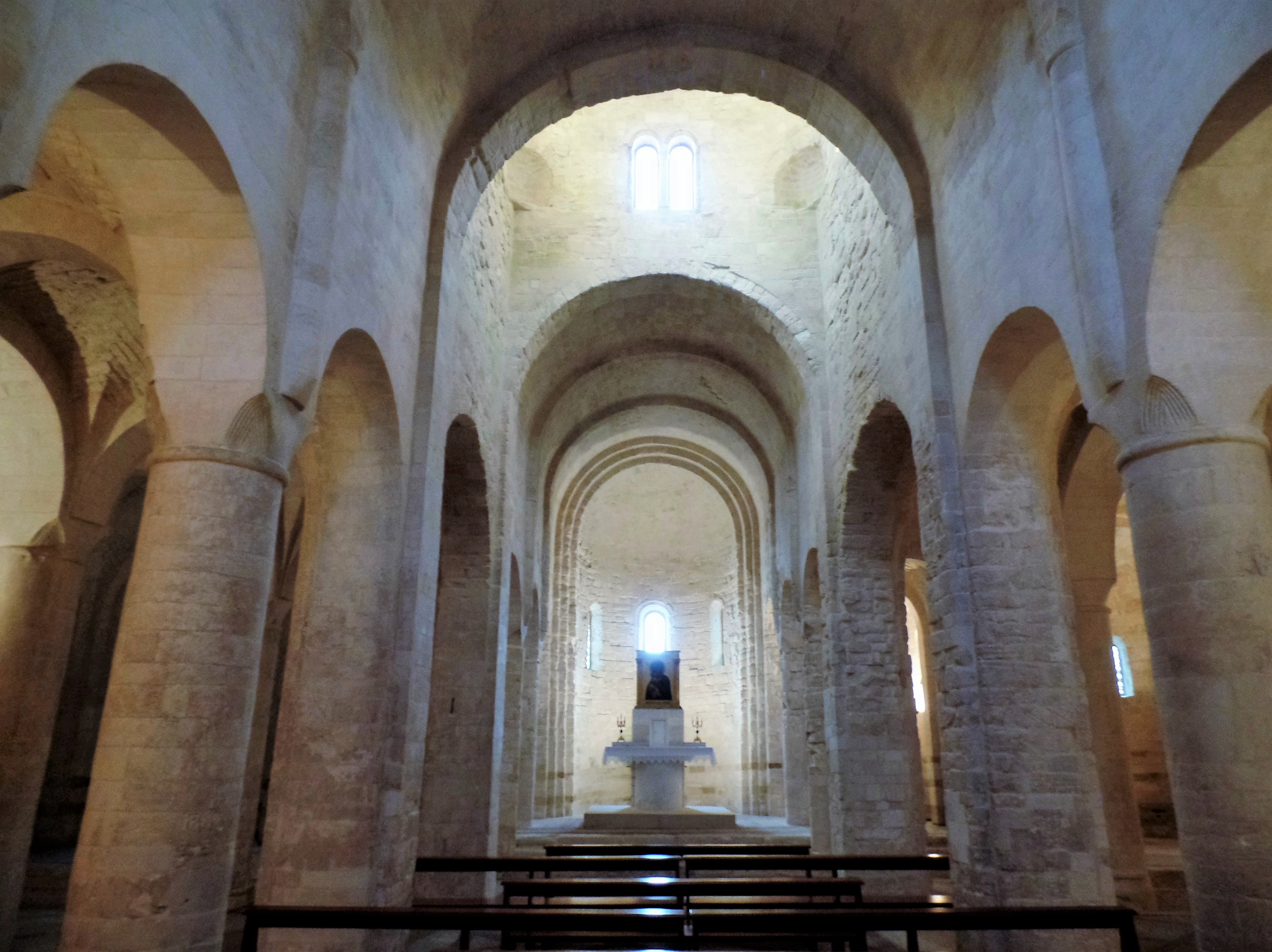
intérieur de l'église

### Monastère de Fonte Avellana
Ses origines remontent à la fin du premier millénaire après J.-C. et sont étroitement liées à l’histoire de la congrégation des Camaldules. L’Ermitage fut peut-être fondé par saint Romuald en 980. L’œuvre de saint Pierre Damien donna à l’abbaye une impulsion considérable qui y devint moine en 1035 et prieur en 1043. Non seulement pour l’élargissement des constructions originelles, mais aussi pour un fort développement culturel et spirituel qui fit de l’Ermitage un point de référence religieux et social. La tradition rapporte le nombre de 76 saints et bienheureux qui vécurent dans l’ermitage. L’Ermitage est cité dans la Divine Comédie (Paradis, chant XXI) par Dante Alighieri, qui semble en avoir été aussi l’hôte.

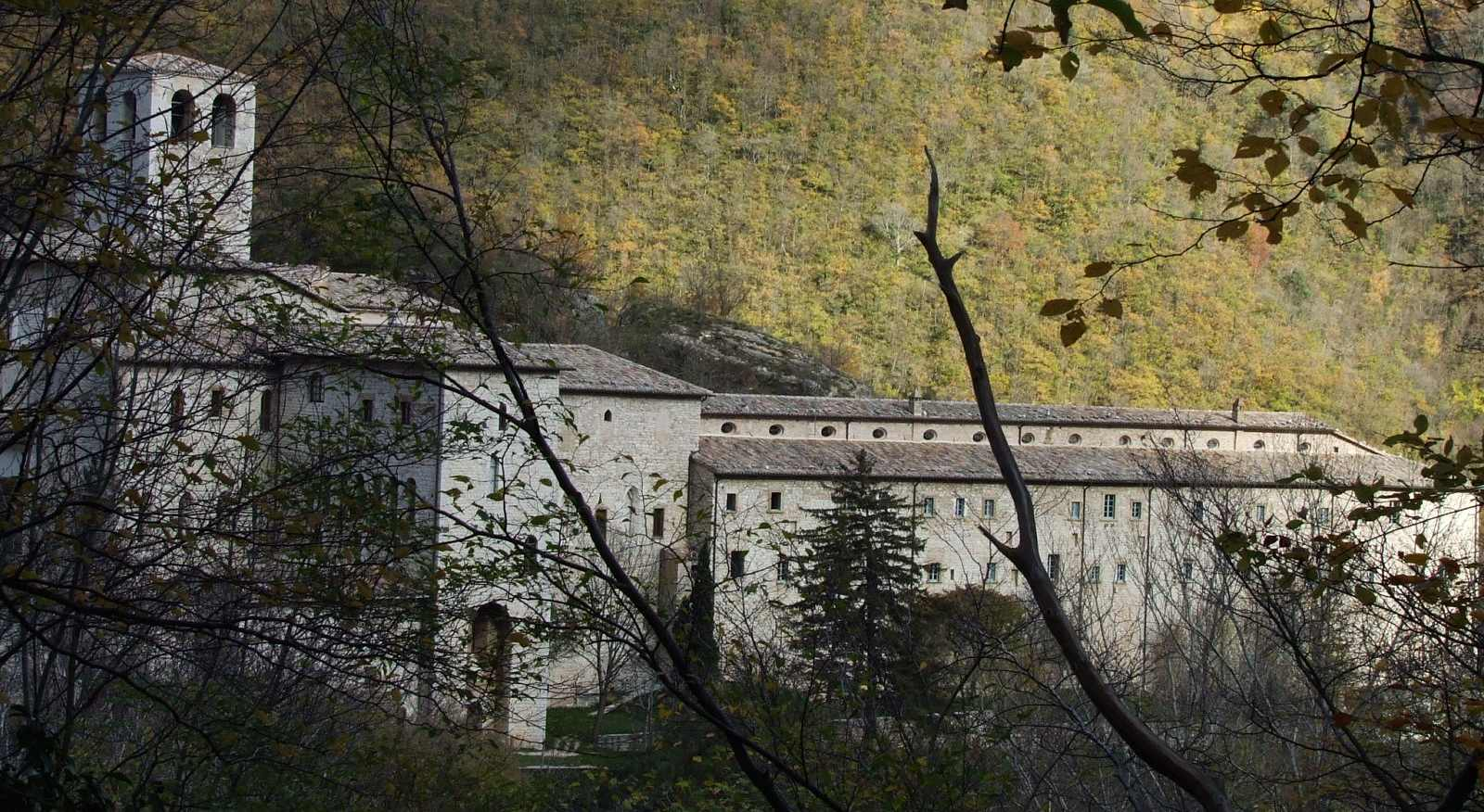
Monastère de Fonte Avellana
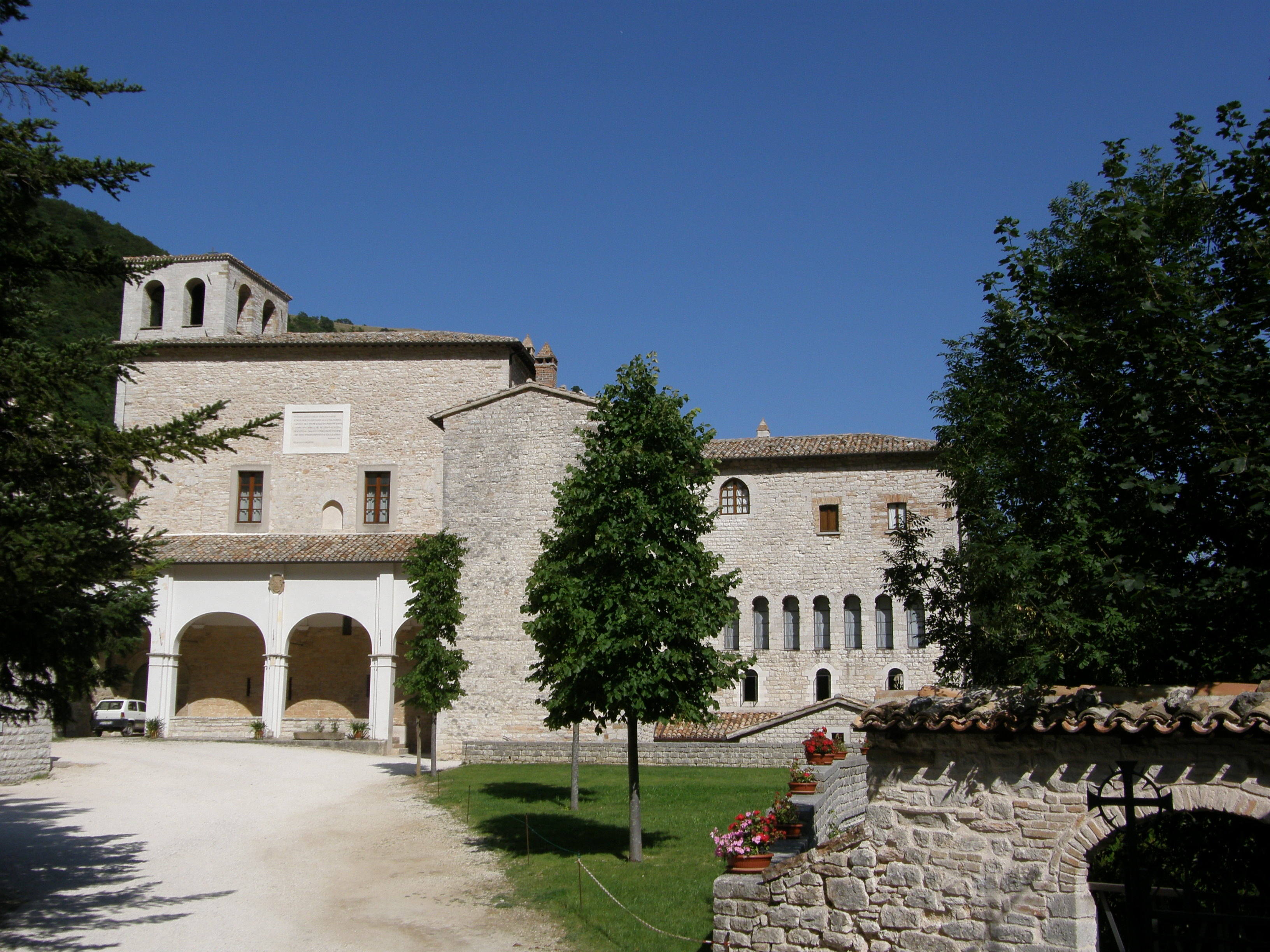

### Sanctuaire de Santa Maria Infra Saxa, Genga
Le sanctuaire de Santa Maria Infra Saxa se situe à Genga, dans les Marches, dans la même cavité où se trouve le fameux Temple de Valadier. Celui-ci a été construit entre les rochers et est partiellement creusé dans le mur de la grotte. Les premiers témoignages écrits de l’ermitage datent de 1029 et parlent d’un monastère féminin de clôture habité par des moniales bénédictines. À l’intérieur du monastère, jusqu’aux années 1940, se trouvait une statue en bois de la Vierge, détruite dans un incendie qui détruisit une partie du couvent. Aujourd’hui, il a été remplacé par une statue en pierre copie de l’original.

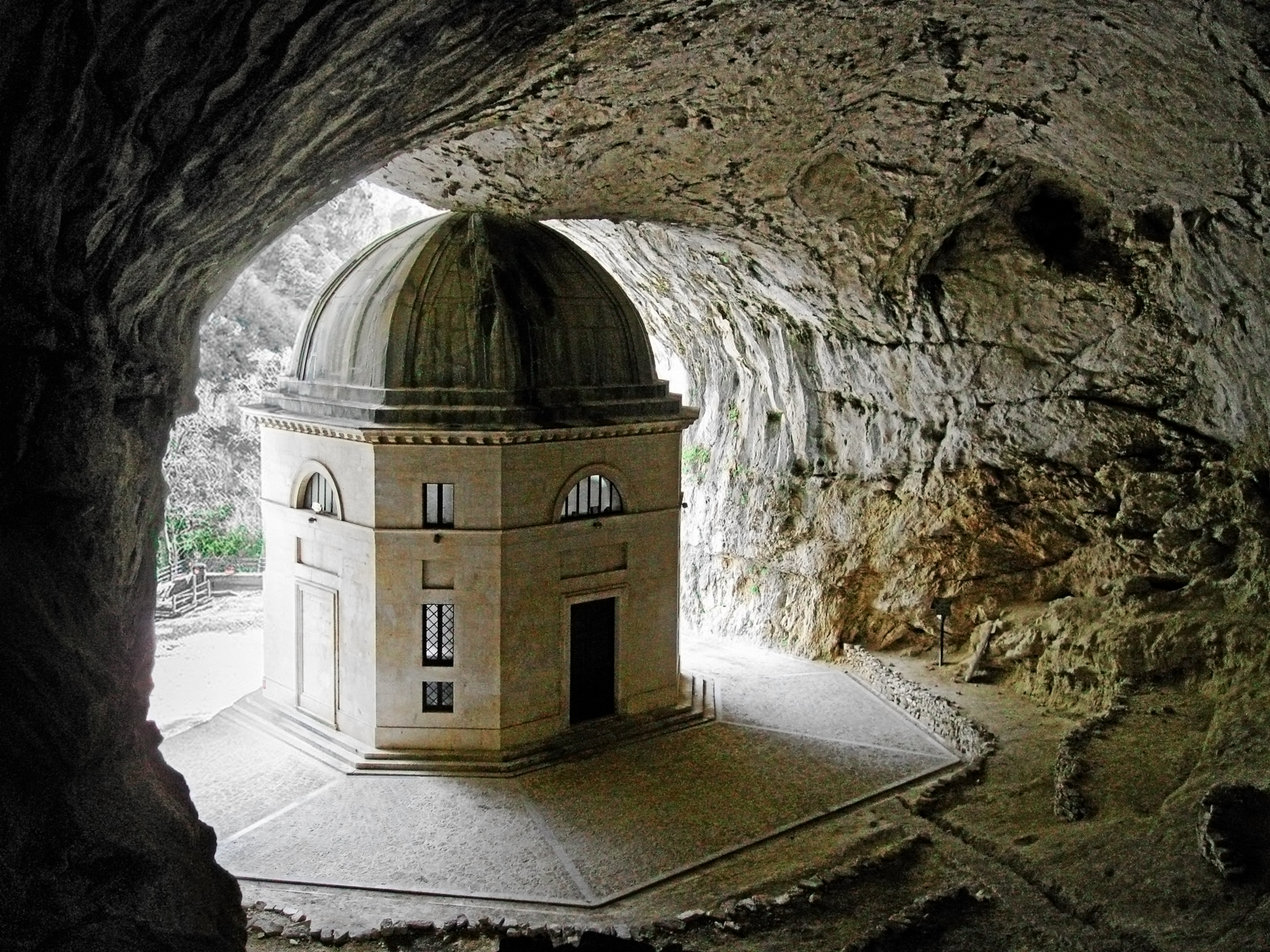
Temple de Valadier

### Baptistère di San Giovanni d’Ascoli Piceno(AP)
Le baptistère de San Giovanni d'Ascoli Piceno se dresse sur la place Arringo située sur le côté gauche de la façade principale de la cathédrale dédiée à saint Emidio, patron de la ville. C’est un monument de style roman qui compte parmi les meilleurs exemples d’art religieux italien et figurant sur la liste des monuments nationaux italiens. Entièrement réalisée de blocs carrés de travertin, sa structure se montre solide et massive. À la base du flanc Est du monument, on remarquera la présence de vestiges de murs romains. Le début de sa construction est difficile à dater, mais on suppose, à partir des découvertes archéologiques de 1828, et des fouilles ultérieures qui ont eu lieu dans la décennie entre 1870 et 1880, que la partie intérieure du bâtiment consistait en un temple païen du forum Ascolanum dédié peut-être à Hercule. L’utilisation du temple comme baptistère avait déjà lieu aux Ve et VIe siècles. Giambattista Carducci confirme la période du VIe siècle en tenant compte de la forme octogonale adoptée pour l’intérieur qui unit le baptistère d'Ascoli à celui de San Giovanni à Florence, au baptistère des Ariani de Ravenne, au baptistère du Latran de Rome construit par Constantin. La première restauration de la structure a eu lieu avant le IXe siècle, puis de nouvelles réparations ont eu lieu autour du XIe siècle.

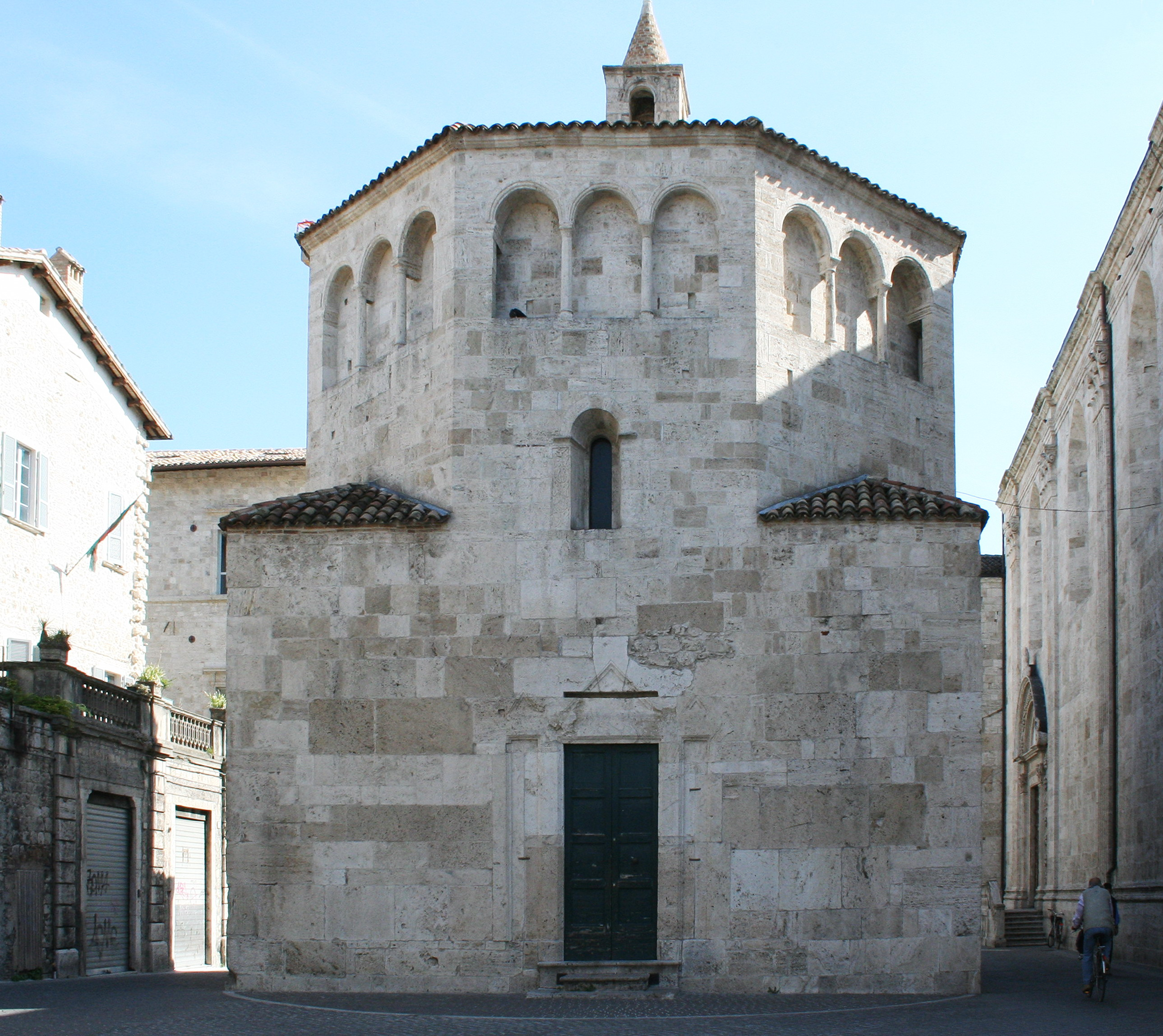
Baptistère San Giovanni
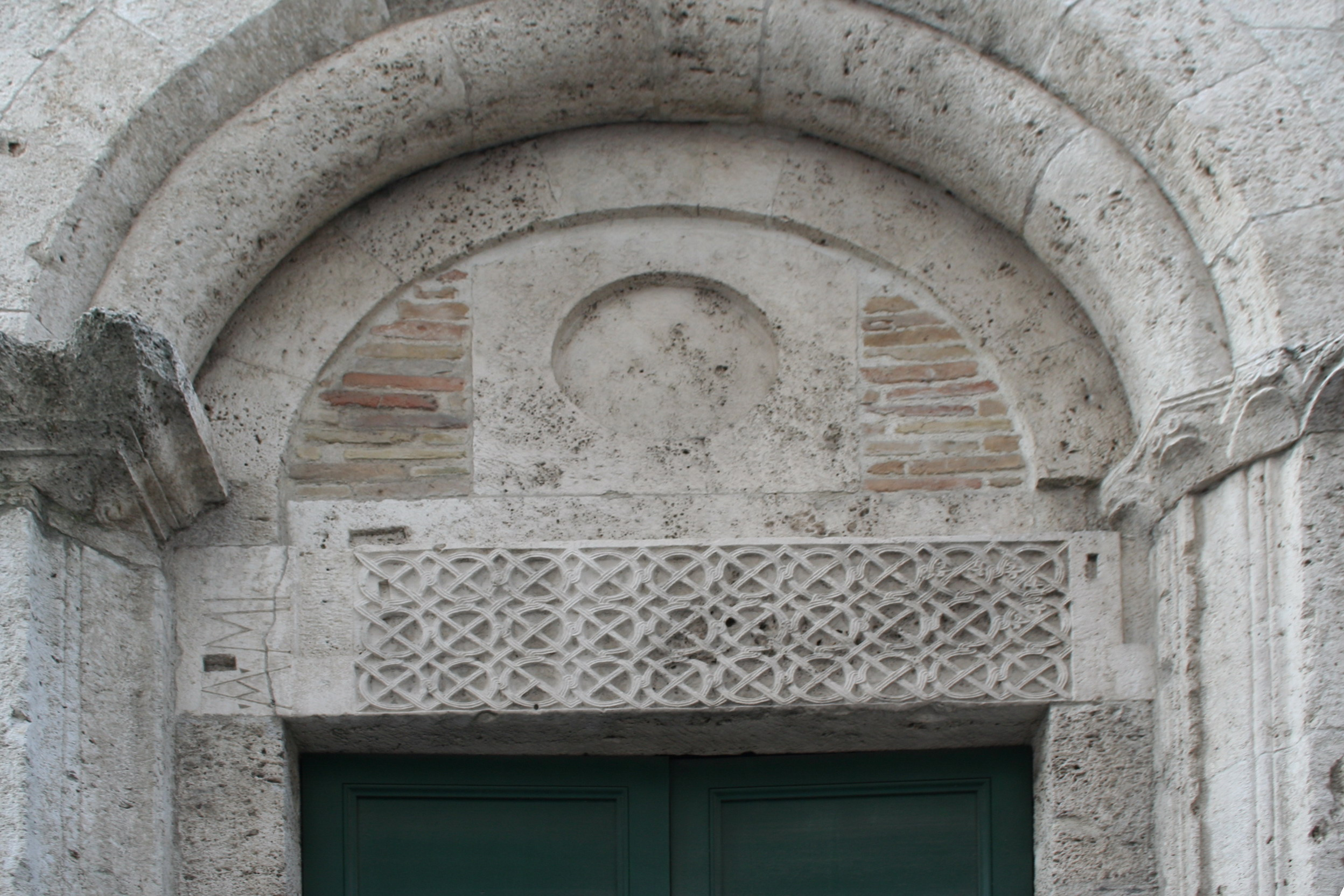
Détail du Baptistère
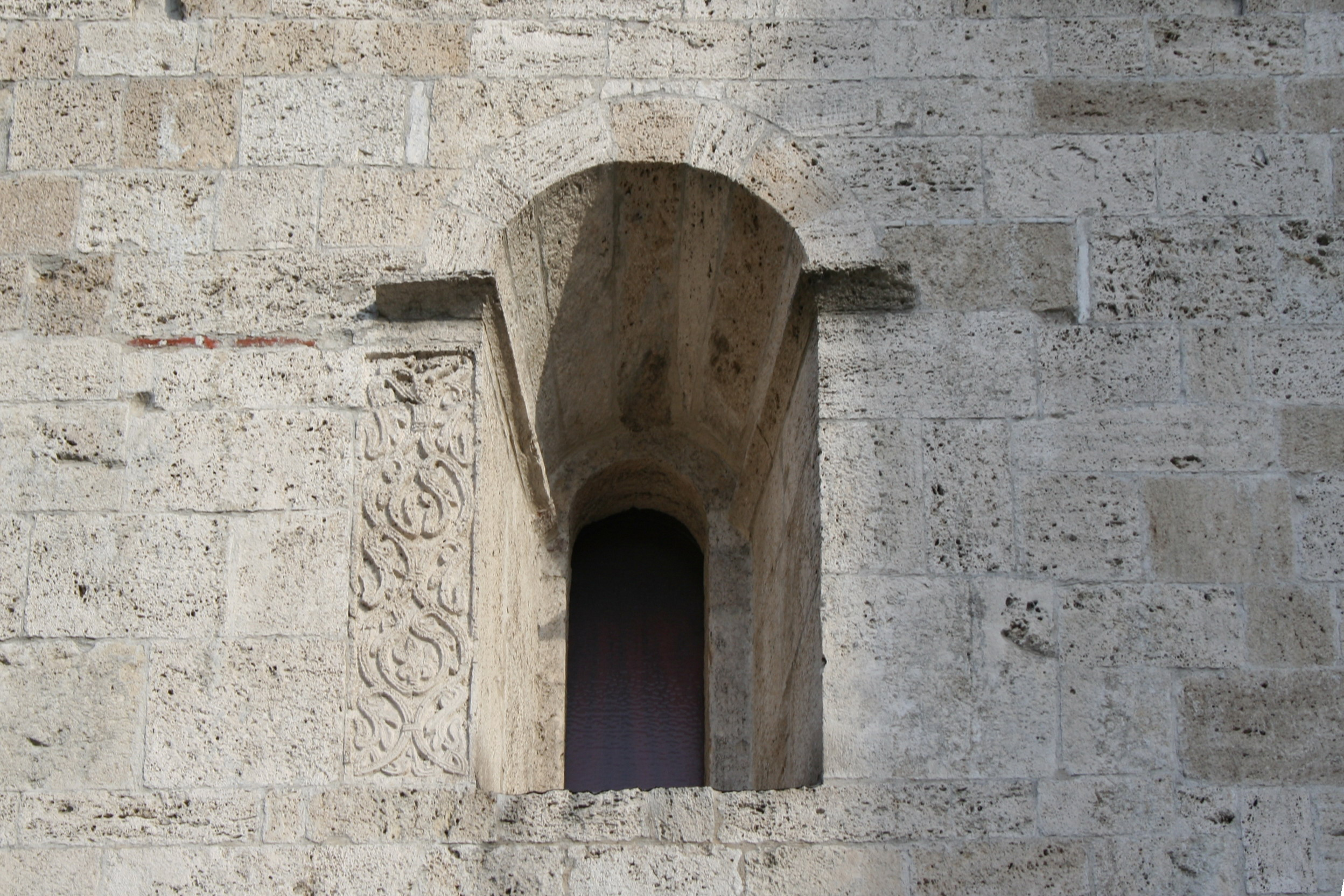
Autre détail

### Église san Giacomo Apostolo àAscoli Piceno(AP)
L’église San Giacomo Apostolo est un lieu de culte catholique, situé dans le centre historique d’Ascoli Piceno. L’édifice montre les caractères et le schéma de composition de l’art roman local, avec une certaine influence gothique, il se dresse isolé au centre de Piazza della Fortuna, entouré de nombreux bâtiments historiques.

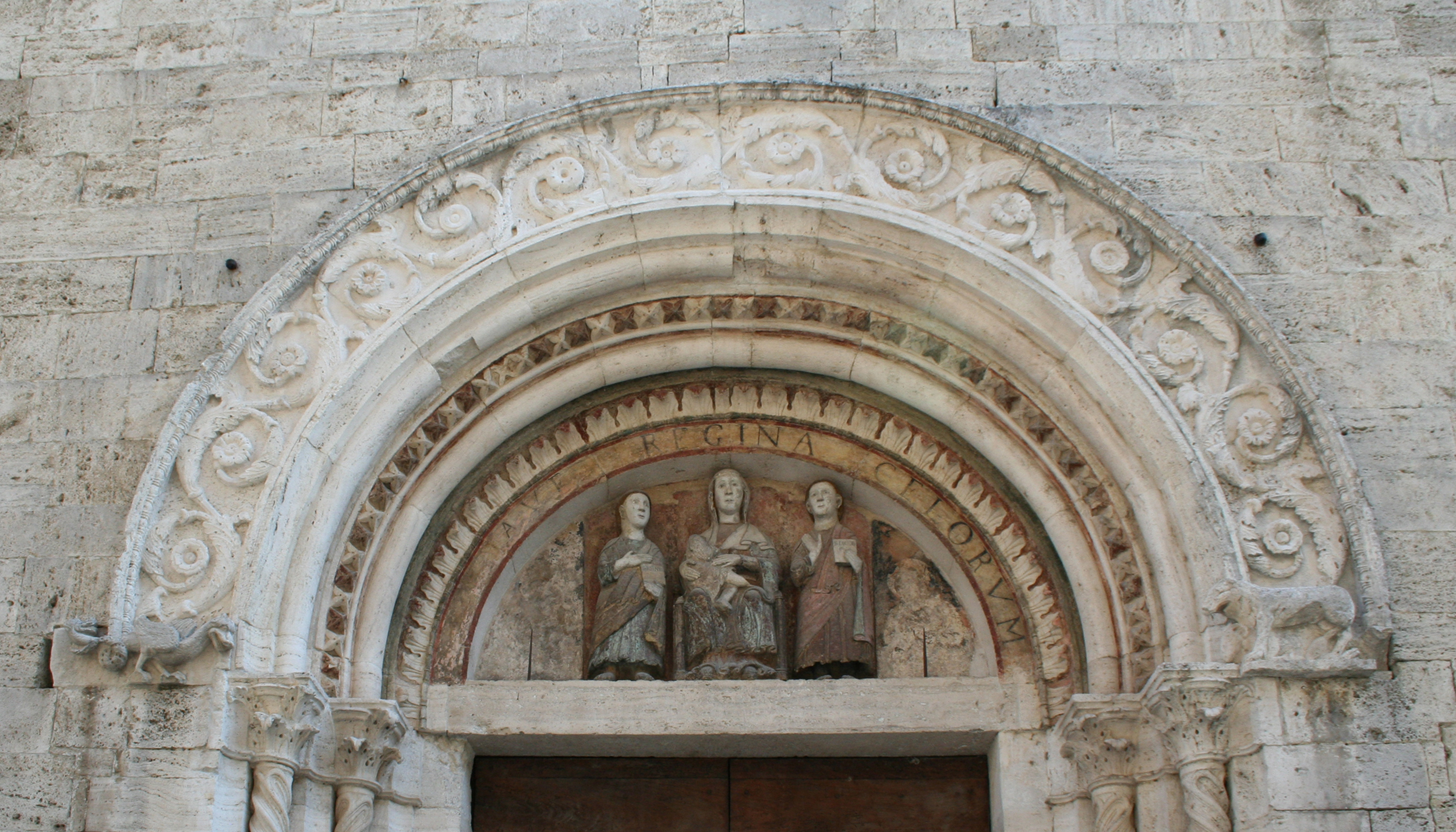
Fronton semi-circulaire à haut-relief du XIe siècle ayant probablement appartenu à une porte plus ancienne.

### Abbaye de Chiaravalle
L'abbaye de Chiaravalle di Fiastra est une abbaye cistercienne située à Tolentino, dans la province de Macerata. Fondée en 1098 en tant que communauté bénédictine, elle s'affilie dès 1142 à l'ordre cistercien. Fermée en 1624, elle connaît entre 1985 et 2018 une nouvelle période monastique avec une communauté cistercienne.

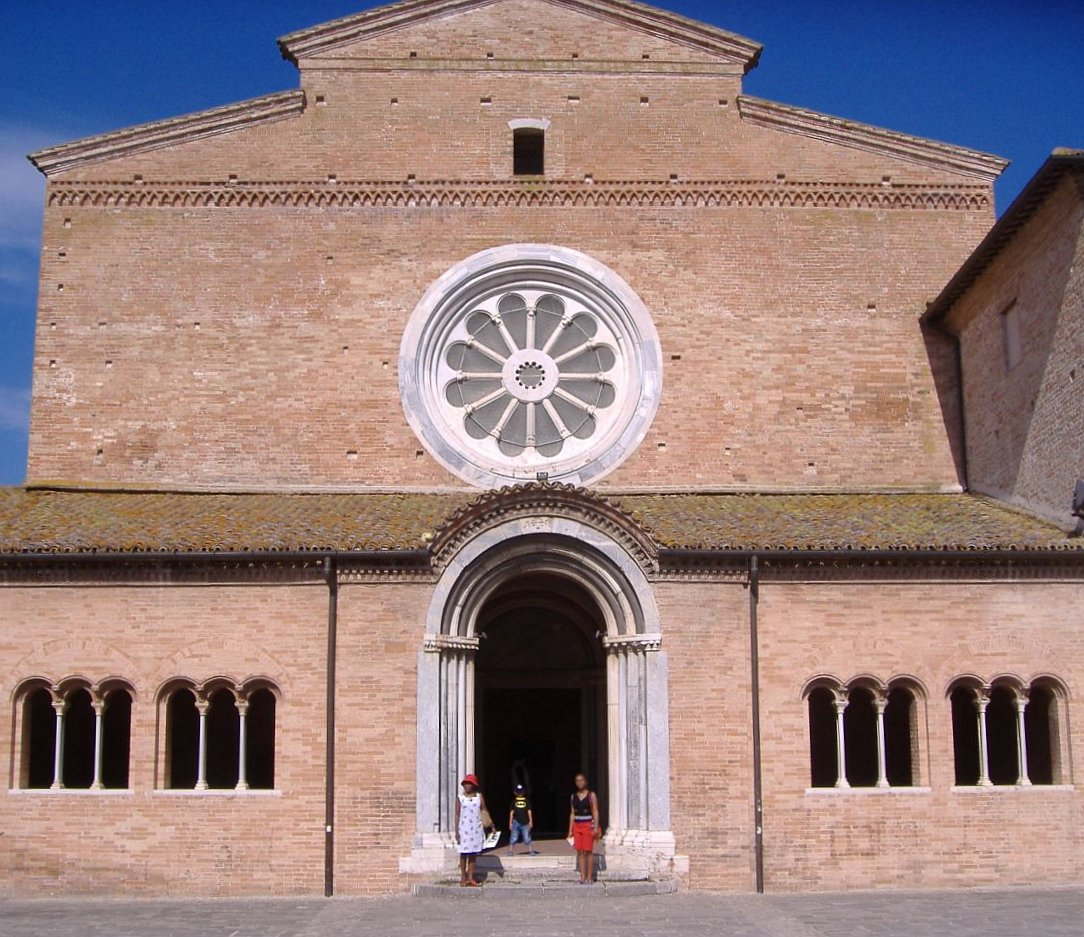
Abbaye de Chiaravalle.
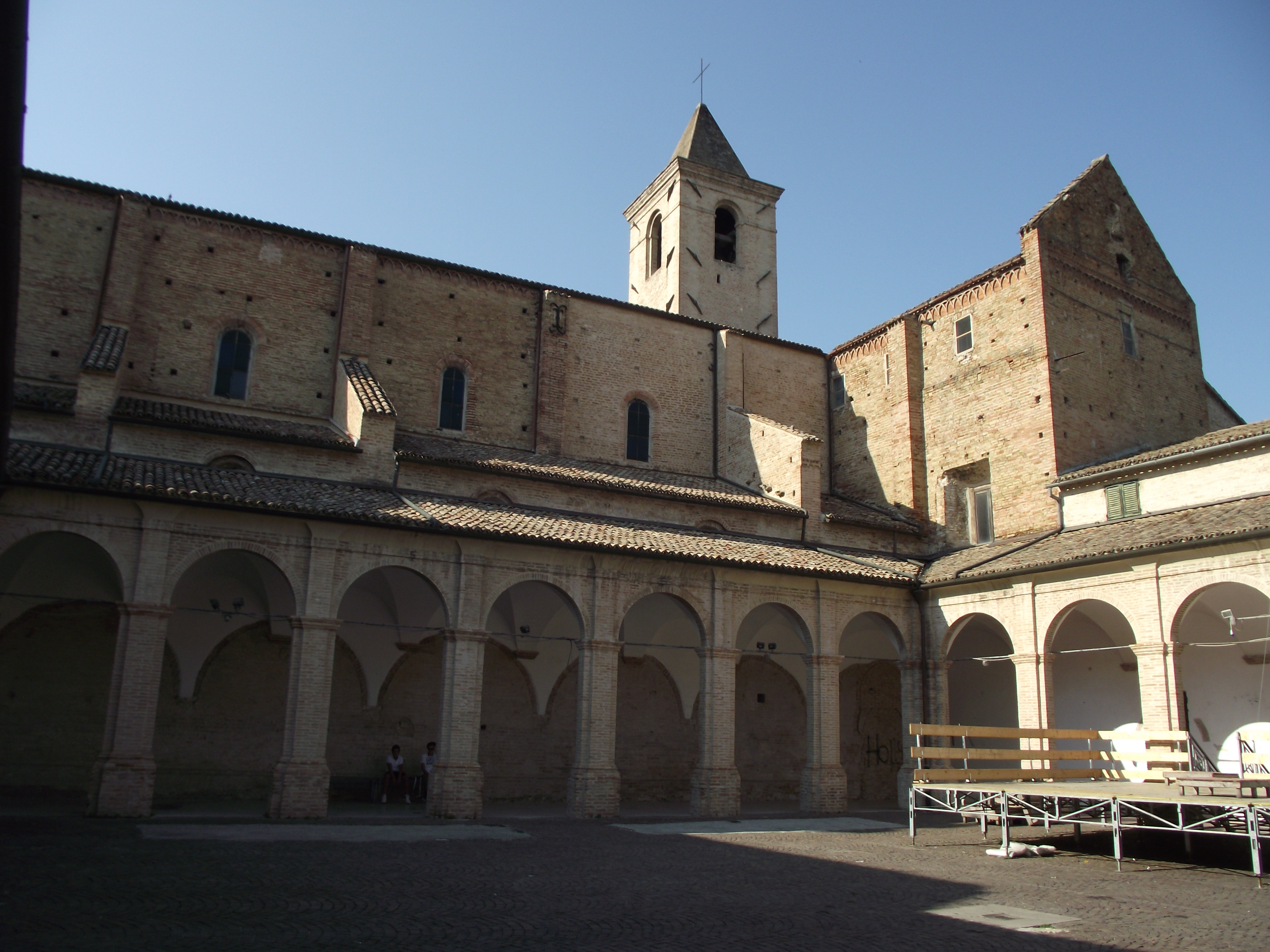
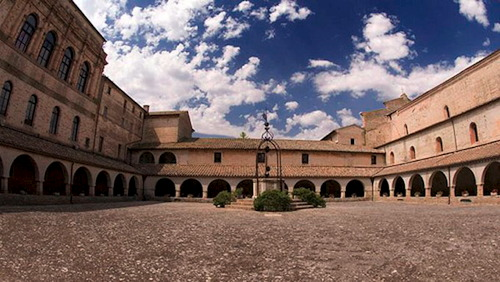
Cloître, Abbaye de Chiaravalle
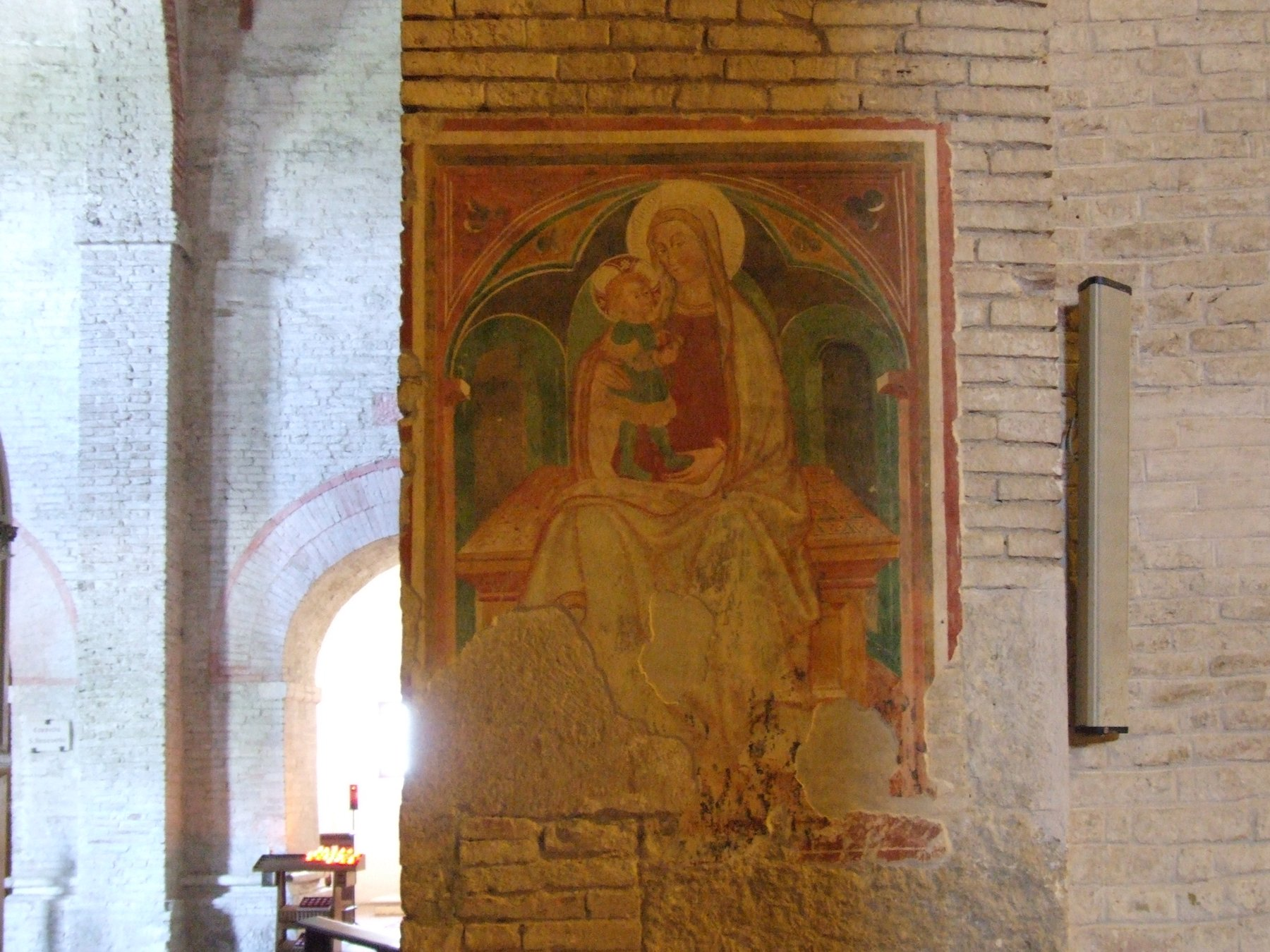
intérieur

### Collégiale de Santa Maria di Piazza Alta deSarnano(MC)
L’église de Santa Maria Assunta, également appelée Santa Maria di Piazza Alta est l’église-collégiale qui se dresse sur le point le plus haut du centre historique dans la commune de Sarnano en province de Macerata. La construction de l’église de Santa Maria di Piazza Alta date du XIe siècle lorsque les habitants de la zone étaient assujettis à la famille noble Brunforte, alors que l’autorité religieuse était représentée par les moines bénédictins de l’Abbaye de Piobbico, situé dans les montagnes près de Sarnano. Quand le village fut proclamé libre commune en 1265, les moines et les habitants commencèrent la construction de l’église, terminée en 1296 avec l’érection de la tour. Les constructeurs de la structure furent probablement des Maîtres Lombards, dépositaires du système de construction en terre cuite avec lequel a été réalisé le Castrum du pays. L’église possède en outre des œuvres de l’école de Camerino.

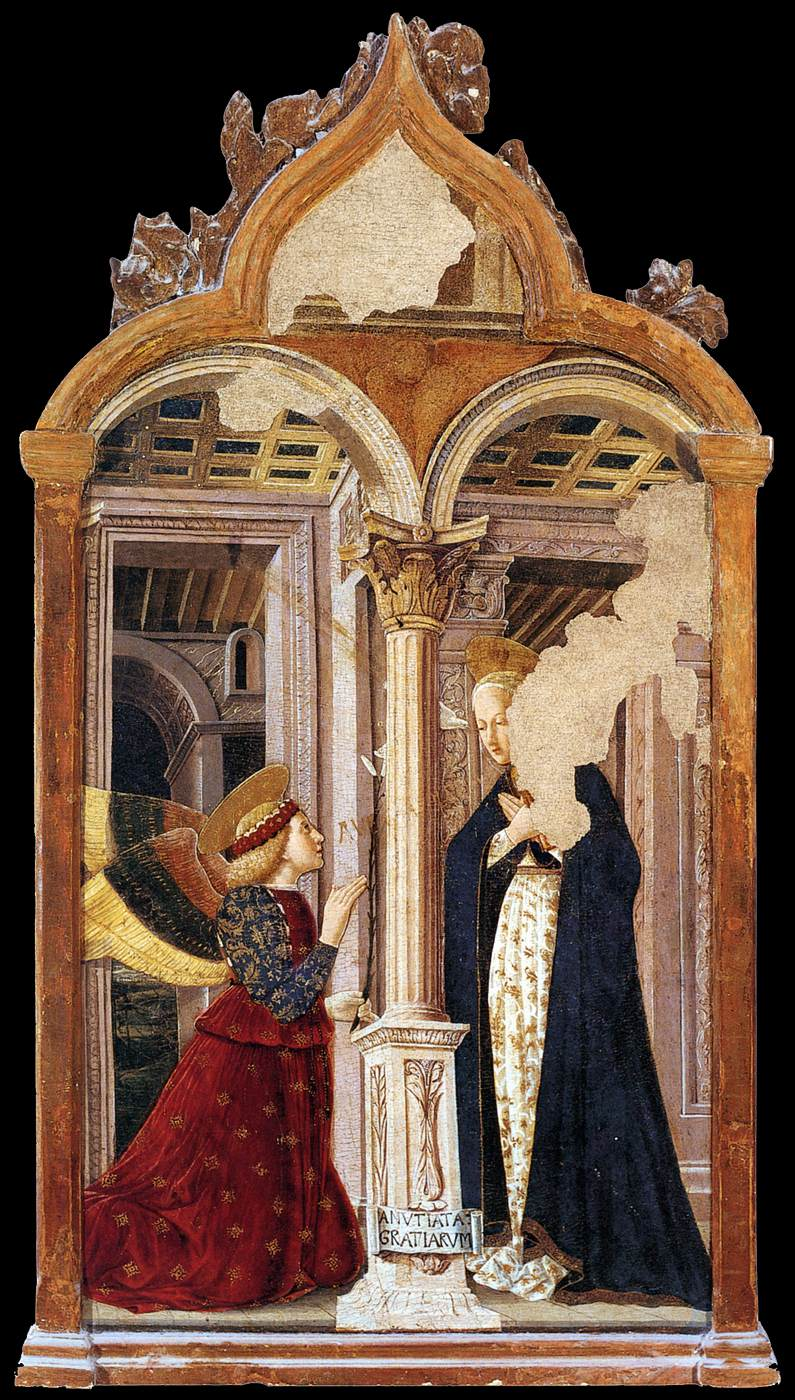
Annonciation de Giovanni Angelo d'Antonio
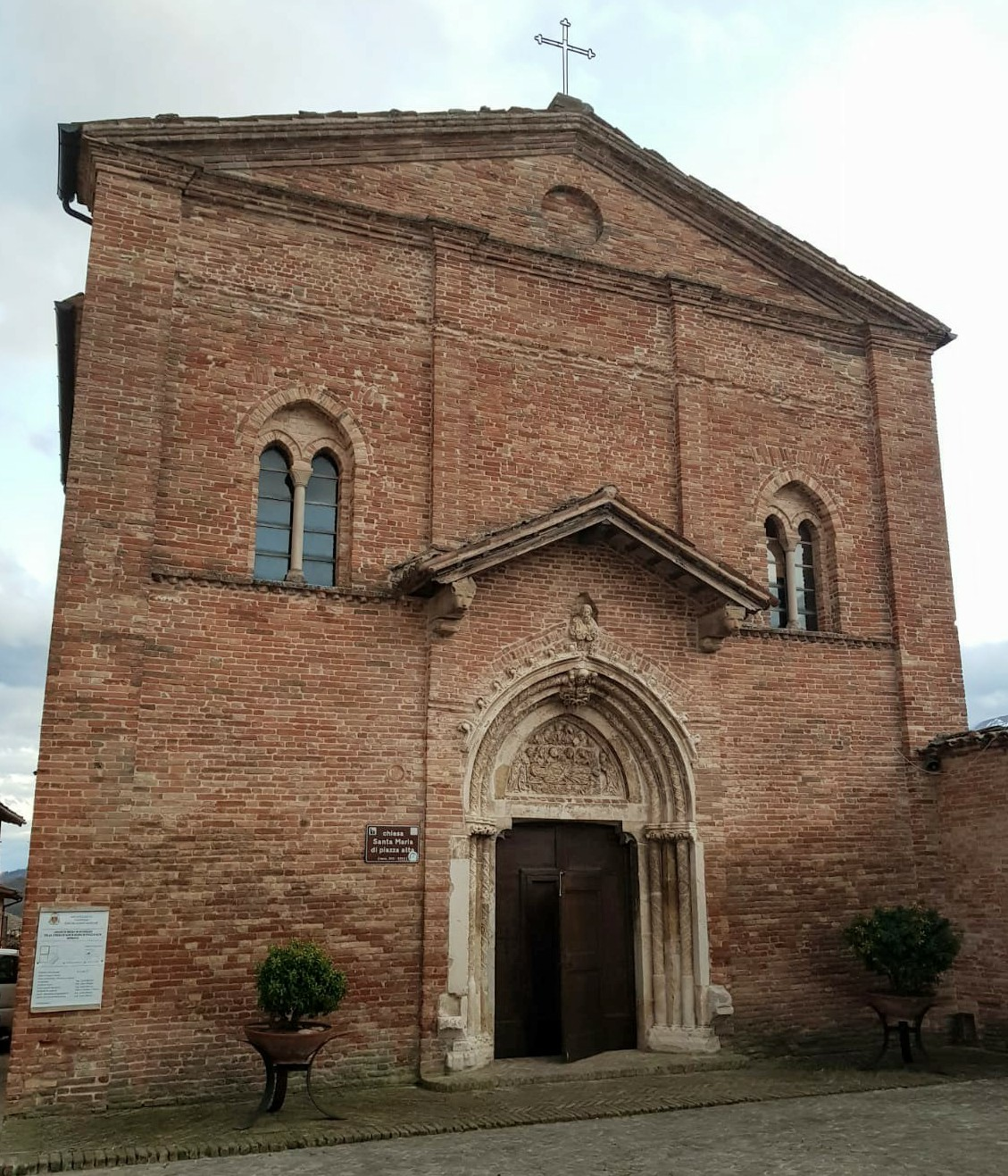
Façade de l'église collégiale de Sarnano
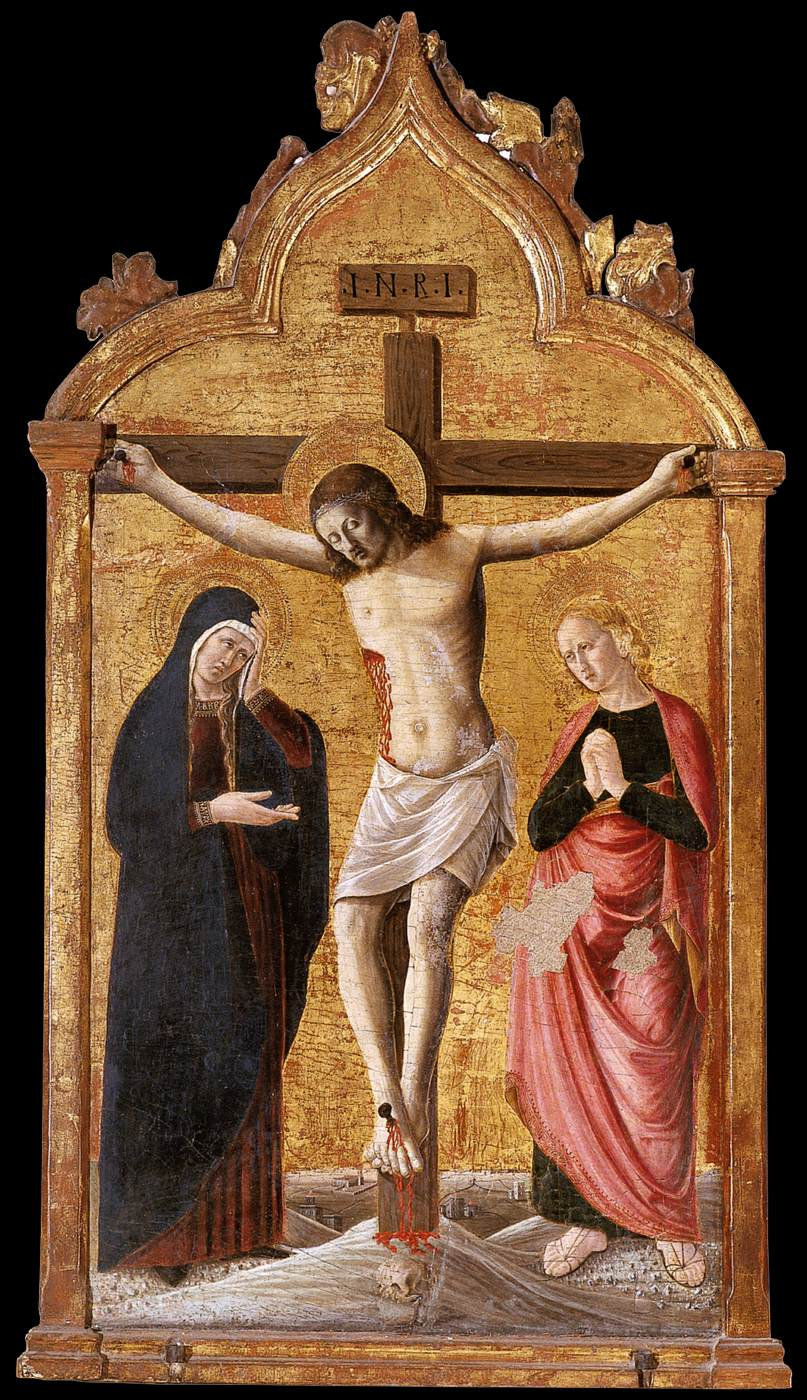
Crucifixion de Giovanni Angelo d'Antonio

### Abbaye de sant’Urbano àApiro(MC)
L’abbaye de Sant’Urbano se dresse dans la commune d’Apiro, dans la province de Macerata, sur la rive gauche du torrent Esinante affluent de la rivière Esino. C’est probablement l’une des plus anciennes et des plus importantes abbayes, située entre les douces collines des Marches précisément à l’intérieur de la Vallée de San Clemente. Dédiée à Sant’Urbano, pape de 222 à 230 ans et patron d’Apiro, l’Abbaye Bénédictine de Sant’Urbano all’Esinante est mentionnée pour la première fois dans un parchemin de 1033. La fondation du complexe monastique est antérieure à cette date et peut se situer entre le Xe et le XIe siècle. Une inscription gravée dans l’ancien maître-autel date de 1086, année de sa consécration, tandis qu’une autre avec la date 1140, peu lisible du fait du temps, est gravée dans la pierre de l’autel de la crypte.

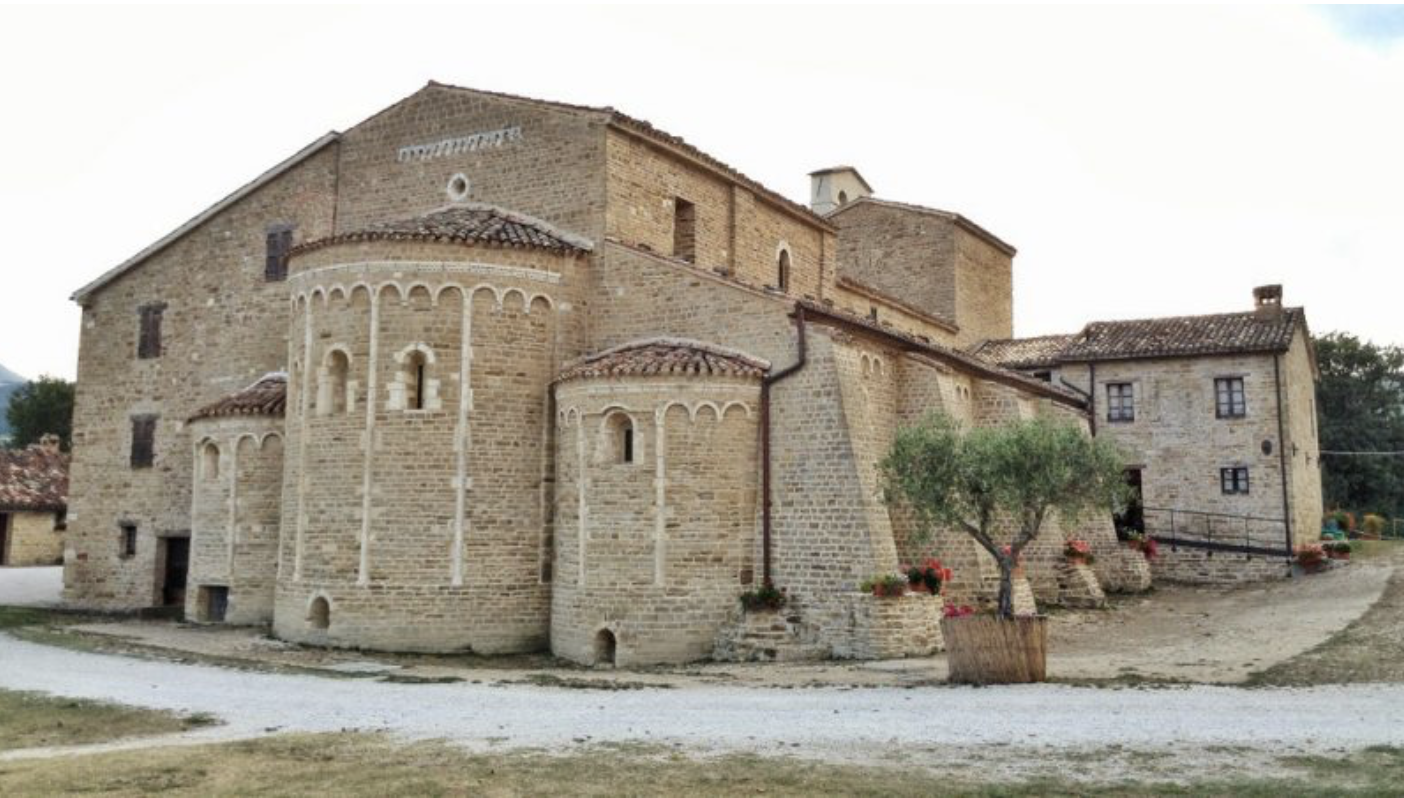
Sant’Urbano Apiro
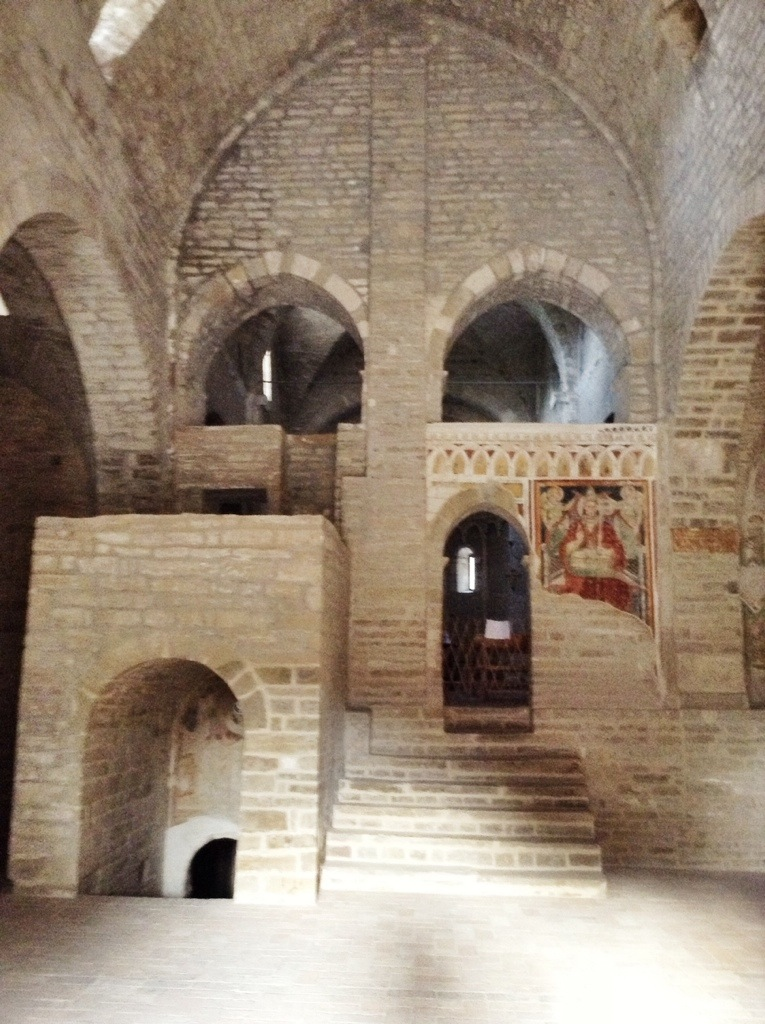
Intérieur
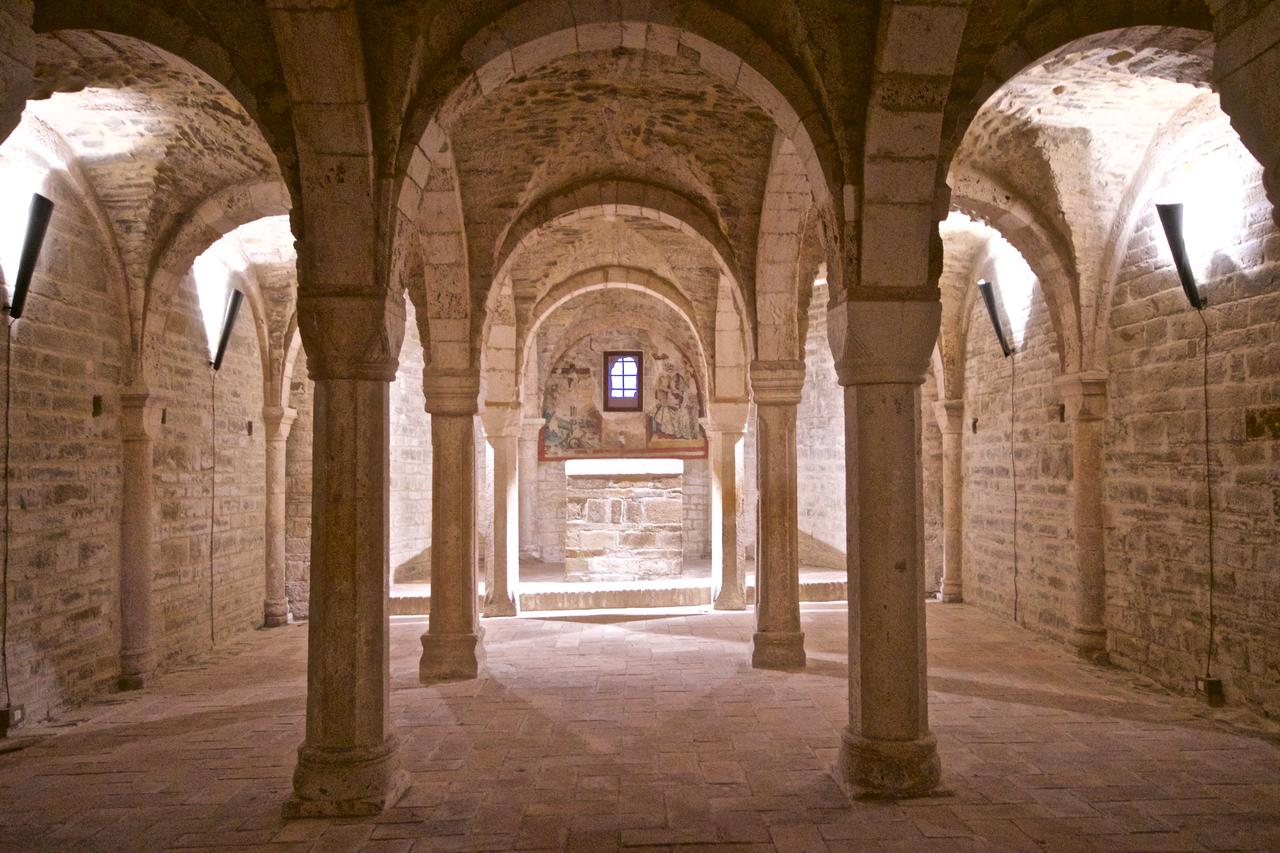
intérieur

### Concathédrale San Leopardo d’Osimo
La cathédrale San Leopardo d'Osimo (appelée localement il Domo) est située sur la colline Gòmero la plus haute de la ville. De style roman-gothique en pierre blanche, la cathédrale est dédiée à saint Léopard, premier évêque de la ville (Ve siècle). Elle fut érigée au VIIIe siècle, à l’endroit où se dressait autrefois le Capitole et le temple païen dédié à Esculape et Hygie. Selon la tradition locale, c’est l’œuvre de l’évêque lui-même qui la dédia à sainte Tecla. Une tradition historique, non vérifiable, atteste une reconstruction de l’édifice au VIIe siècle, par l’évêque saint Vitalien qui la dédia au premier évêque saint Léopard : rien ne subsiste de l’édifice de cette époque sinon une plaque dédiée à saint Vitalien qui est murée dans la crypte. Les preuves documentaires ne commence qu’avec l’agrandissement de l’église (d’une à trois nefs) par l’évêque Gentile (fin XIIe  début XIIIe siècle), qui édifia également l’actuel presbytère.

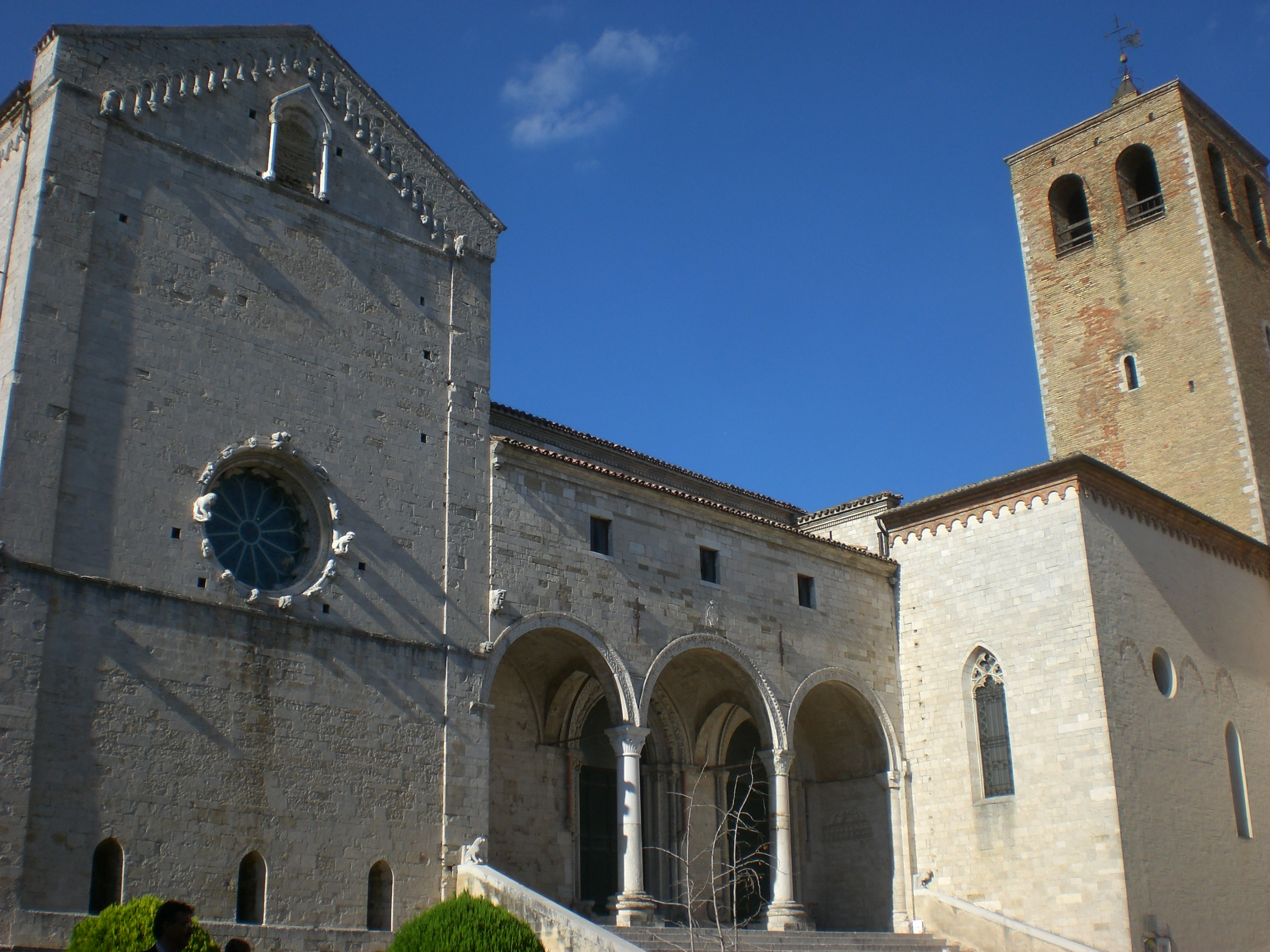
Concathédrale d'Osimo
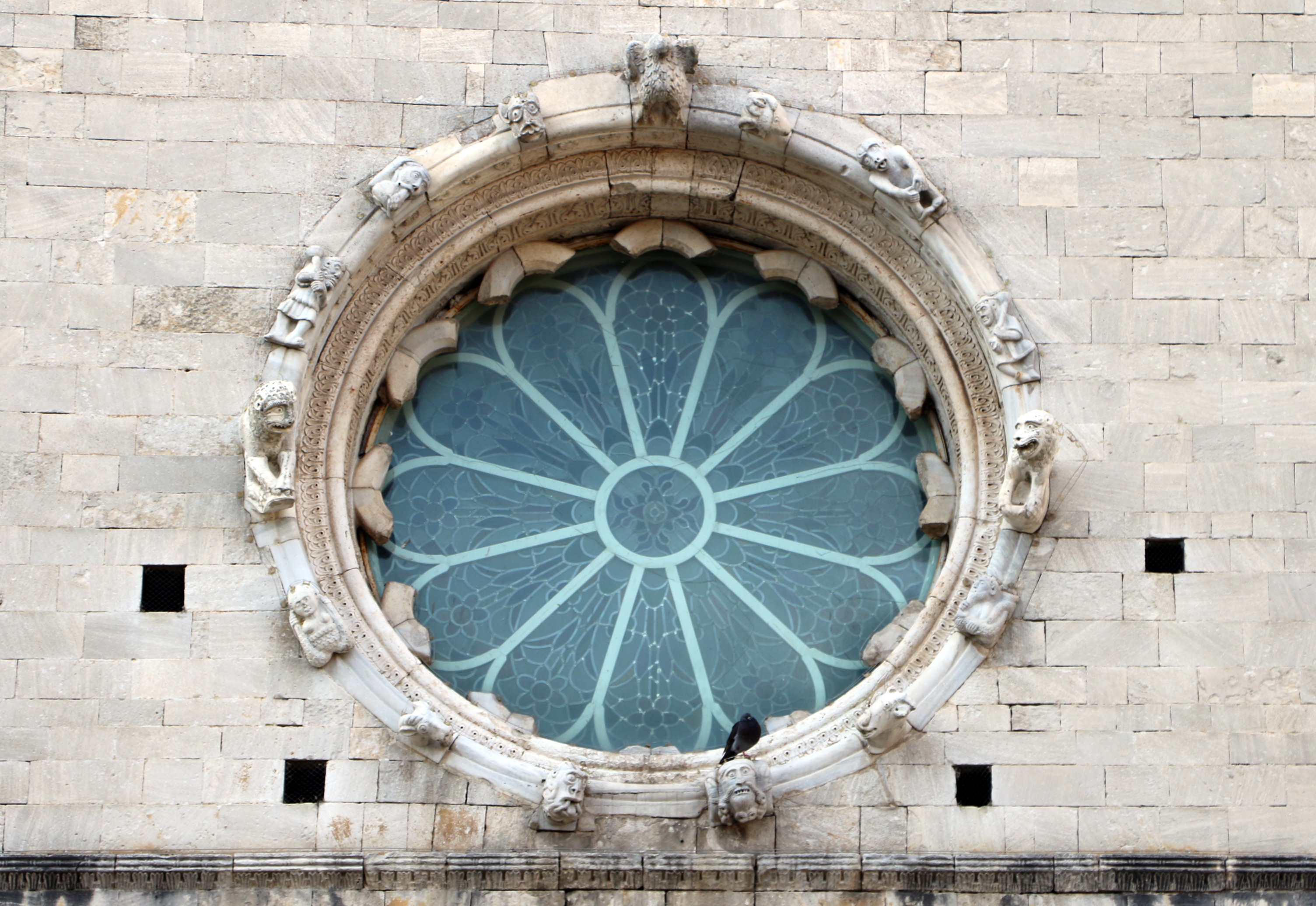
Éléments gothiques ultérieurs : Rosace avec gargouilles
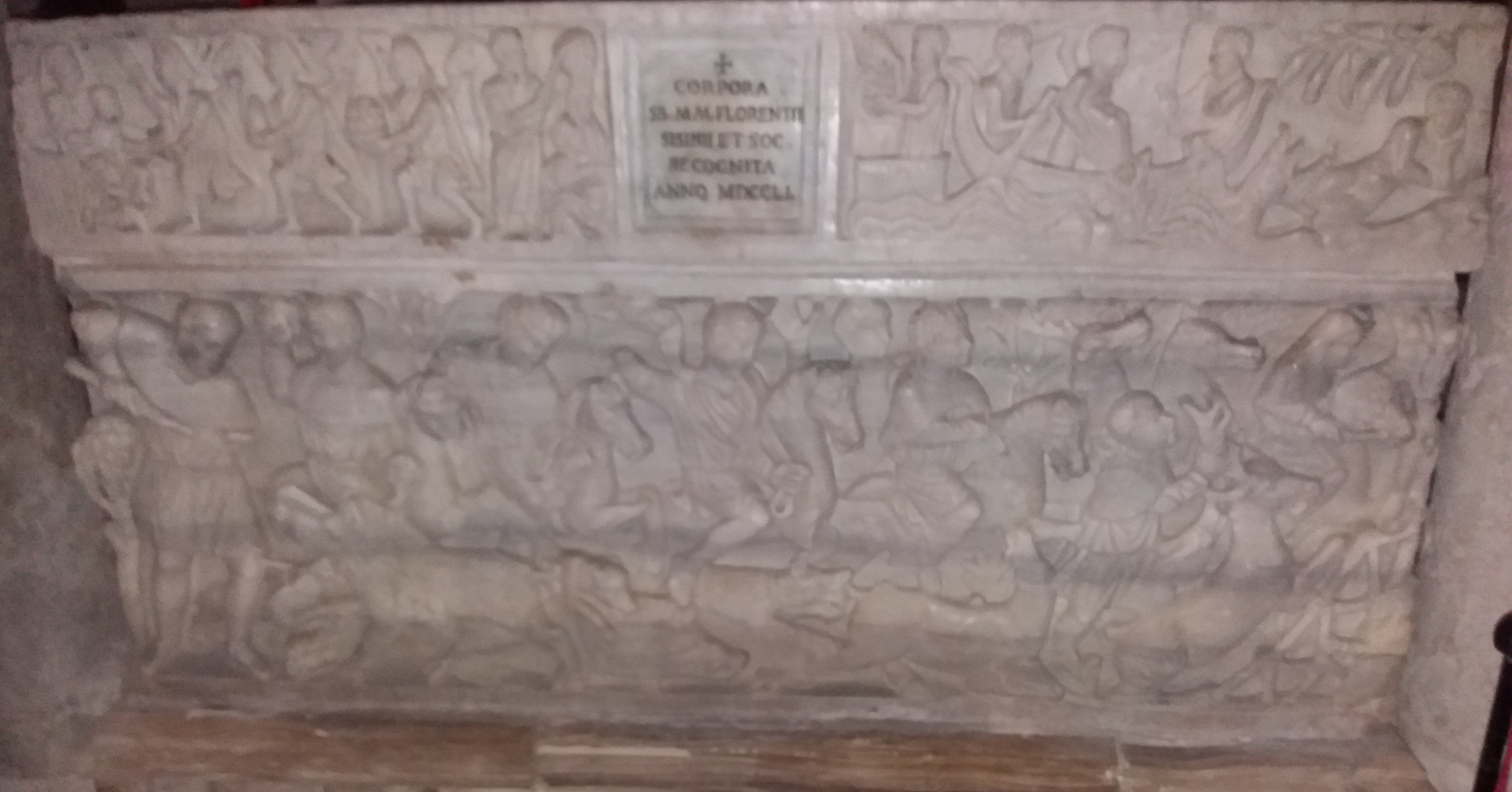
Sarcophage du VIe siècle avec scène de chasse.

### Cathédrale de Santa Maria Assunta de Fano
La cathédrale actuelle a été construite au XIIe siècle dans le style roman, à la place d’une église précédente détruite par un incendie en 1124, qui, étant la principale église de Fano, était appelée Santa Maria la maggiore. La destruction de cette église primitive est attestée par une plaque, placée à l’intérieur de l’église, murée sous l’orgue : il est rapporté, alors que fut détruit l’ancien bâtiment par un incendie sous l’évêque Rainaldo (1136-1159), que la nouvelle cathédrale fut édifiée par maître Rainerio ; on suppose que le bâtiment fut consacré vers 1140. La nouvelle structure était à trois nefs se terminant par trois absides, avec crypte sous le presbytère. Au cours du XVIe siècle, les deux absides latérales furent transformées en chapelles, tandis que l’abside centrale fut agrandie ; à la même époque, la crypte fut détruite et la zone presbytérale abaissée. Les chapelles latérales des nefs, construites en nombre de huit au XIVe siècle, furent réduites à six au XXe siècle, pour l’ouverture de deux entrées latérales. Le clocher a été construit récemment, car le précédent a été abattu par les Allemands pendant la Seconde Guerre mondiale : s'y trouvent cinq cloches, fondues par en 1965.

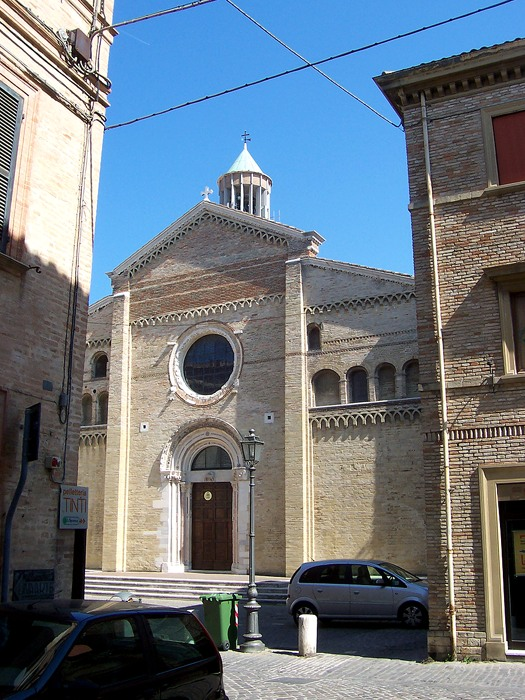
Cathédrale
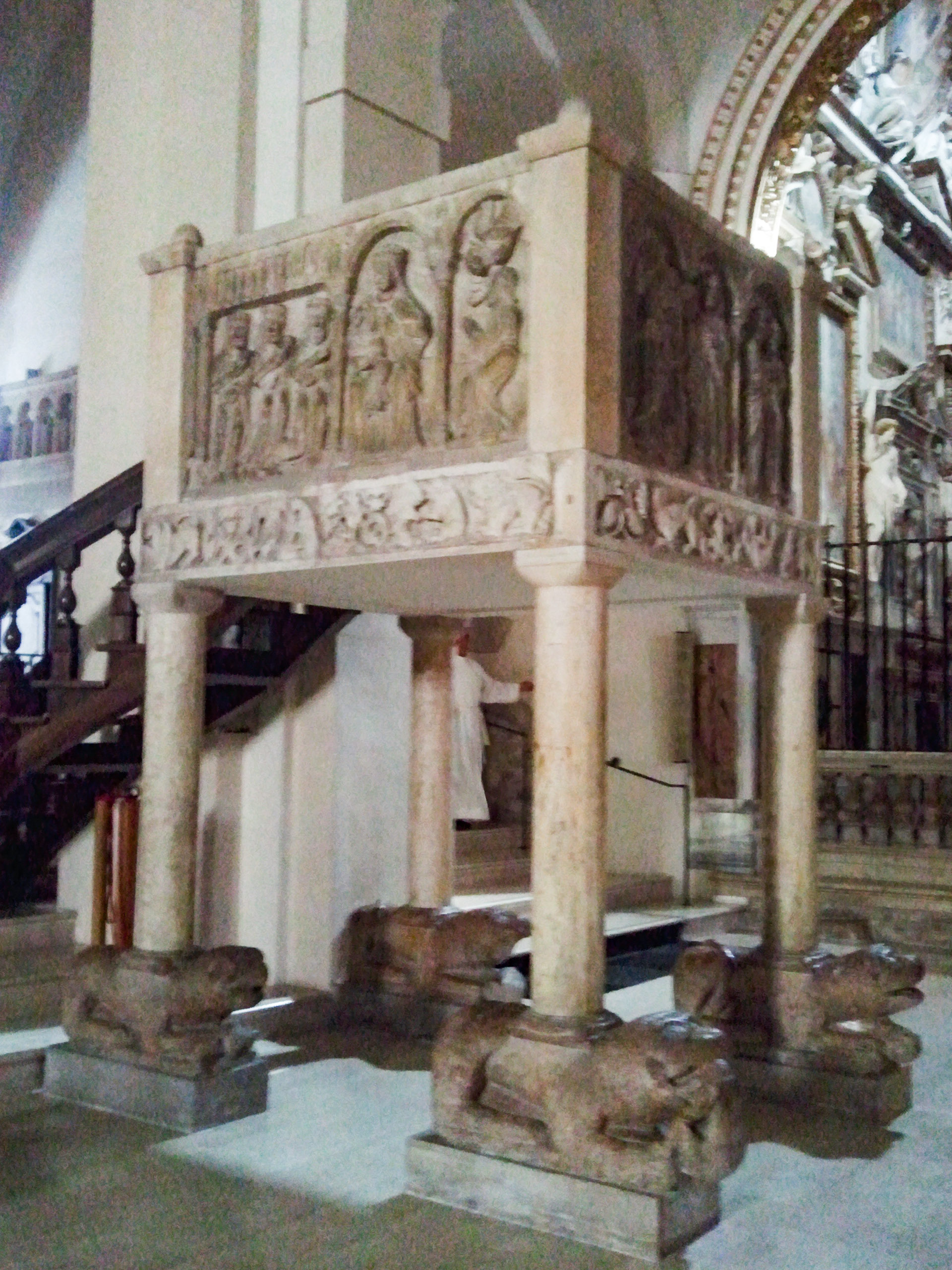
Chaire du Duomo de Fano
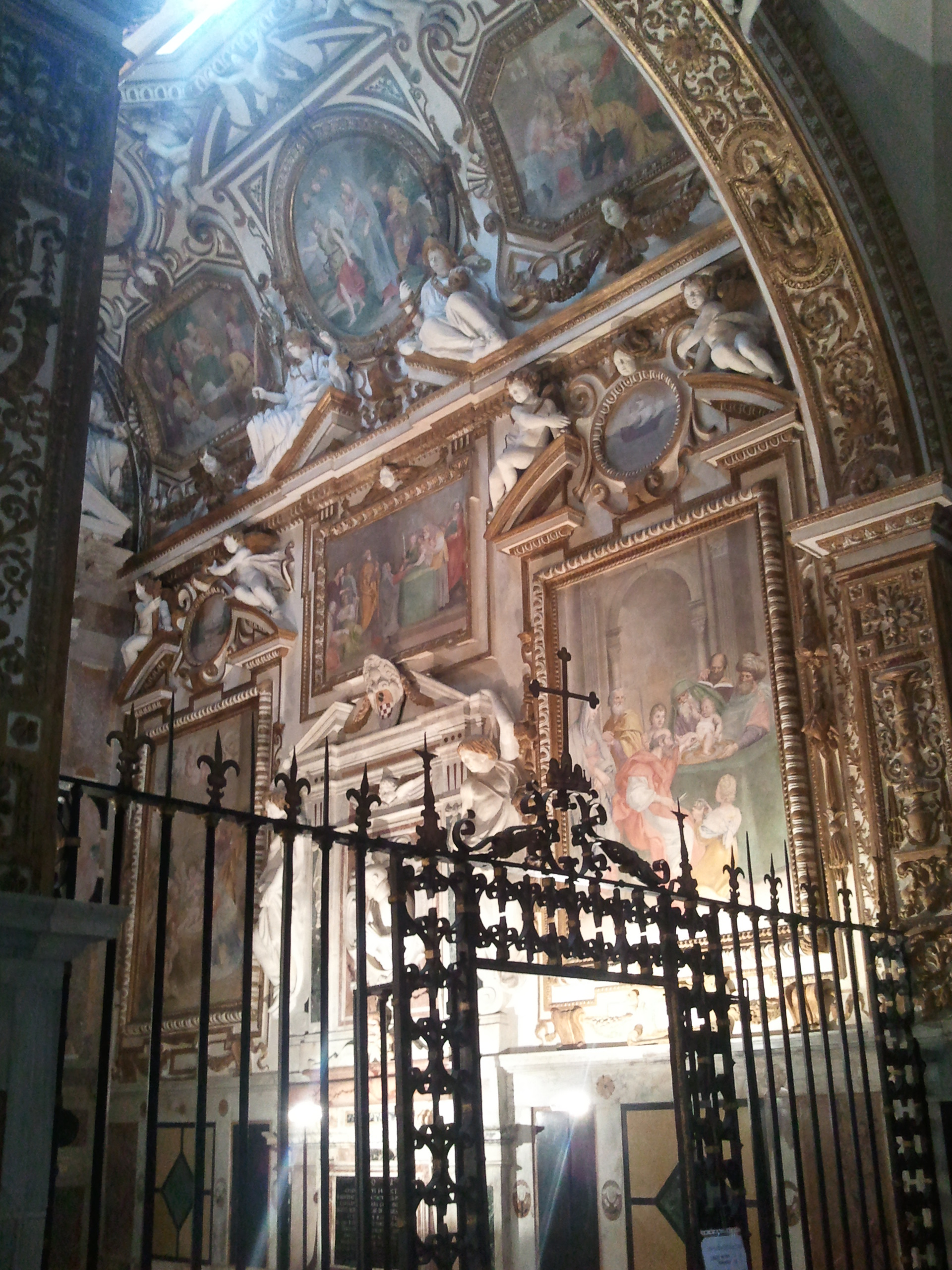
Chapelle renaissante

## ÉglisesGothiques internationales

### Cathédrale sant’Emidio d’Ascoli Piceno
L’édifice conserva ses formes romanes jusqu’au dernier quart du XVe siècle, tandis qu'au contraire, certaines églises de la Ville s’étaient développées jusqu’à devenir plus grandes que le Dôme. Le 2 janvier 1481, sous l’évêque Prospero Caffarelli (1464 - 1500), fut conclu le contrat pour la démolition de l’ancienne façade, la construction des trois nouvelles nefs divisées par des piliers polygonaux et l’ouverture des fenêtres trones. Ce renouveau resta à l’état brut pendant une longue période, avec une cathédrale à l’aspect Gothique-Renaissance. La façade fut construite de 1529 à 1539 sur un projet de Cola dell’Amatrice et dans la même période fut réalisé un nouveau maître-autel, tandis que les murs des nefs latérales commencèrent à accueillir des monuments funéraires et en correspondance des niches des nefs latérales, De somptueux autels furent érigés. L’évêque Pietro Camaiani (1567-1579), fait ensuite compléter les voûtes des trois nefs et à l’unique entrée de la crypte dans la nef centrale, se substituent les deux escaliers dans les nefs latérales. La Cathédrale contient en outre l’un des rares polyptyques de Carlo Crivelli qui ne soient pas démembrés ou conservés dans les musées anglais ou américains.

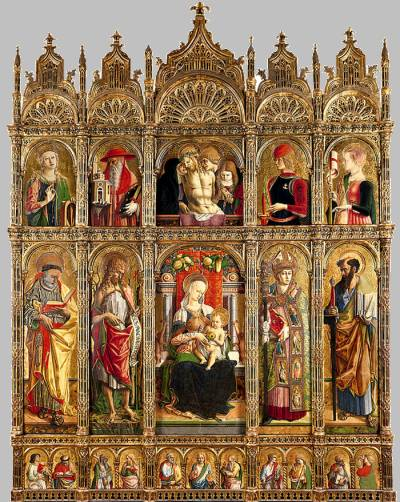
Polyptyque de Carlo Crivelli dans La Chapelle du Sacrement
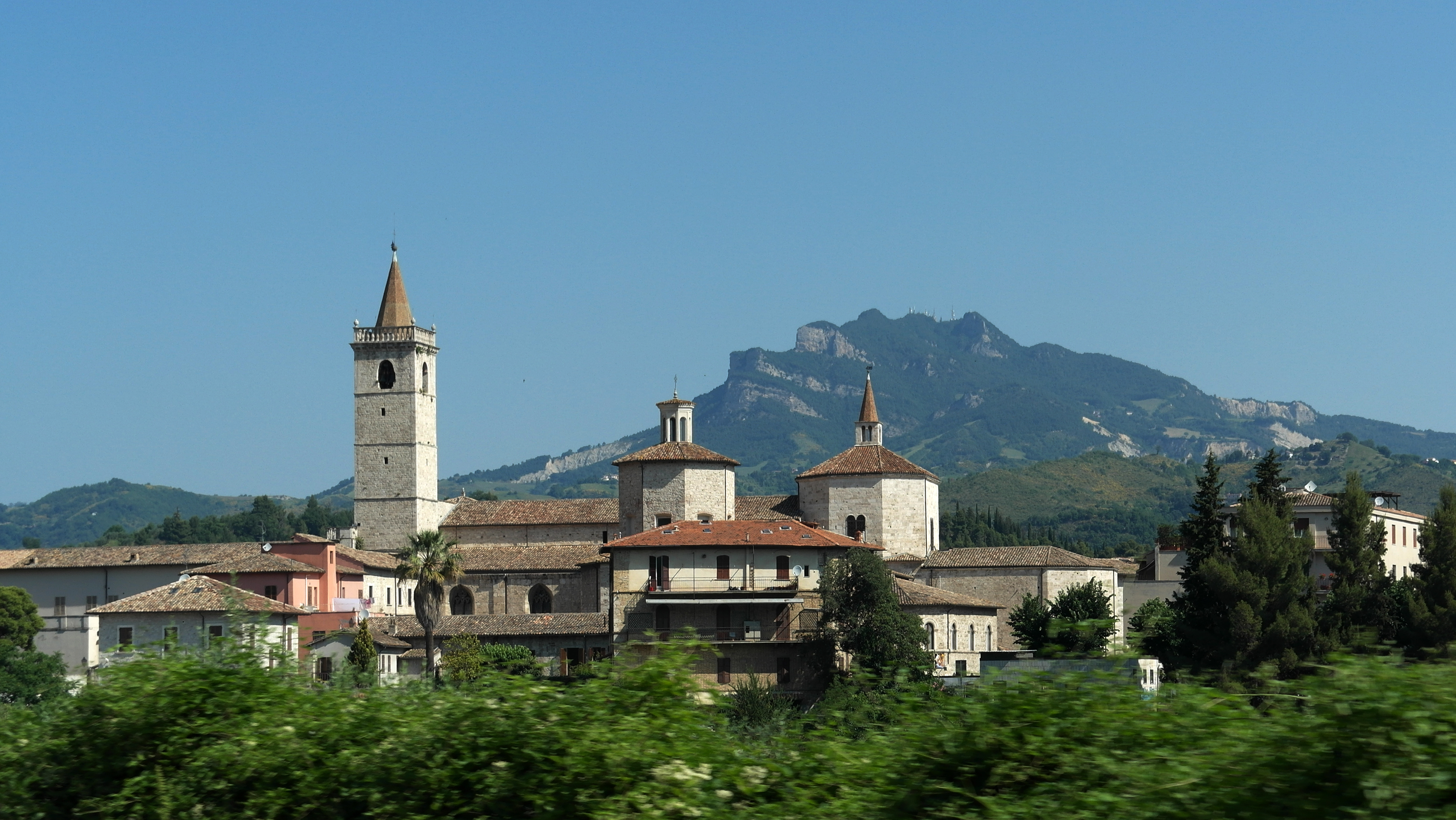
Vue panoramique du Duomo
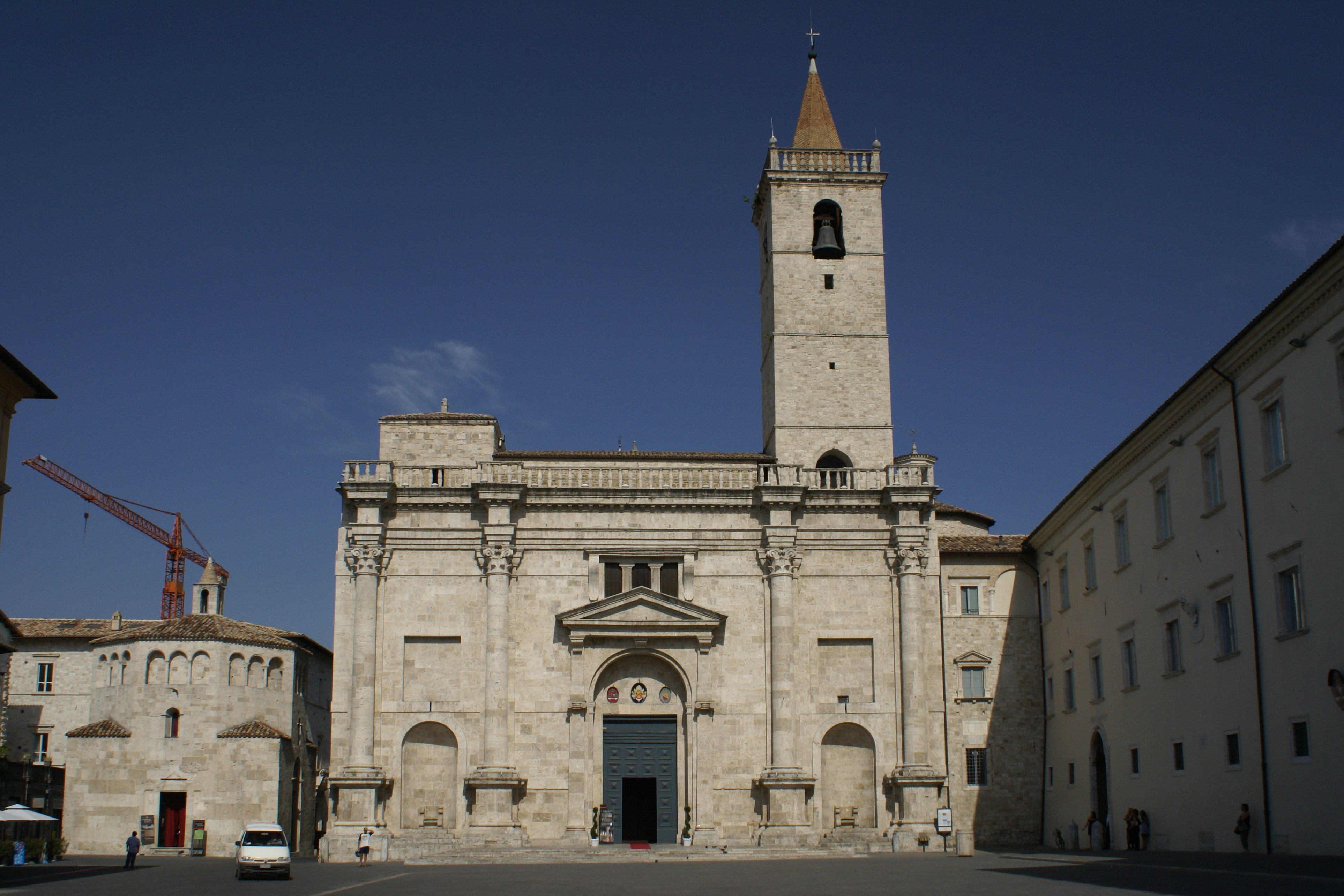
Façade de Cola dell'Amatrice
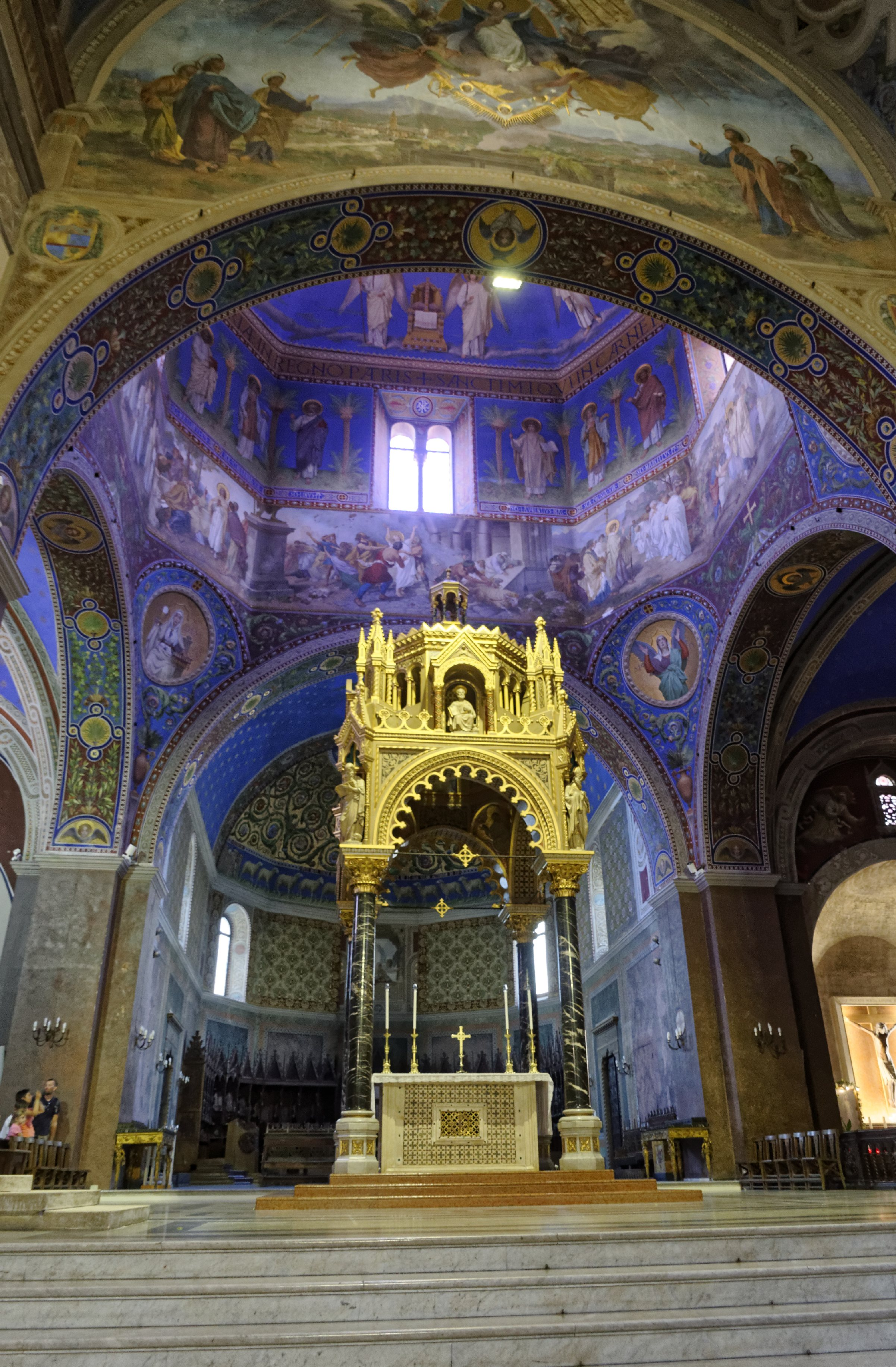
Chœur de la Cathédrale

### Église de San Francesco alle Scale d’Ancône(AN)
L’église de San Francesco alle Scale est une église d’Ancône, construite le long de la rue historique Pizzecolli (ou de la municipalité) comme beaucoup d’autres importants bâtiments historiques et artistiques de la ville. L’église fut fondée le 14 août 1323 par les Franciscains et l’évêque Nicolò degli Ungari, à l’origine dédiée à Santa Maria Maggiore. Le grand escalier date de 1447, il est l’œuvre de Georges le Dalmate.

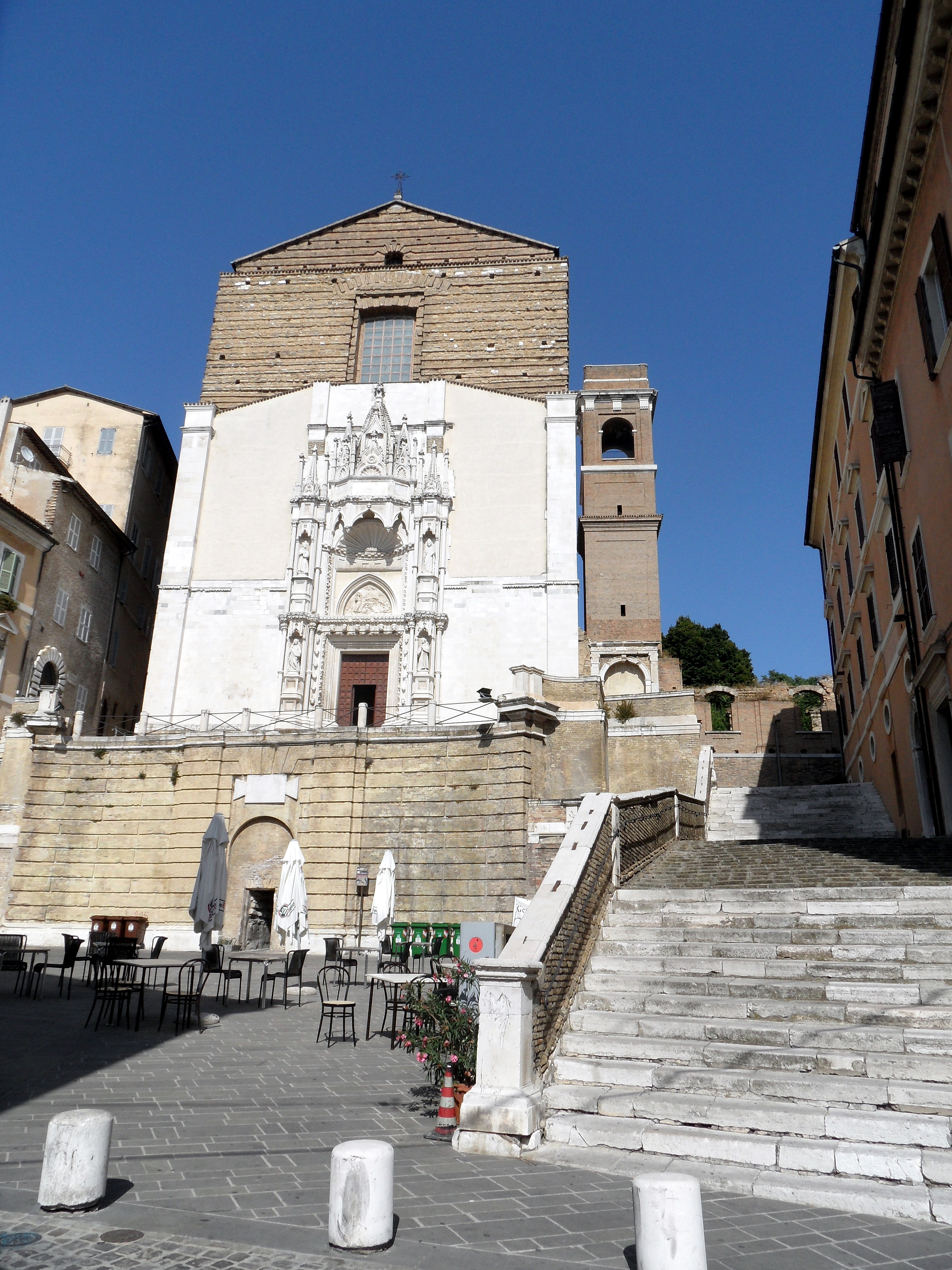
Façade inachevée de San Francesco alle Scale
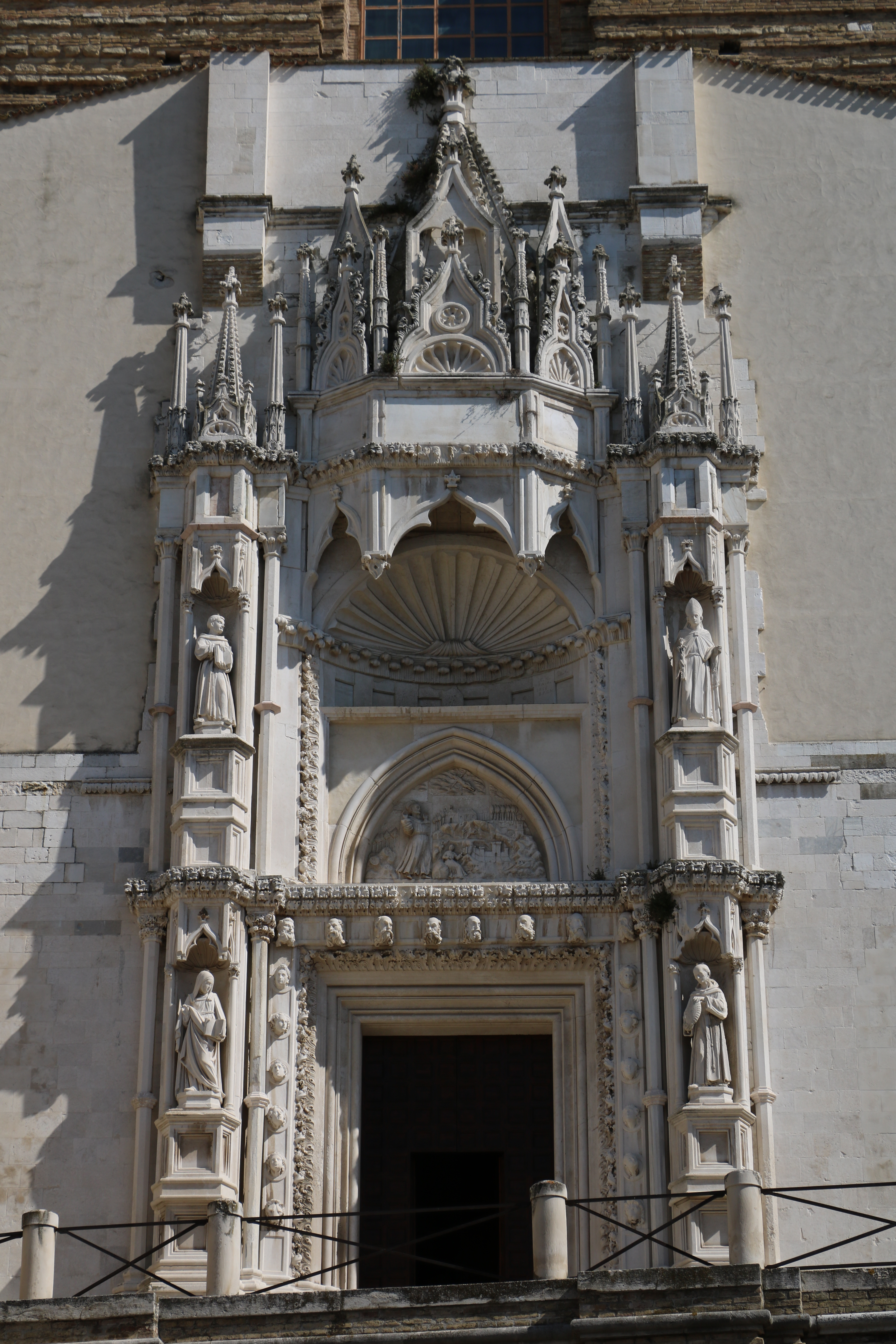
Porte de Georges le Dalmate
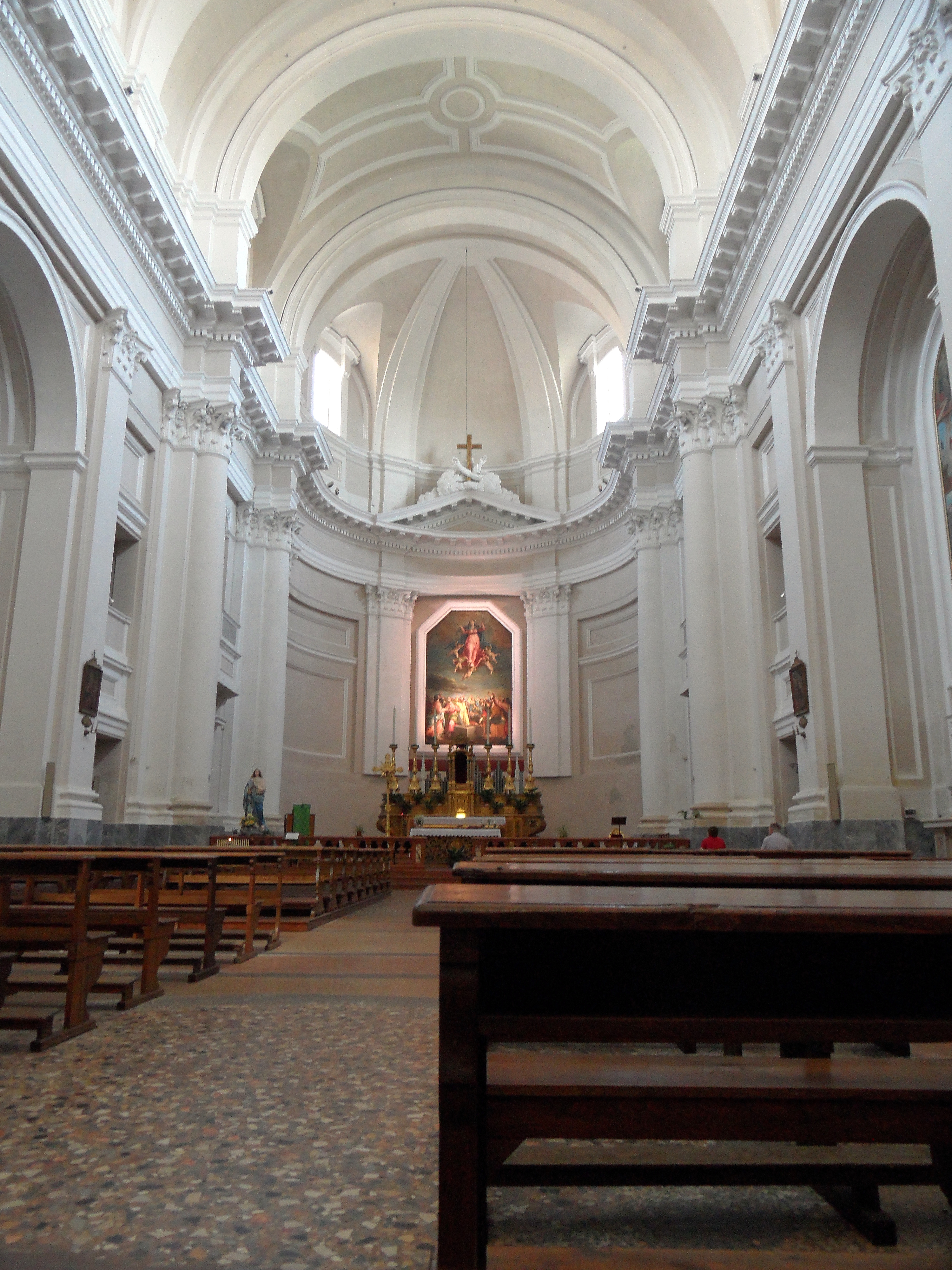
Intérieur avec la Pala de Lotto
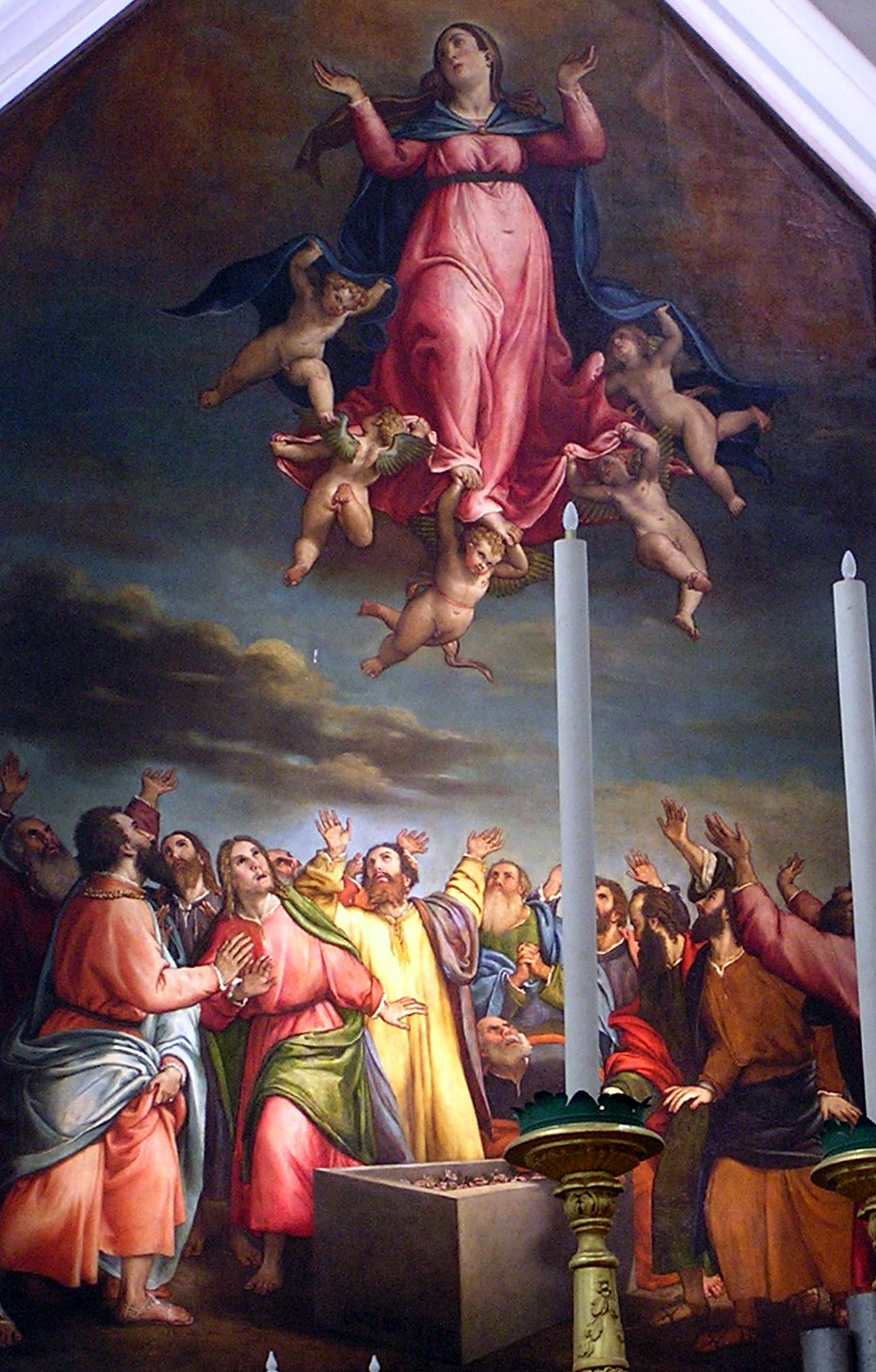
Pala de l'Assomption de Lorenzo Lotto

### Église San Miche deSerra de’ Conti(AN)
L’église a été construite en pierre en 1290 par les moines camaldules de l’abbaye de Santa Maria di Sitria. De style encore roman, l'édifice a été largement remanié entre 1442 et 1480 avec des interventions en briques de style gothique. À l’intérieur, on distingue bien la partie inférieure, romane, caractérisée par l’emploi de la pierre, par la partie supérieure, gothique, en briques. Il présente une nef unique avec le presbytère surélevé marqué d’arcs en ogives transversaux. Les fresques datent du XIVe et XVe siècles et sont de l’école des Marches.

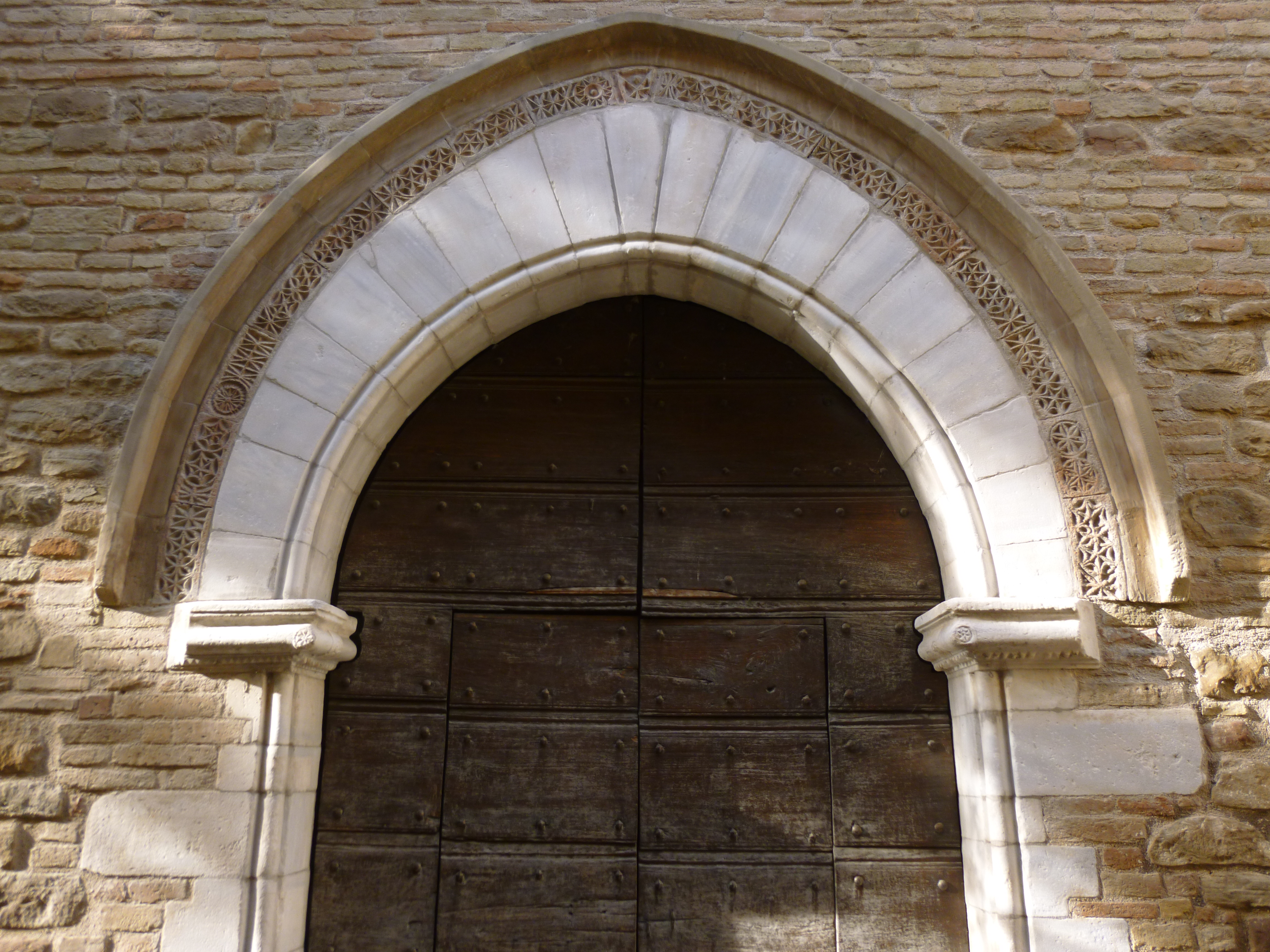
Eglise di San Michele, Serra de’ Conti
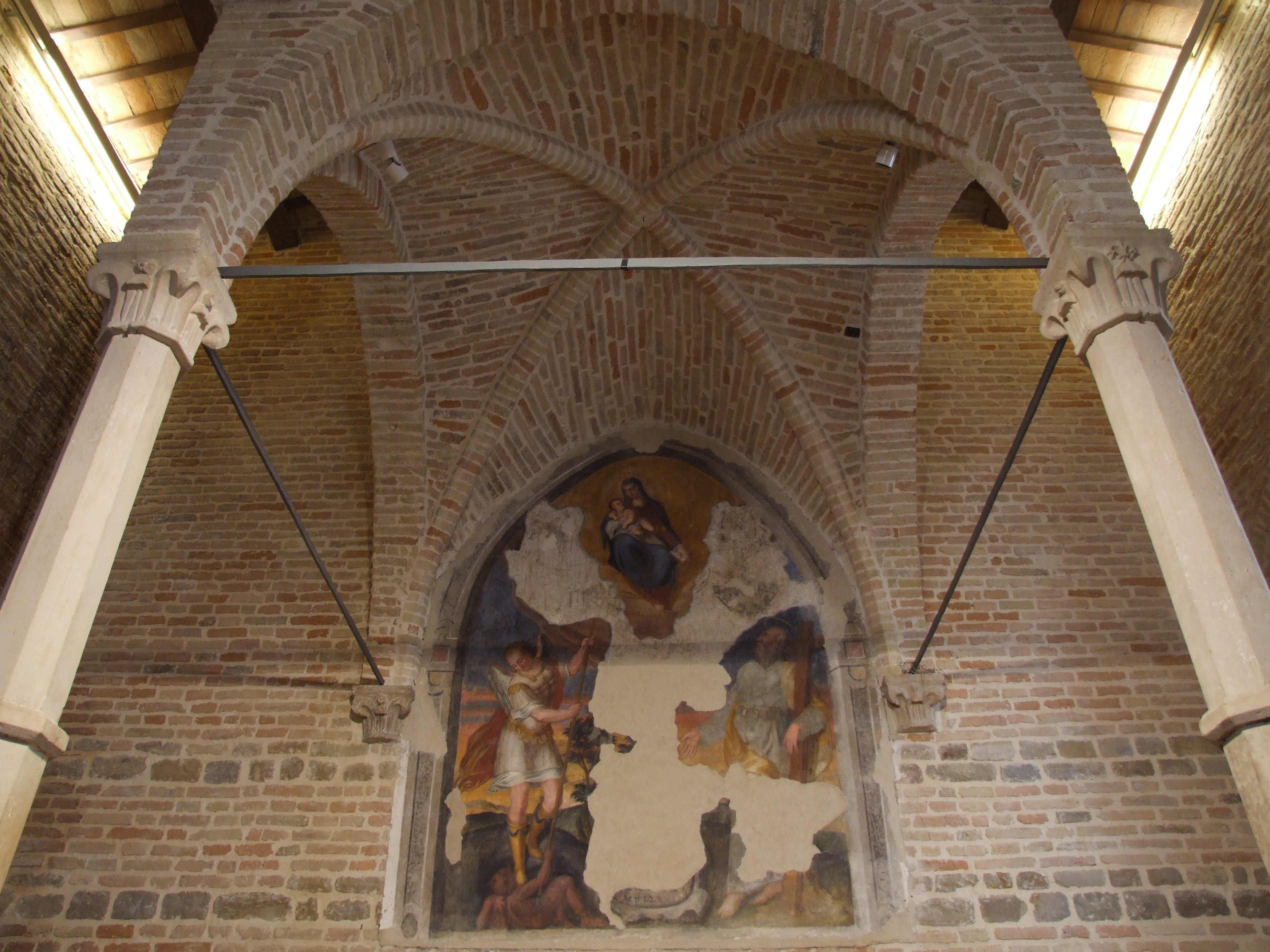
intérieur de San Michele
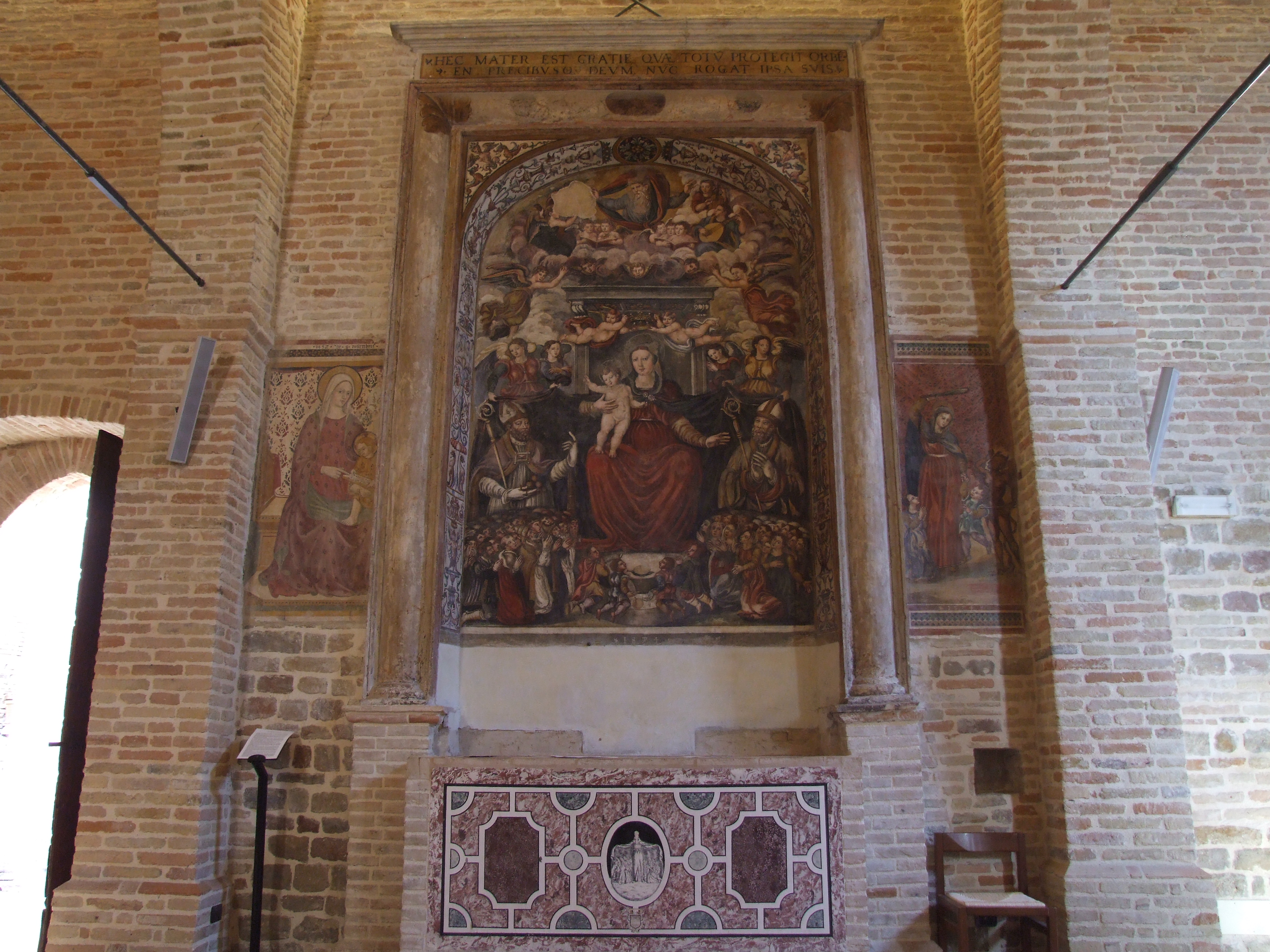
Bel Autel à Fresque de l’école des Marches
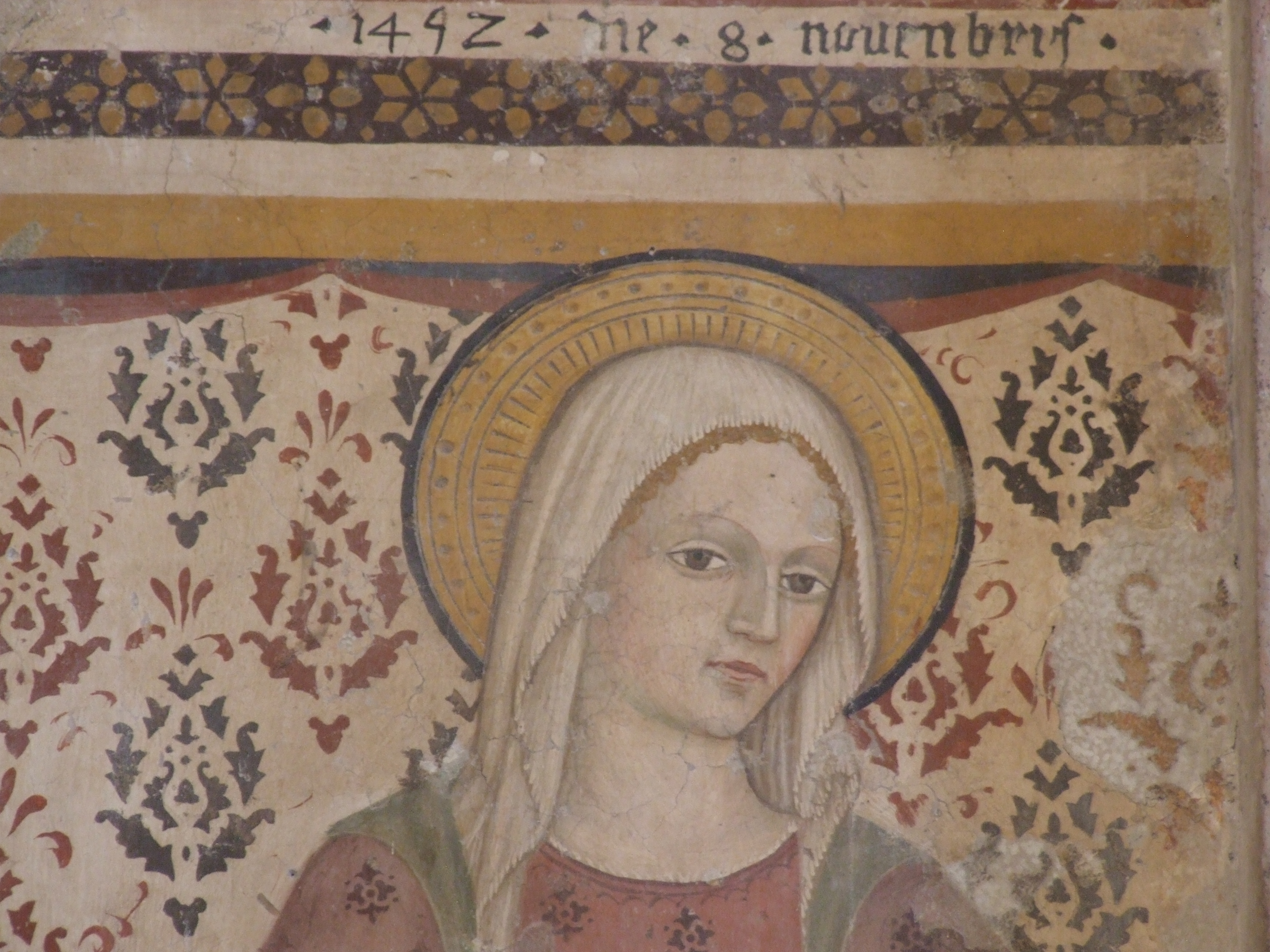
détail.

### Oratoire de San Giovanni Battista d’Urbino(PU)
L’oratoire de San Giovanni Battista, (ou de Sant’Antonio Abate et de San Giacomo Apostolo) se trouve à Urbino dans la rue Barocci, sous la forteresse Albornoz. Il est l’un des principaux monuments de la ville. Les premiers documents informant de l'existence de l’Oratoire remontent à 1365. La construction fut achevée en 1393. Au début du siècle suivant, vers 1416, l’oratoire se dota de fresques sur les quatre murs intérieurs. Au début du XXe siècle, la façade de style néogothique a été refaite. 

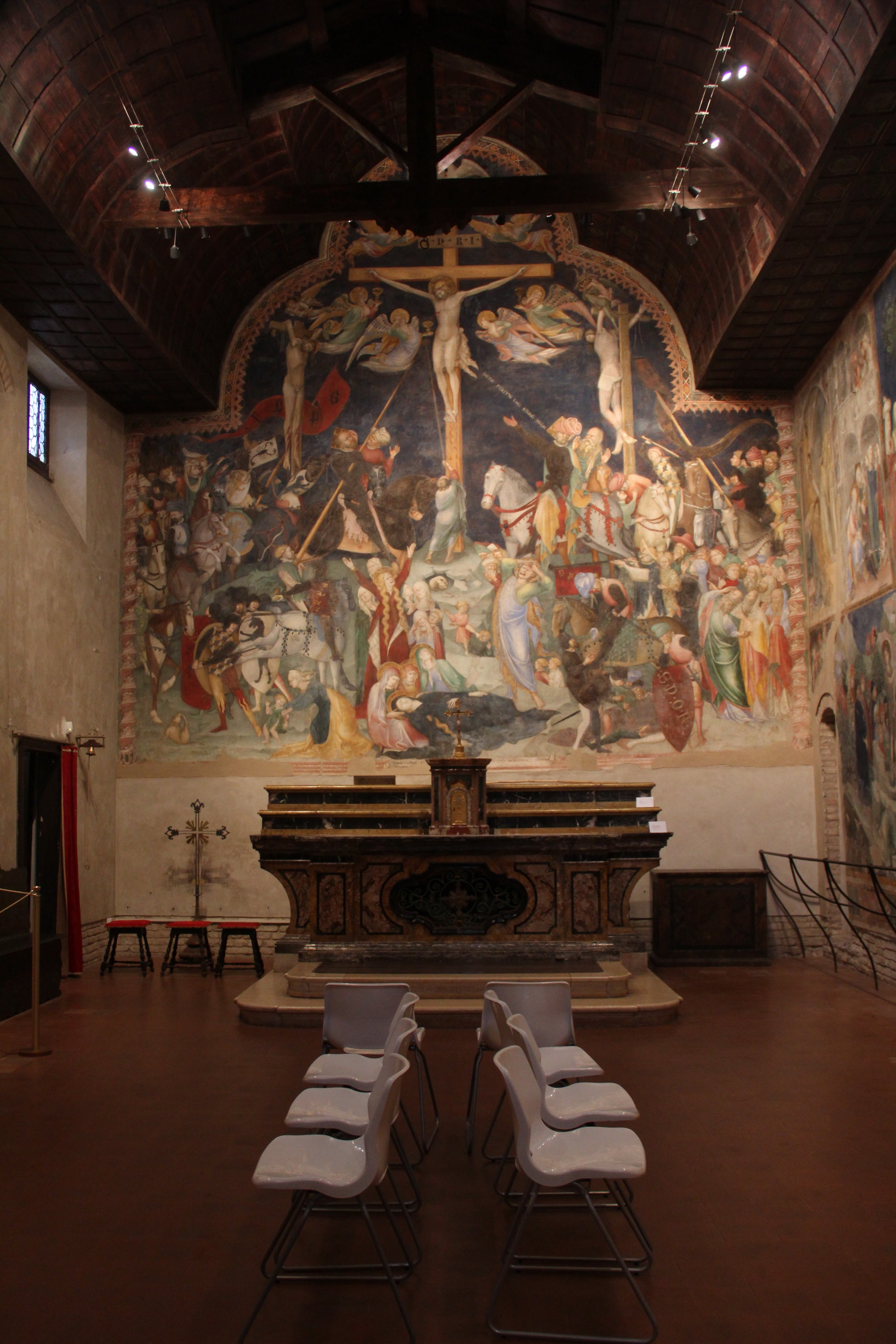
Autel de l'Oratoire
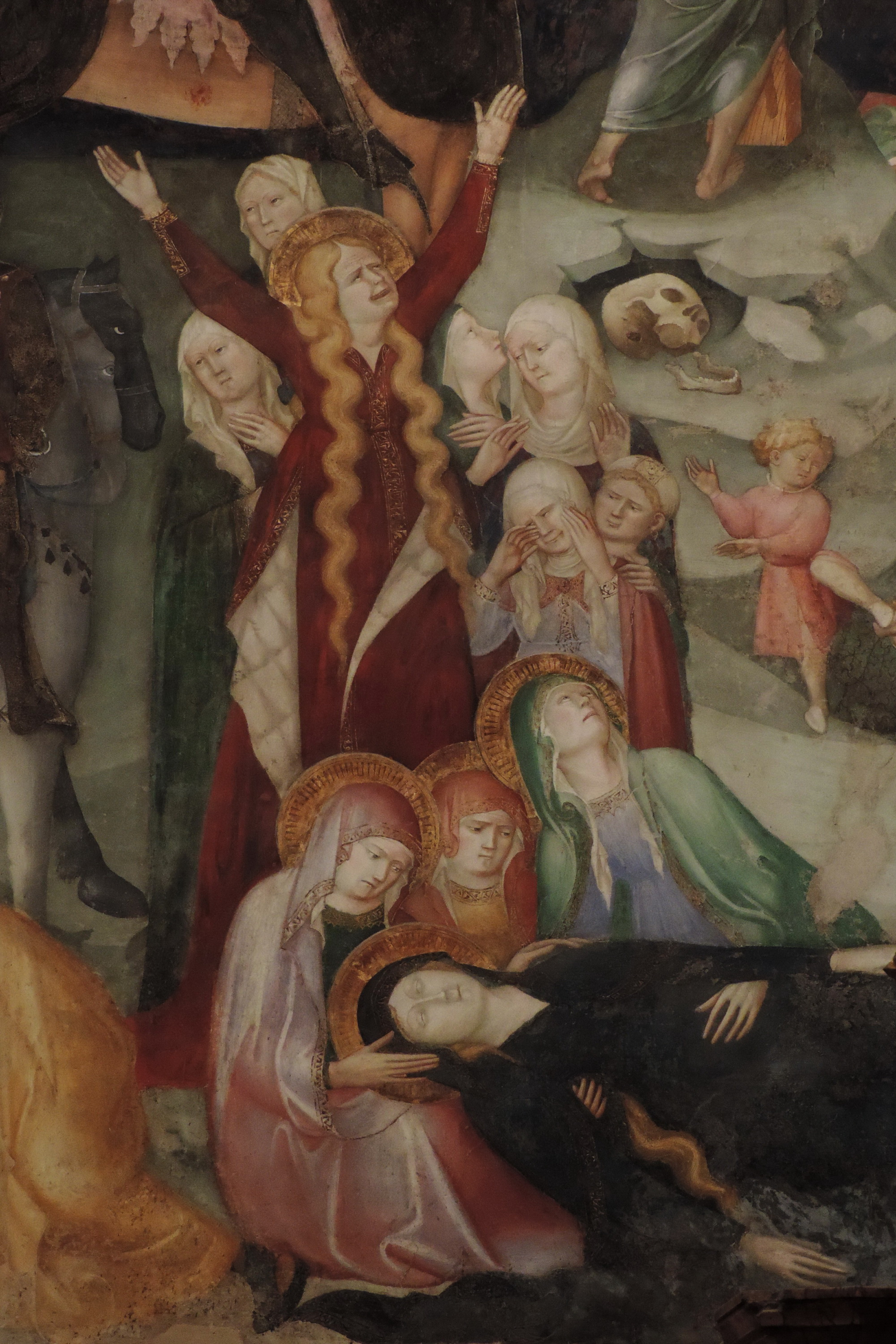
autre détail de fresque
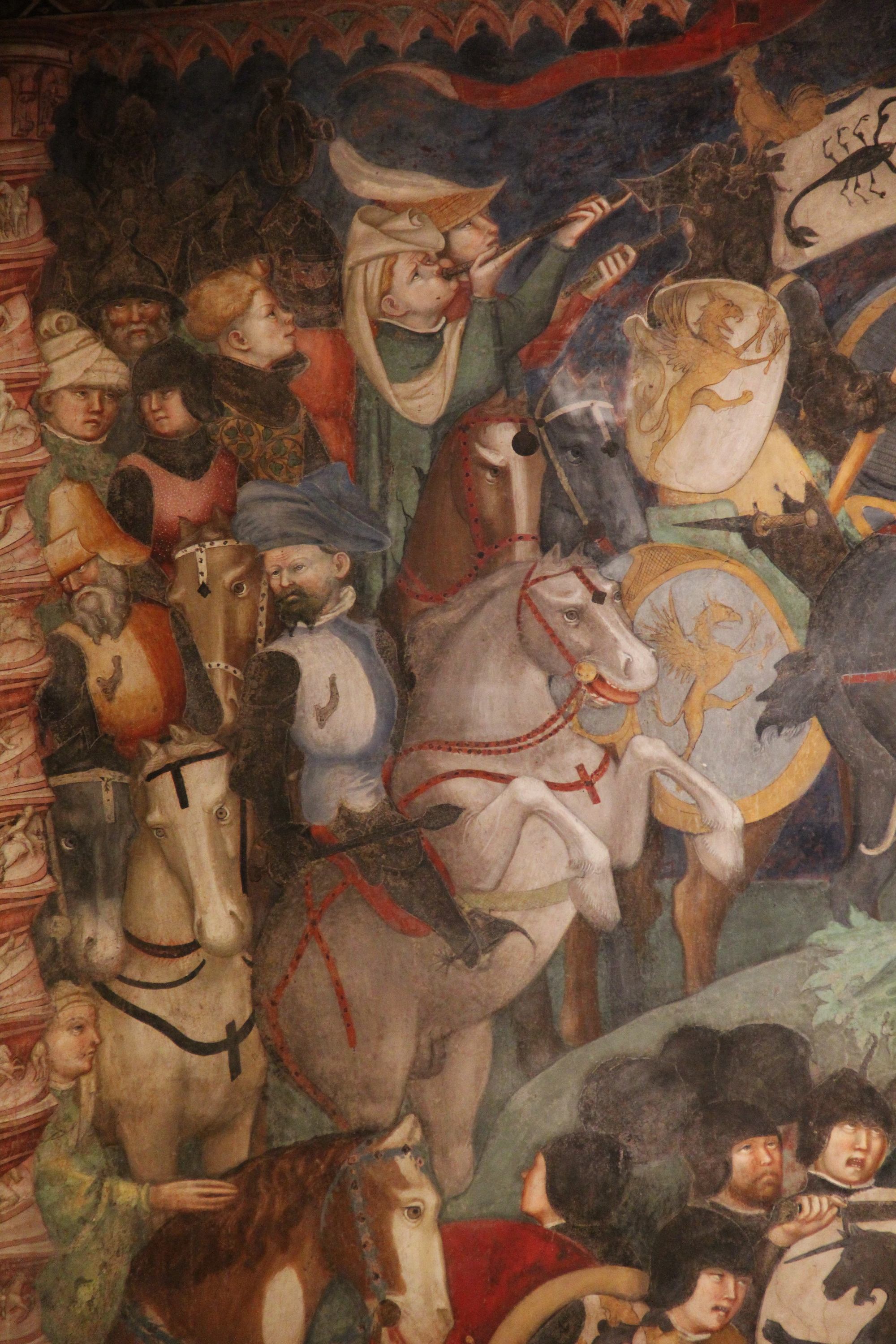
autre détail encore de fresque

### Église San Marco deJesi(AN)
L’ancienne origine abbatiale de l’église Saint-Marc dérive d’une tradition orale jamais démentie ni confirmée par des documents. La légende veut que l’Ordre bénédictin ait donné l’église directement à Saint François, lors d’une visite à Jesi, en s’arrêtant dans leur couvent. En effet, elle fut reconstruite dans la seconde moitié du XIIIe siècle sous un aspect conforme aux exigences de l’Ordre franciscain. Au cours du XIVe siècle, l’intérieur a été largement décoré par un appareil frais qui recouvrait presque toutes les surfaces. Aujourd’hui de ce cycle pictural ne restent que la grande Crucifixion de l'abside, l’Annonciation et Translation de la Sainte Maison de Lorette à la fermeture du bas-côté droit; et le Dormitio Virginis, dans la paroi sud de la dernière travée droite.
Les peintures murales sont de l’école de Rimini (Giovanni et Giuliano da Rimini) et à des artistes de Fabriano.

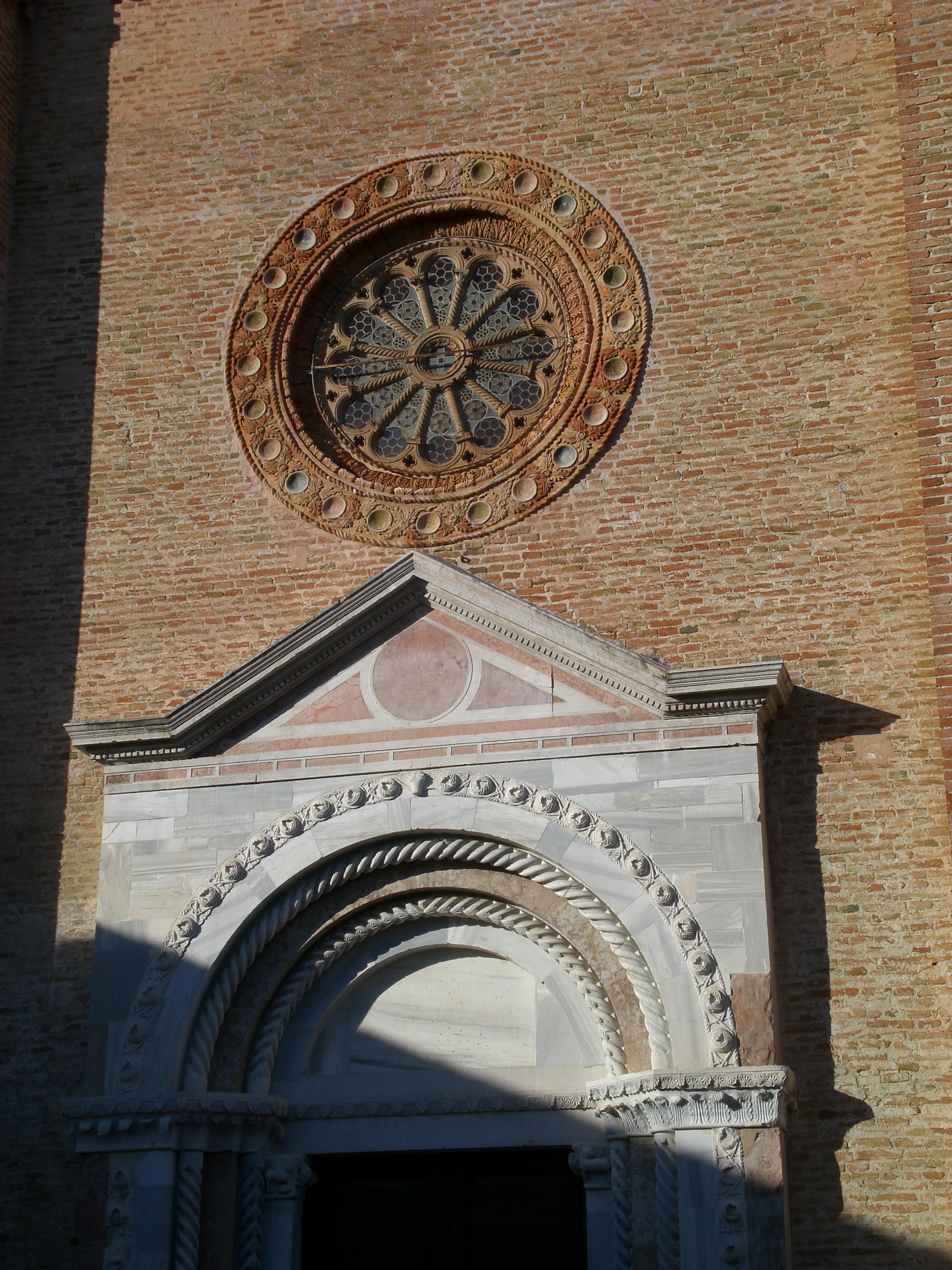
Façade de San Marco
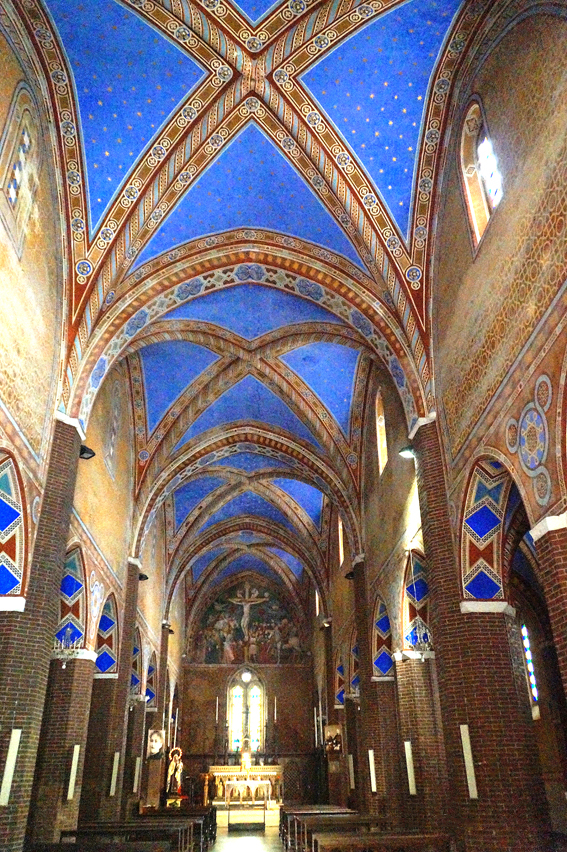
Nef de San Marco
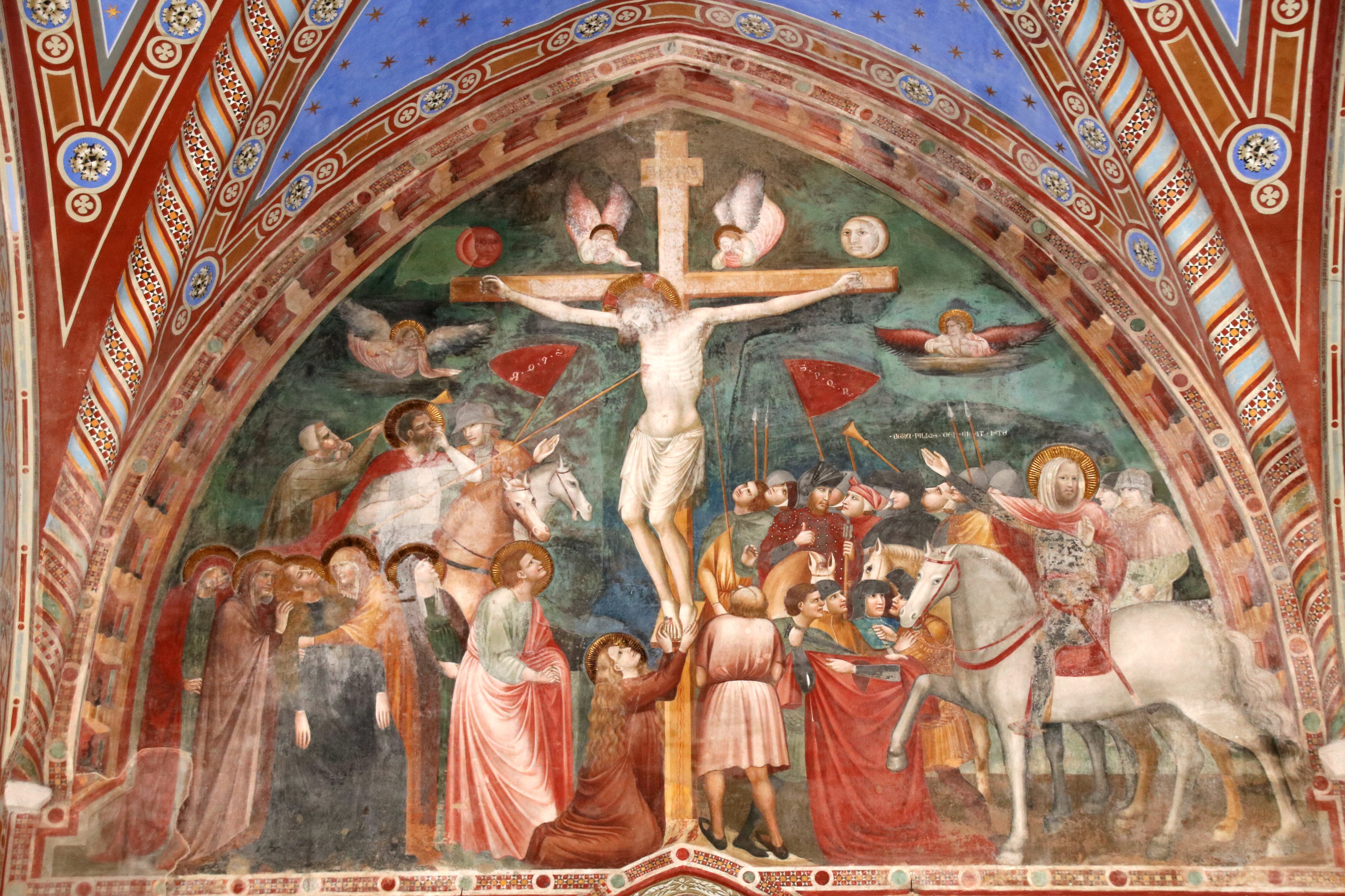
Fresque de l’école giottesque de Rimini, 1re moitié du XIVe siècle.
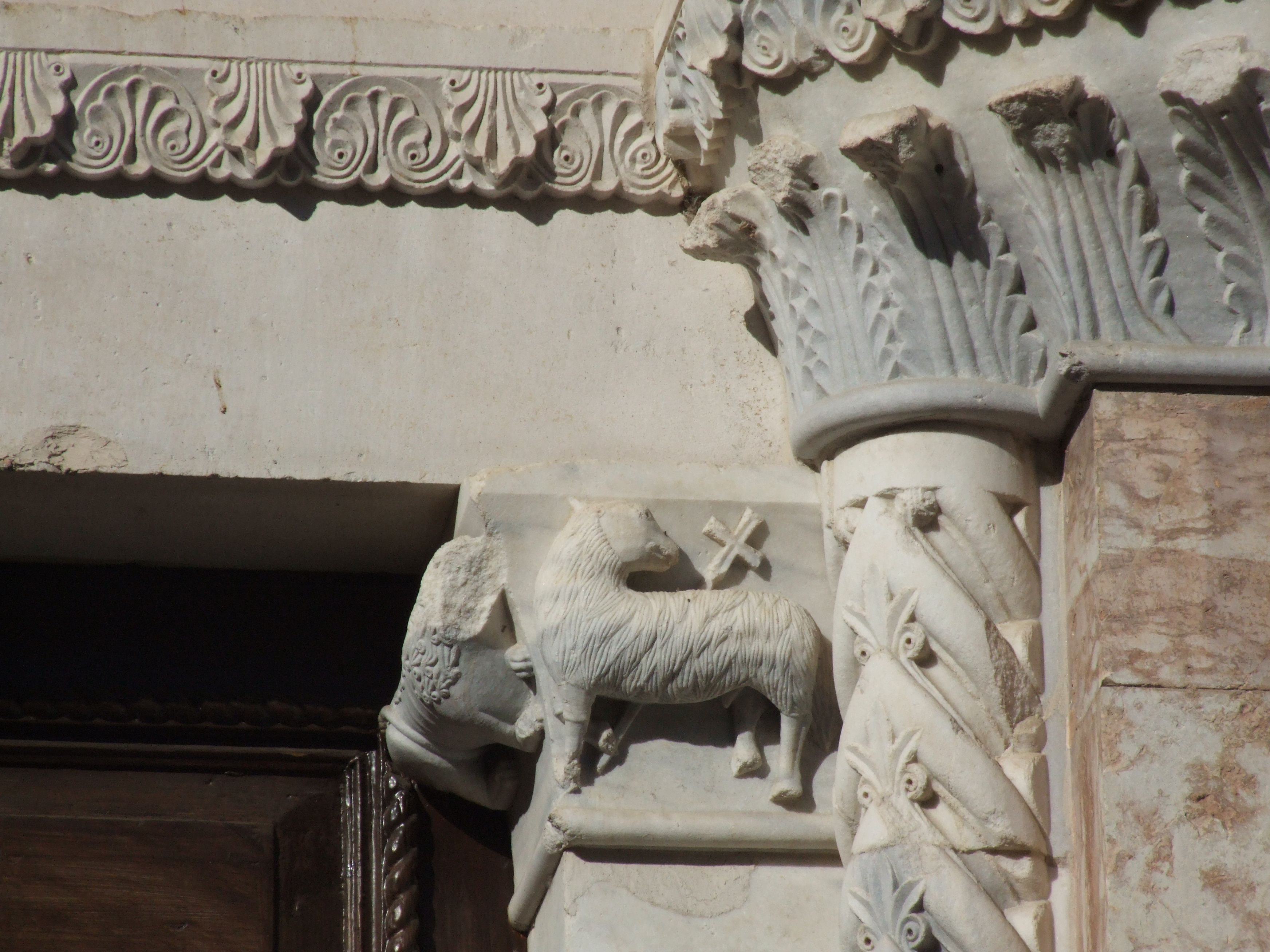
détail de la Façade

### Duomo deSan Severino Marche(AN)
Une première cathédrale dédiée à San Severino fut érigée en ce lieu en 944, mais elle fut reconstruite en 106, puis reconstruite et remaniée à plusieurs reprises.Le bâtiment actuel a été construit à la fin du XIIIe siècle dans le style roman-gothique et consacré en 1304.

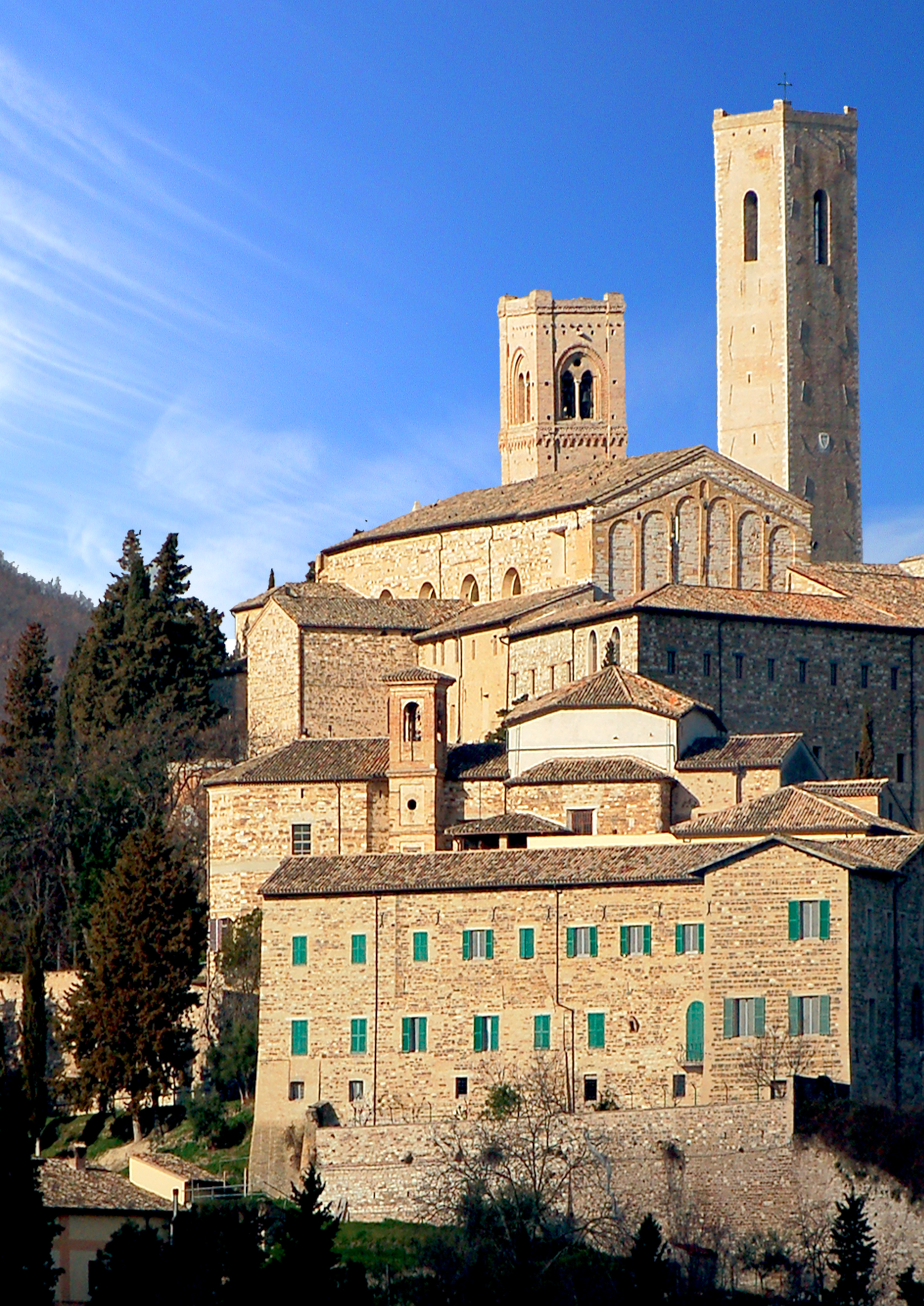
Duomo Vecchio de San Severino Marche sur le monte Nero
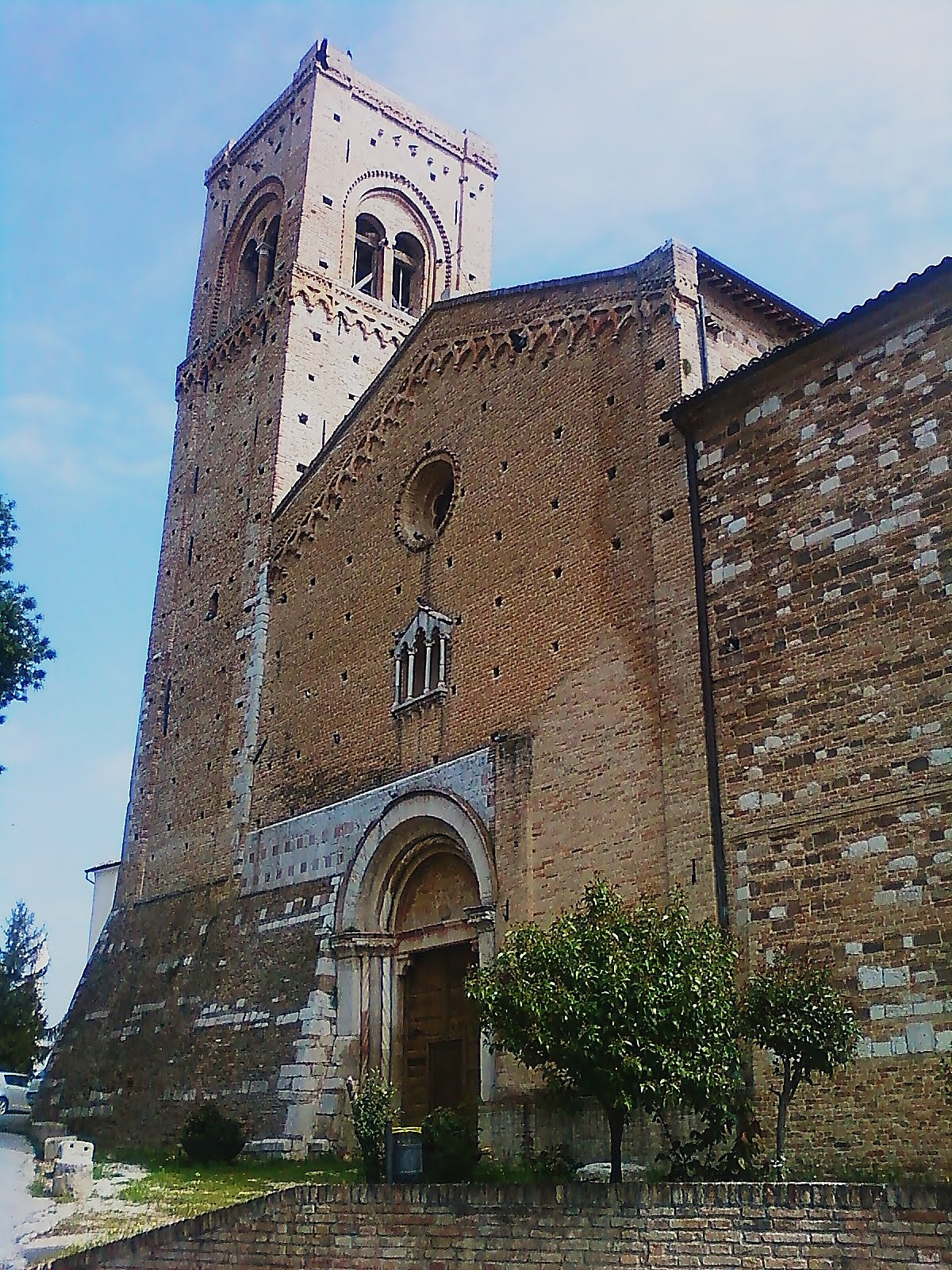
Façade et campanile du Duomo Vecchio
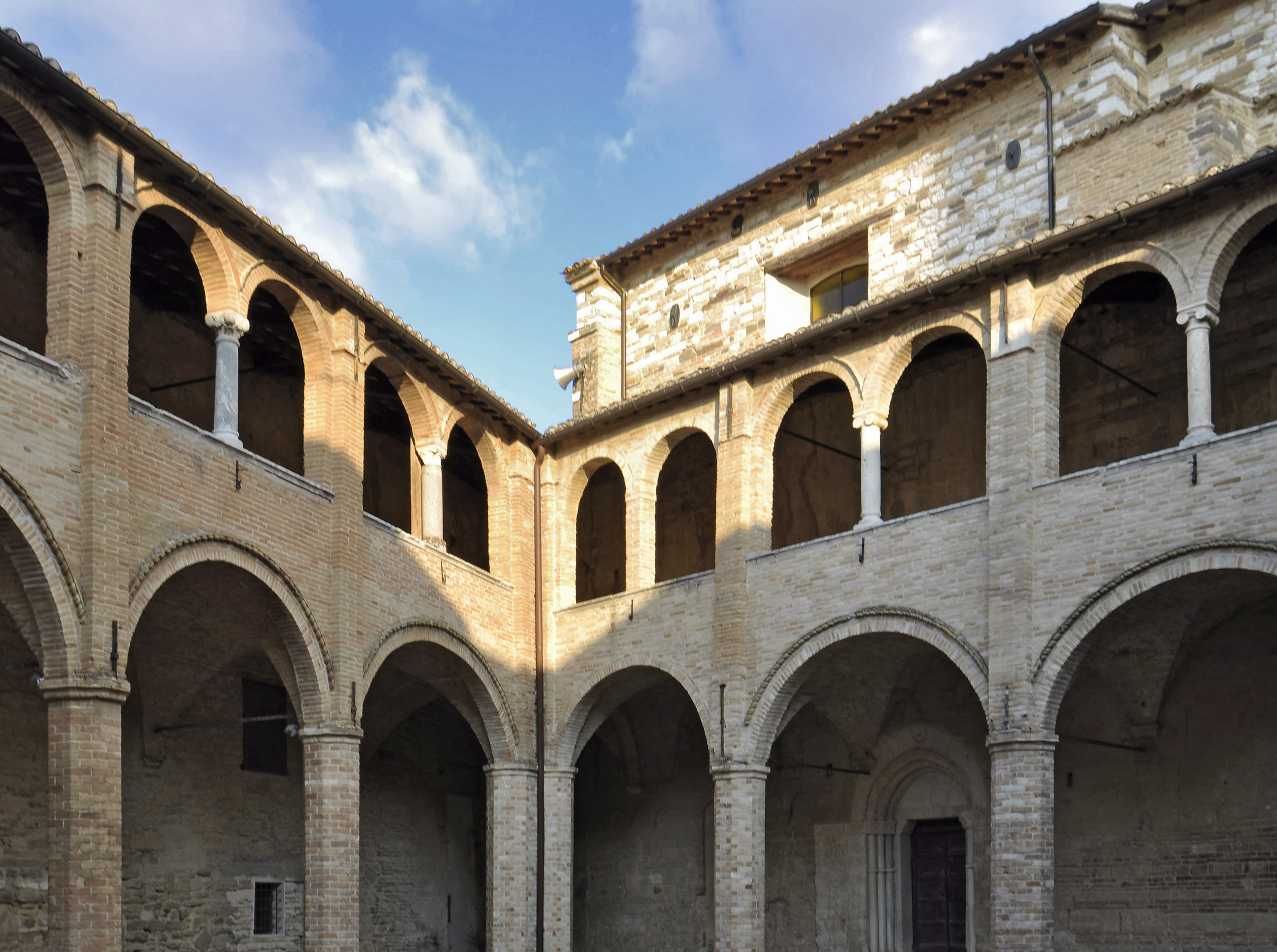
Le Cloître

### Église saint Augustin de Amandola (Fermo)
Le bâtiment a été construit à partir du XIVe siècle et déjà agrandie au début du XVe siècle par le prieur de l’époque du couvent Antonio Migliorati, puis béatifié en 1759 par le pape Clément XIII. Après la mort du prieur, les travaux de l’église se poursuivirent. En 1464, Pietro Lombardo éleva le clocher gothique à deux fenêtres. En 1468, Marino di Marco Cedrino réalisa le portail gothique d’inspiration vénitienne.

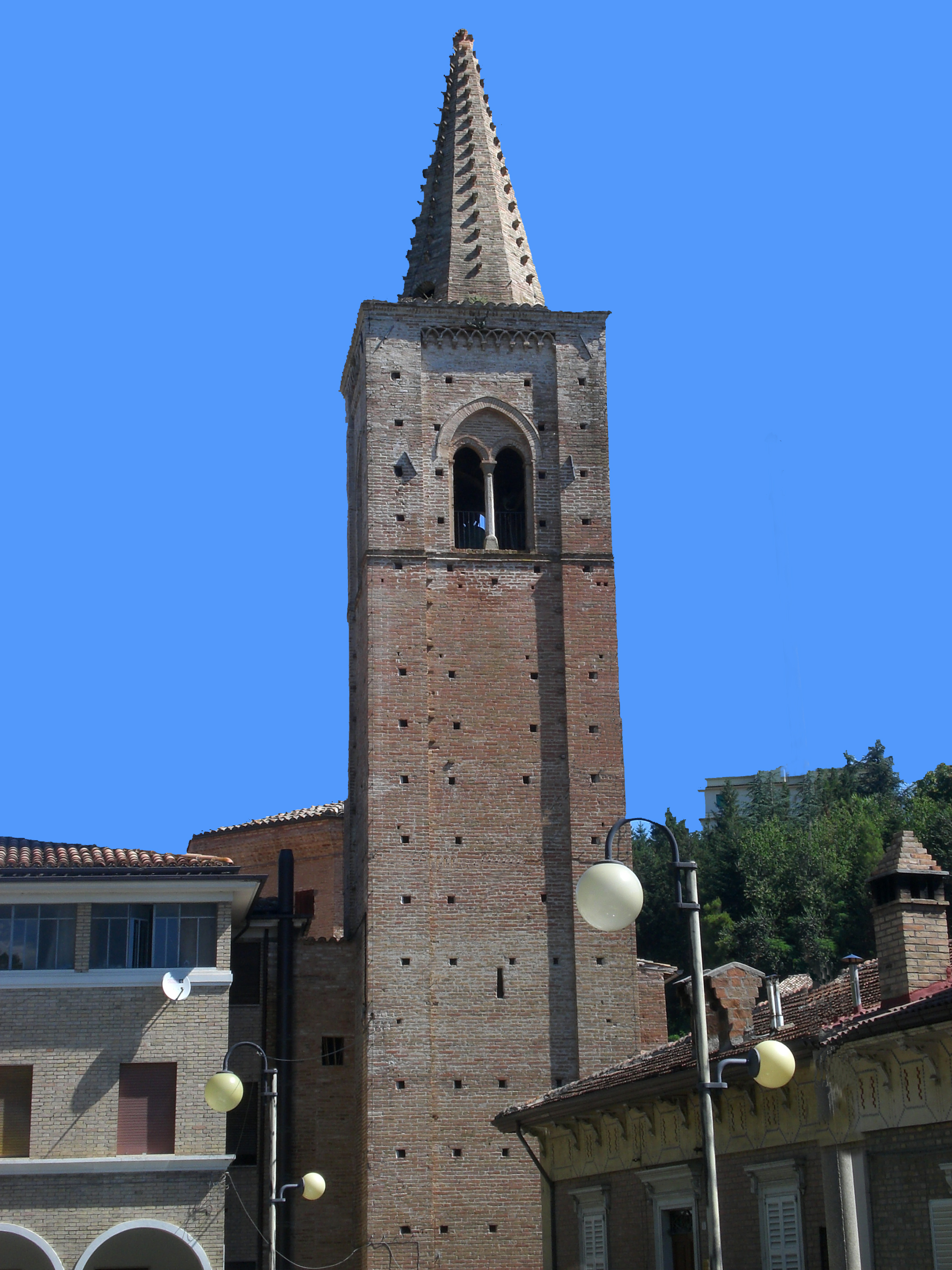
Campanile de Pietro Lombardo
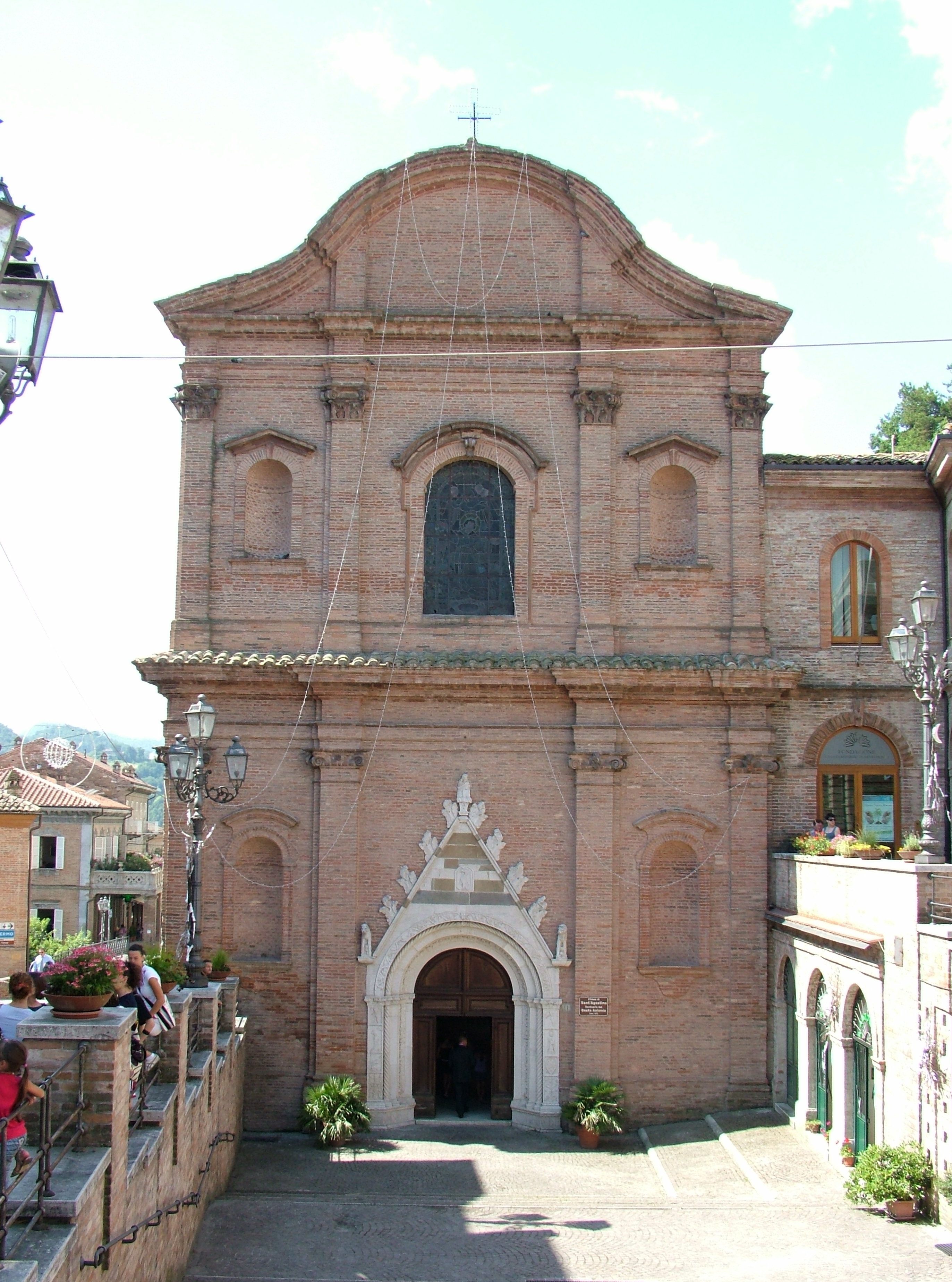
Façade de l’église sant'Agostino
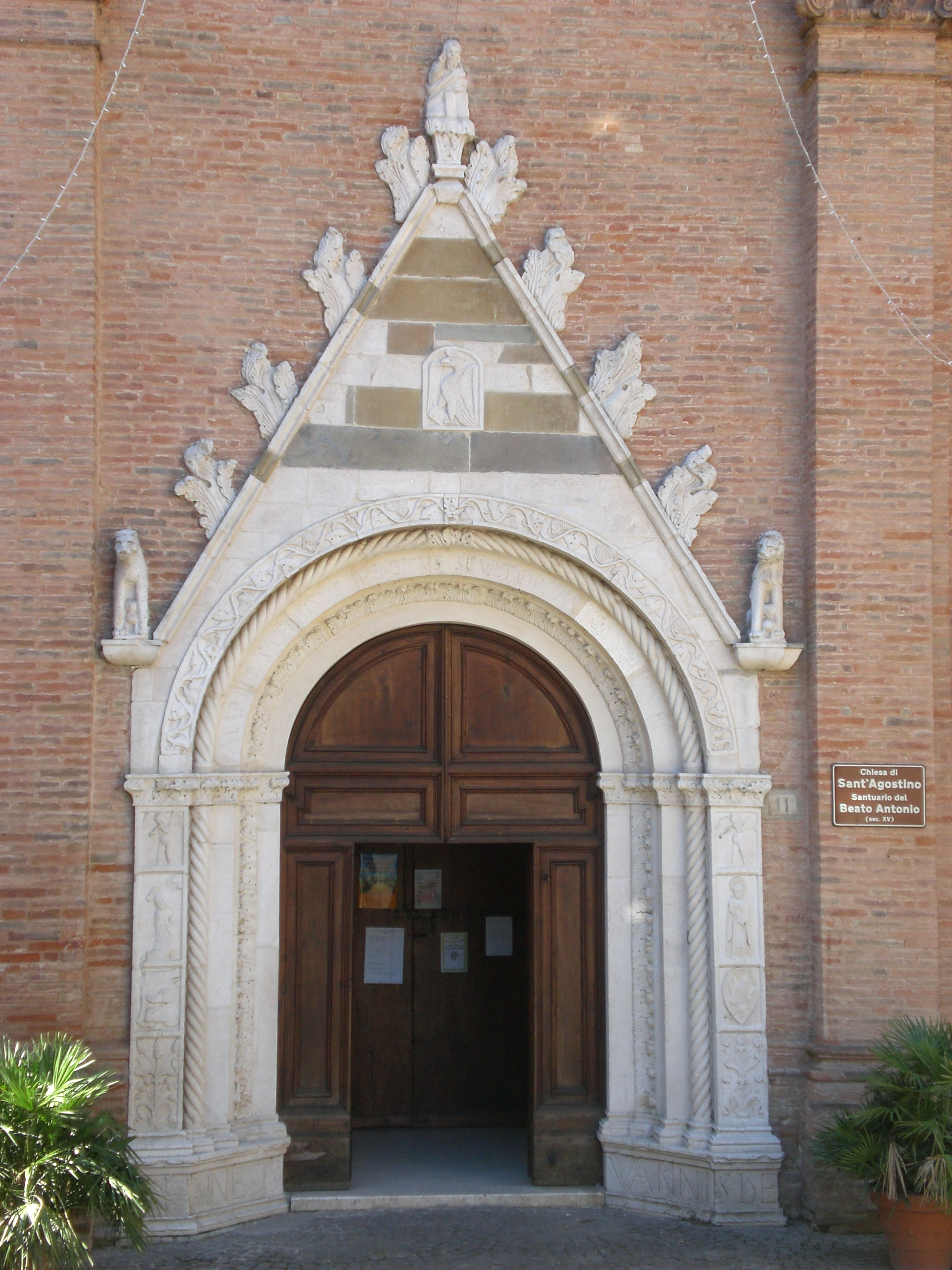
Porte de Marino di Marco Cedrino
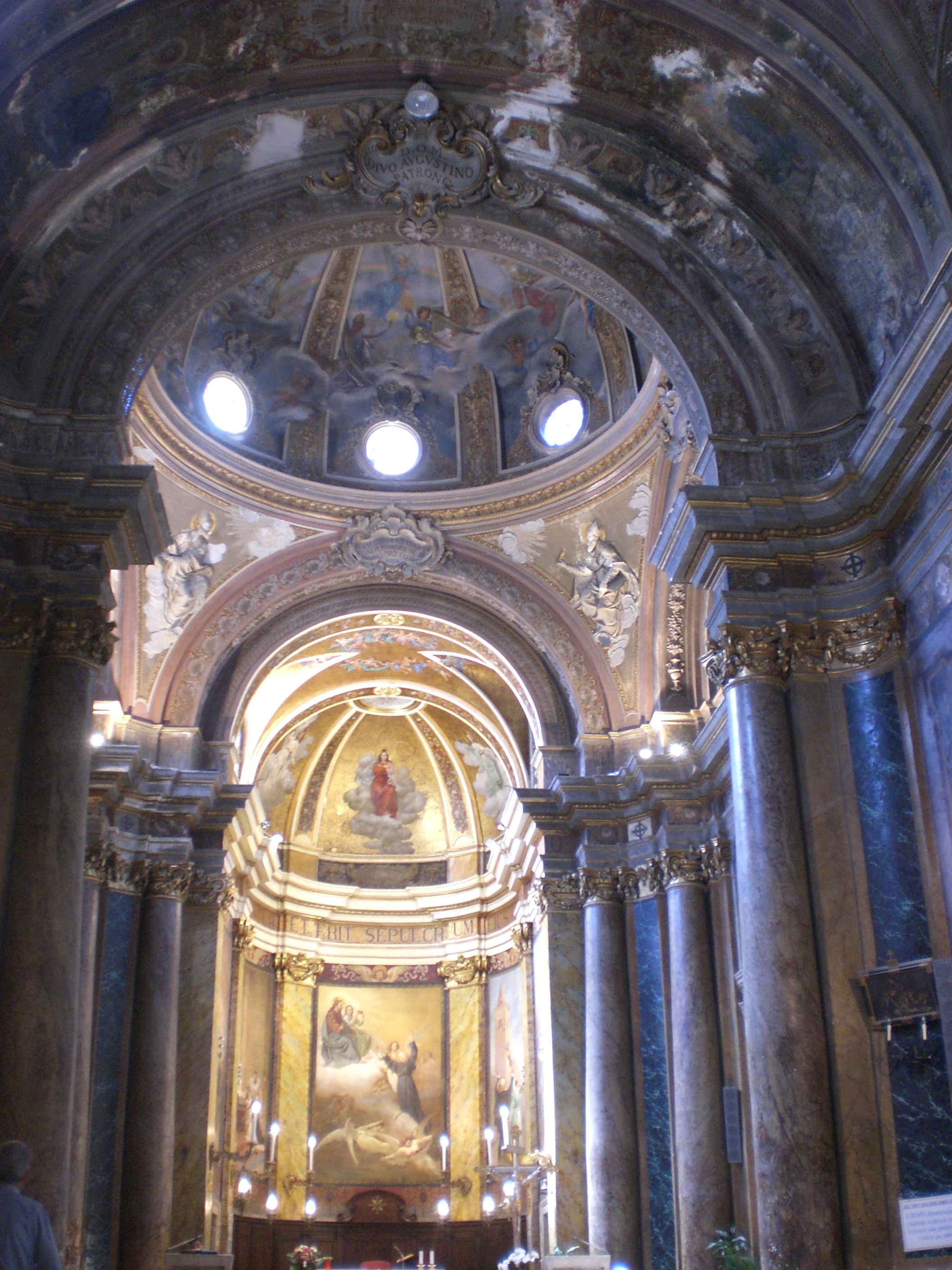
intérieur.

### Église Madonna delle Grazie de Pesaro
Vers 1231, les Franciscains s’installèrent à Pesaro dans cette zone et y érigèrent une première église en 1270. Pendant la domination Malatesta (1285-1445), les seigneurs favorisent les trois ordres mendiants : saint François, saint Dominique et saint Augustin. Pandolf II, seigneur de Pesaro de 1355 à 1373, entreprend la reconstruction de l’édifice en le dotant du beau portail gothique de la façade réalisée entre 1356 et 1373 en pierre d’Istrie et marbre rouge de Vérone et de cycles fresques à l’intérieur. L’église est consacrée à saint François en 1359. Restaurée au XVIe  puis au  XVIIIe siècle, l’intérieur de l’église, divisée en trois nefs, conserve des tombes médiévales, l’arche de Paola Orsini (1371), des fresques détachées et des restes des fresques du Trecento et quattrocento, ainsi que la toile de Sant’Orsola, de Palma le Jeune.

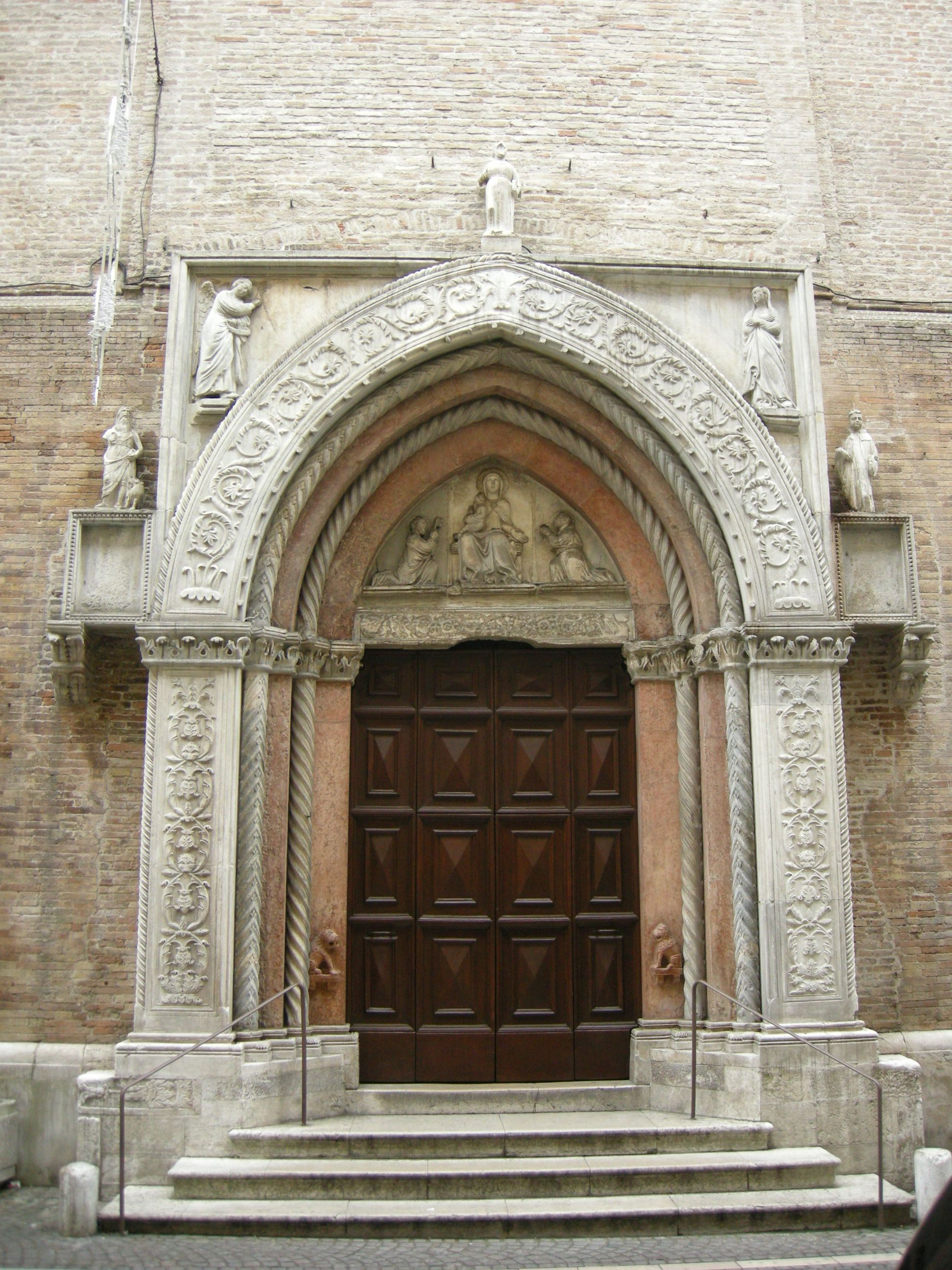
Porte de Madonna delle Grazie
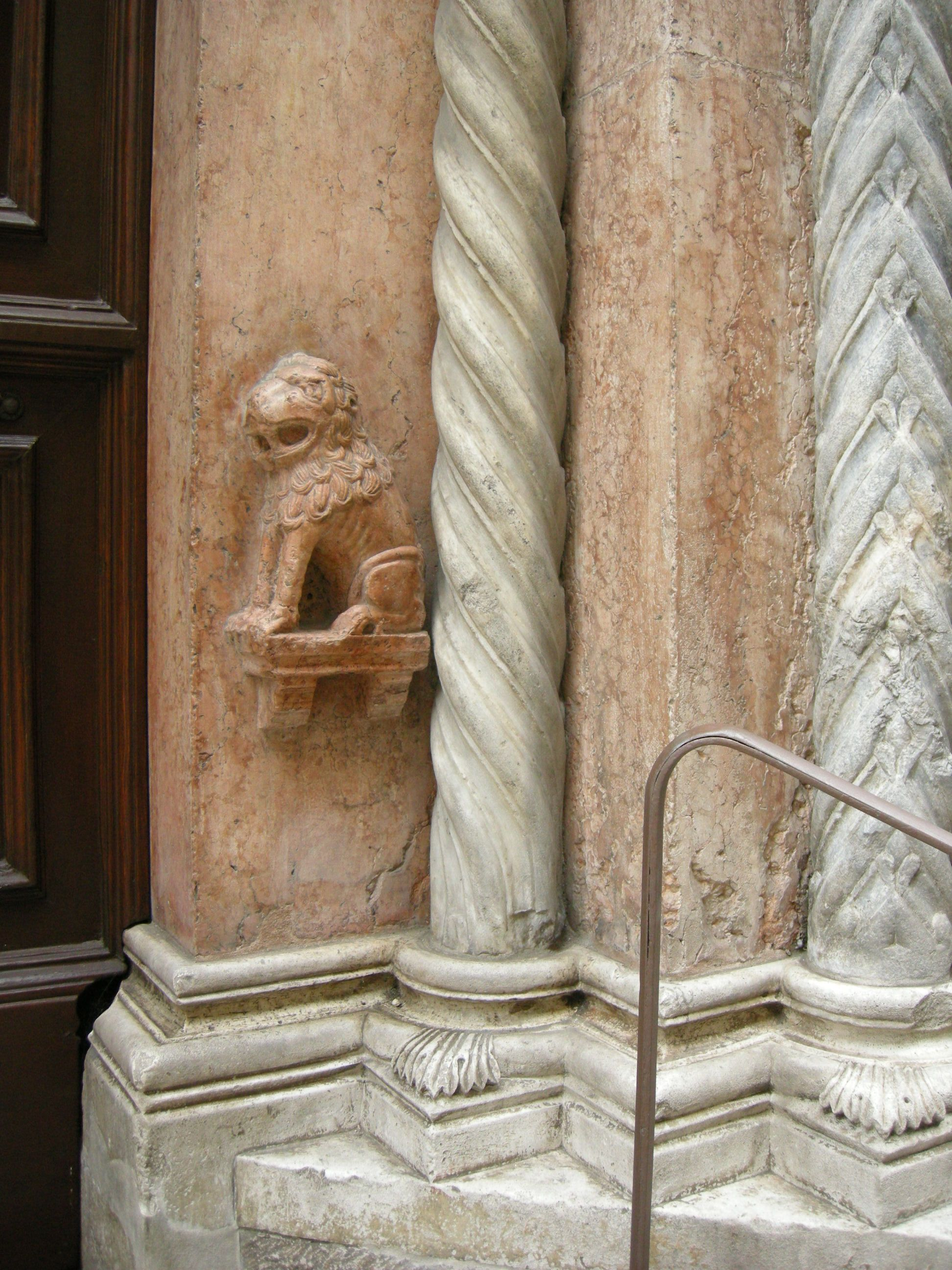
Détail
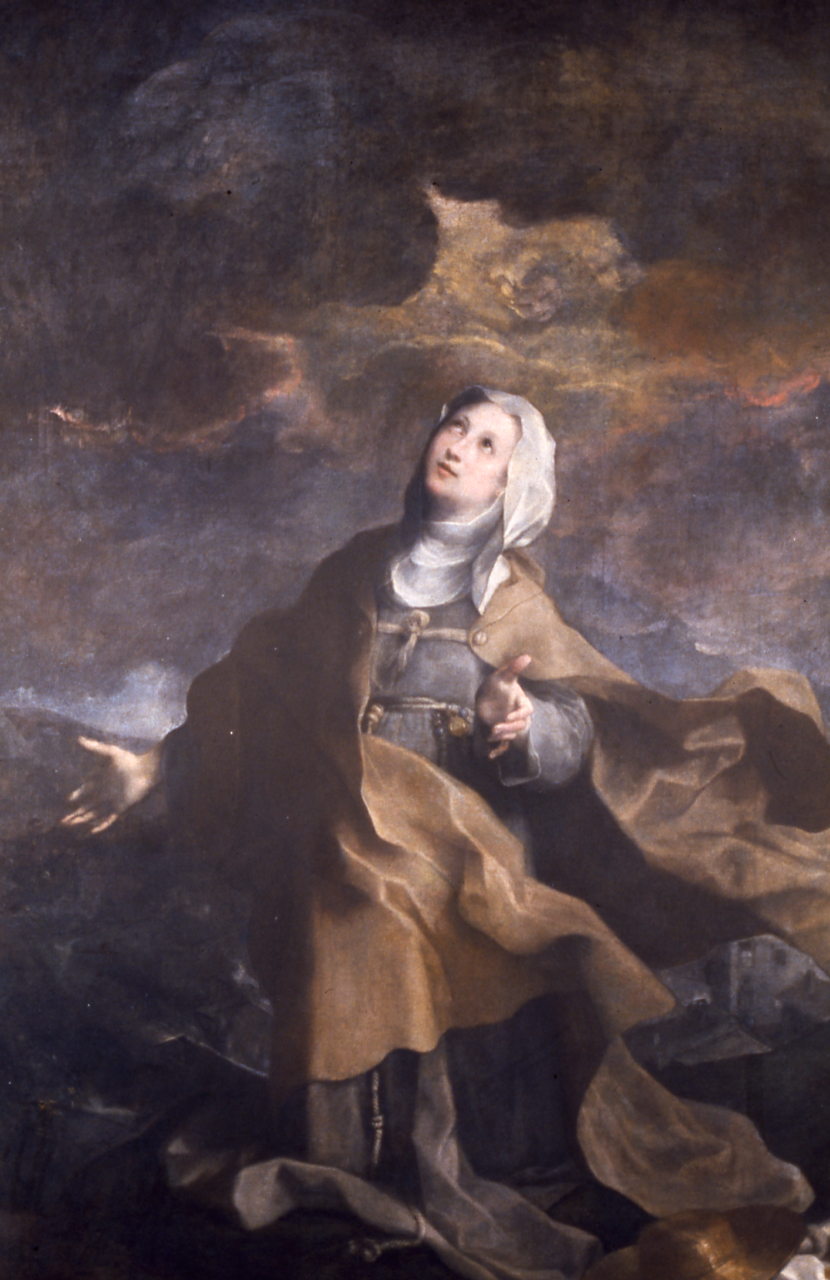
Sant’Orsola de Palma le Jeune

### Collégiale de Sant’Esuperanzio de Cingoli (MC)
La collégiale de Sant’Esuperanzio est l’édifice religieux le plus important de la ville de Cingoli, dans les Marches. Il se trouve dans la via Sant’Esuperanzio et représente un exemple remarquable de l’architecture gothique de la région. Le premier document qui mentionne l’église de saint Esuperanzio remonte au 24 mai 1139 lorsque le pape Innocent II confirmait sa propriété au monastère de Fonte Avellana. En outre dans la bulle du pape Lucius III du 4 avril 1184 et dirigée à l’abbé de Valfucina sont énumérés les biens de l’abbaye parmi lesquels l’église sant’Esuperanzio qui prouve que l’église avait la même apparence qu’actuellement. L’intérieur contient des fresques attribuées à Antonio Solario et Arcangelo di Cola de l’école de Camerino.

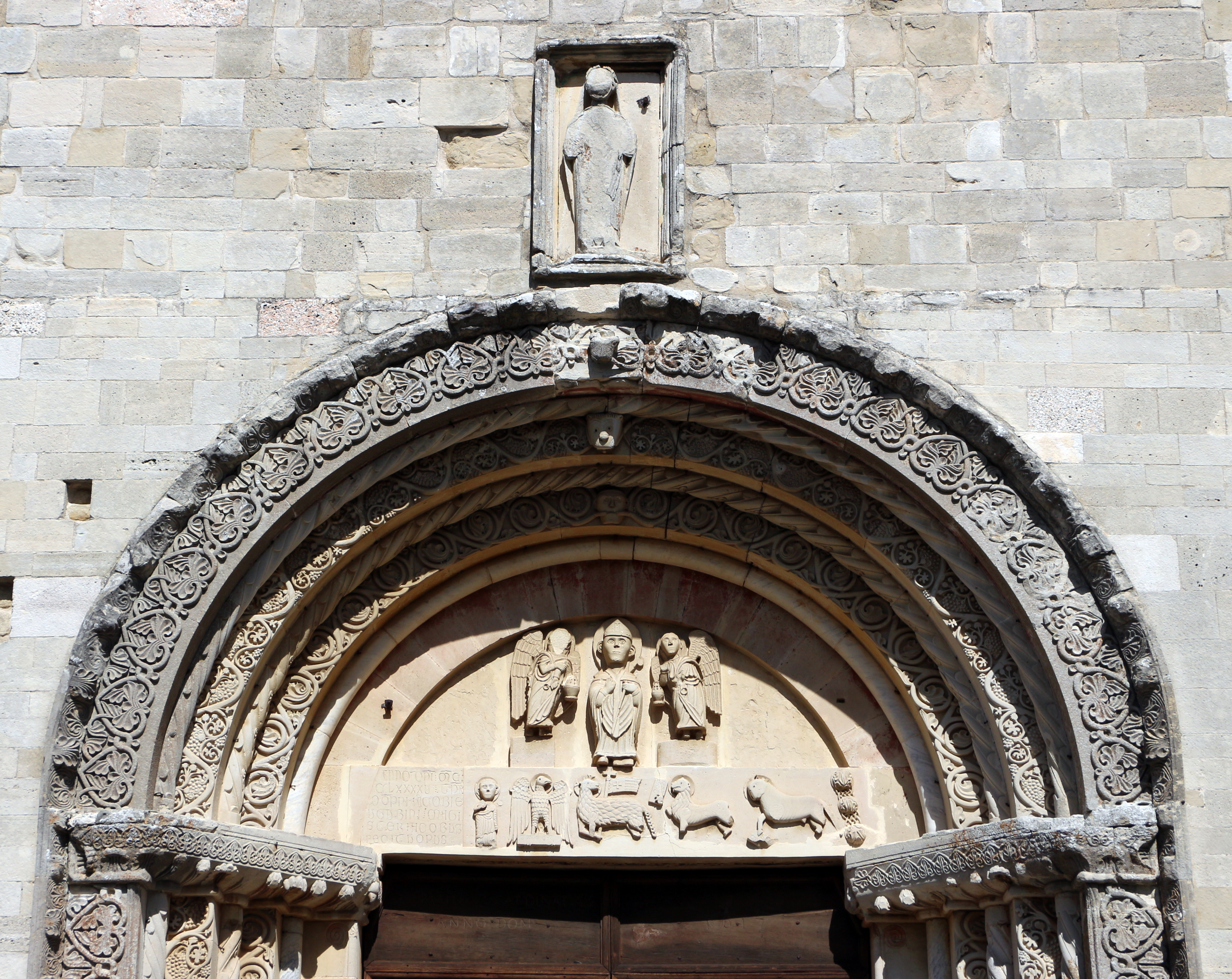
Lunette de Jacopo da Cingoli (1295)
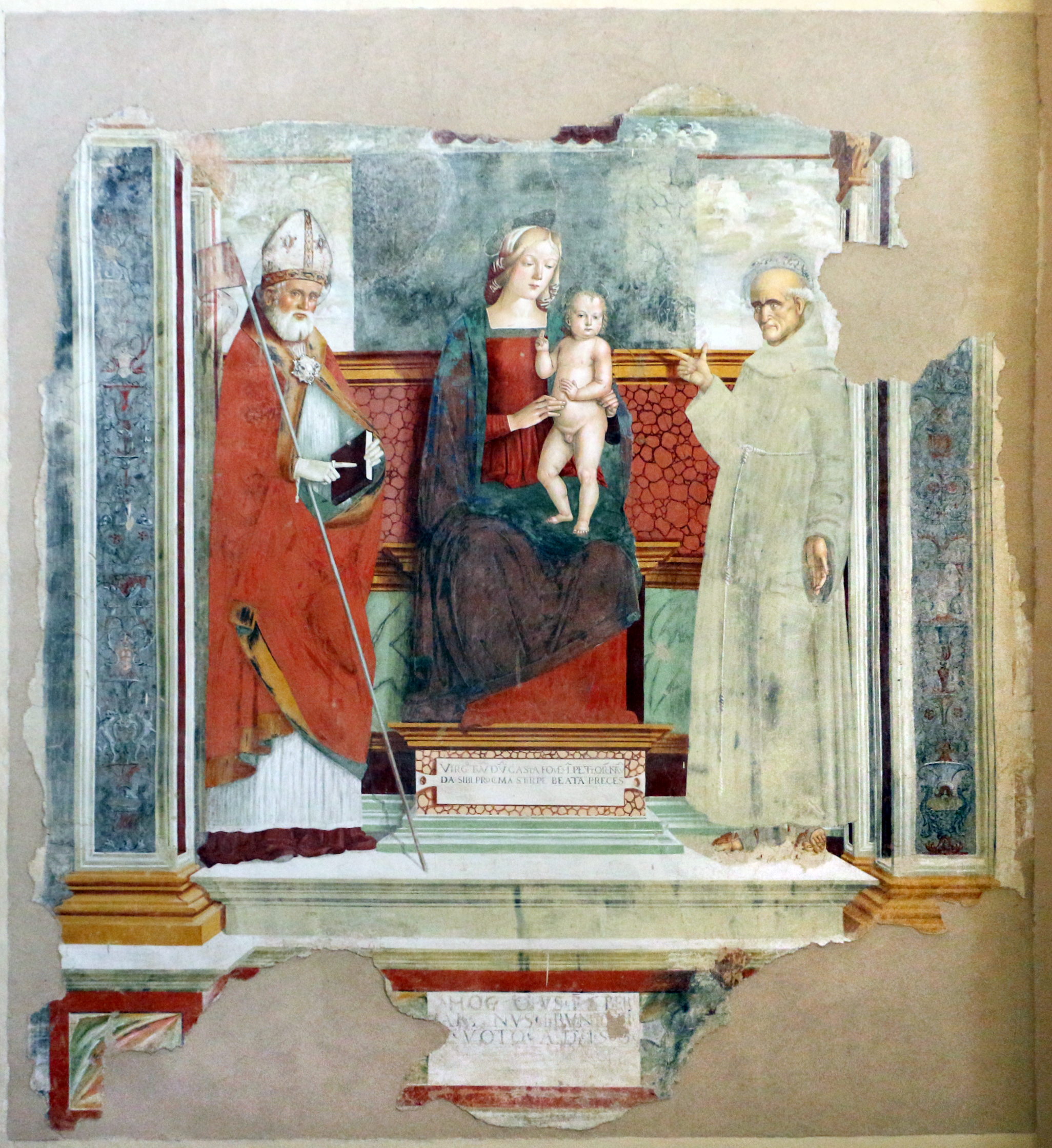
Madone à l’Enfant entourée des saints Esuperanzio et Barnardino attribuée à Antonio Solario
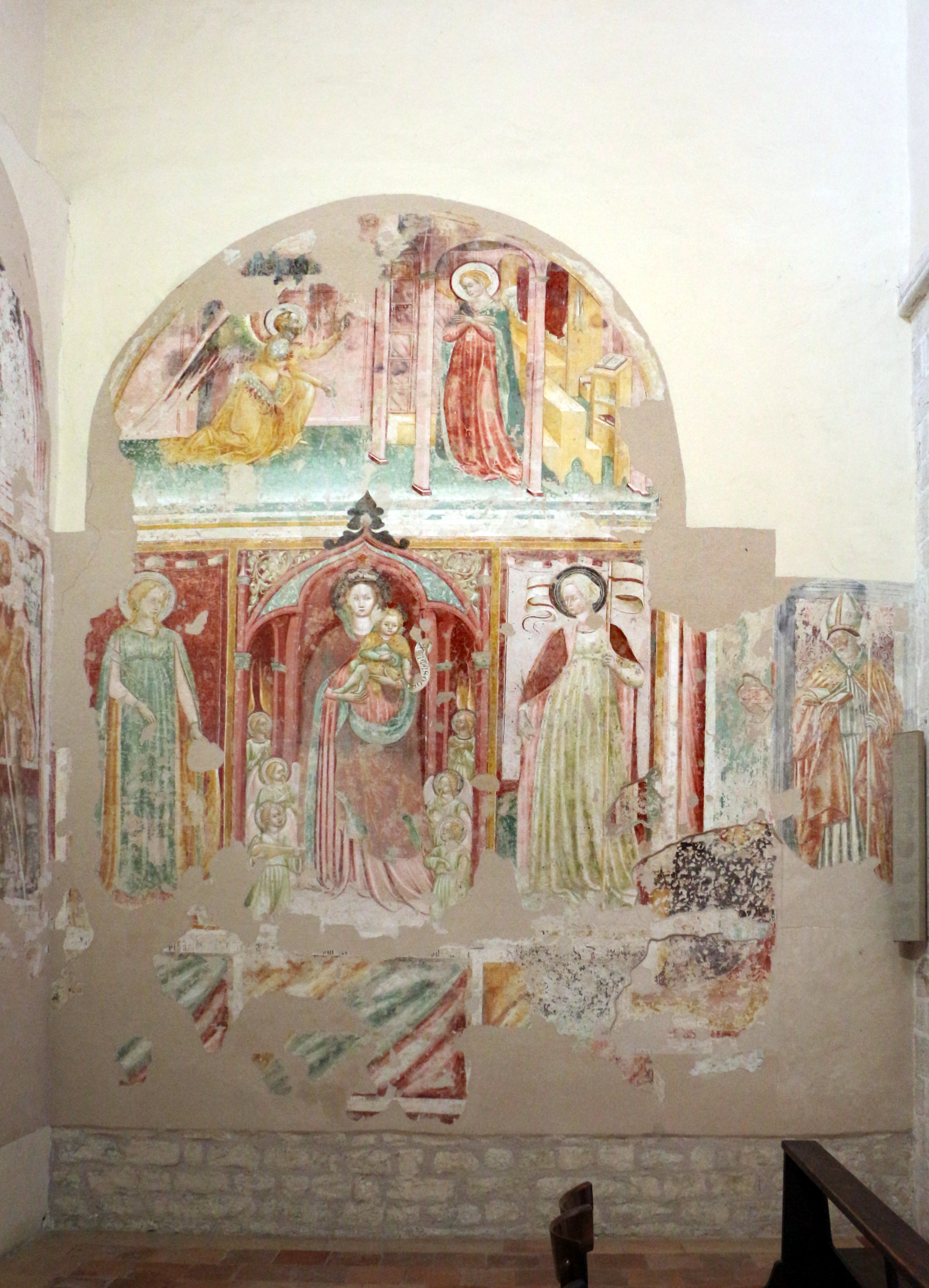
Annonciation avec Enfant entre deux saintes (attr. Arcangelo di Cola)

### Abbaye de Rambona (MC)
L’abbaye de Rambona se trouve dans la localité de Rambona, dans le territoire communal de Pollenza, dans la province de Macerata, le long de la moyenne vallée du fleuve Potenza. Le bâtiment du IXe siècle, récemment identifié, est d’une grande importance historique et artistique puisqu’il représente l’un des rares témoignages en Europe de l’architecture carolingienne. La crypte, les trois absides et le presbytère sont le fruit d’un agrandissement en style roman advenu au cours des XIe et XIIe siècles. Le monastère bénédictin a été complètement perdu, mais il fut très puissant dans le haut Moyen Âge; sa juridiction s’étendait sur un territoire très vaste qui allait des Monts Sibyllins à l’embouchure du fleuve Potenza. Au cours de ces siècles, l’église était dédiée aux saints Flavien, Grégoire et Sylvestre et ce n’est qu’au XIVe siècle qu’elle fut dédiée à la Vierge de l’Assomption et nommée Sainte Marie de Rambona. Avec la réforme de Cluny, l’abbaye passa dans la propriété de l’Ordre cistercien et commença à perdre son autonomie en voyant surgir à peu de distance l’Abbaye de Fiastra. Au XVe siècle, ces territoires subissent la conquête de Francesco Sforza, qui fait incendier l’abbaye et d’ici commence une longue période d’abandon.

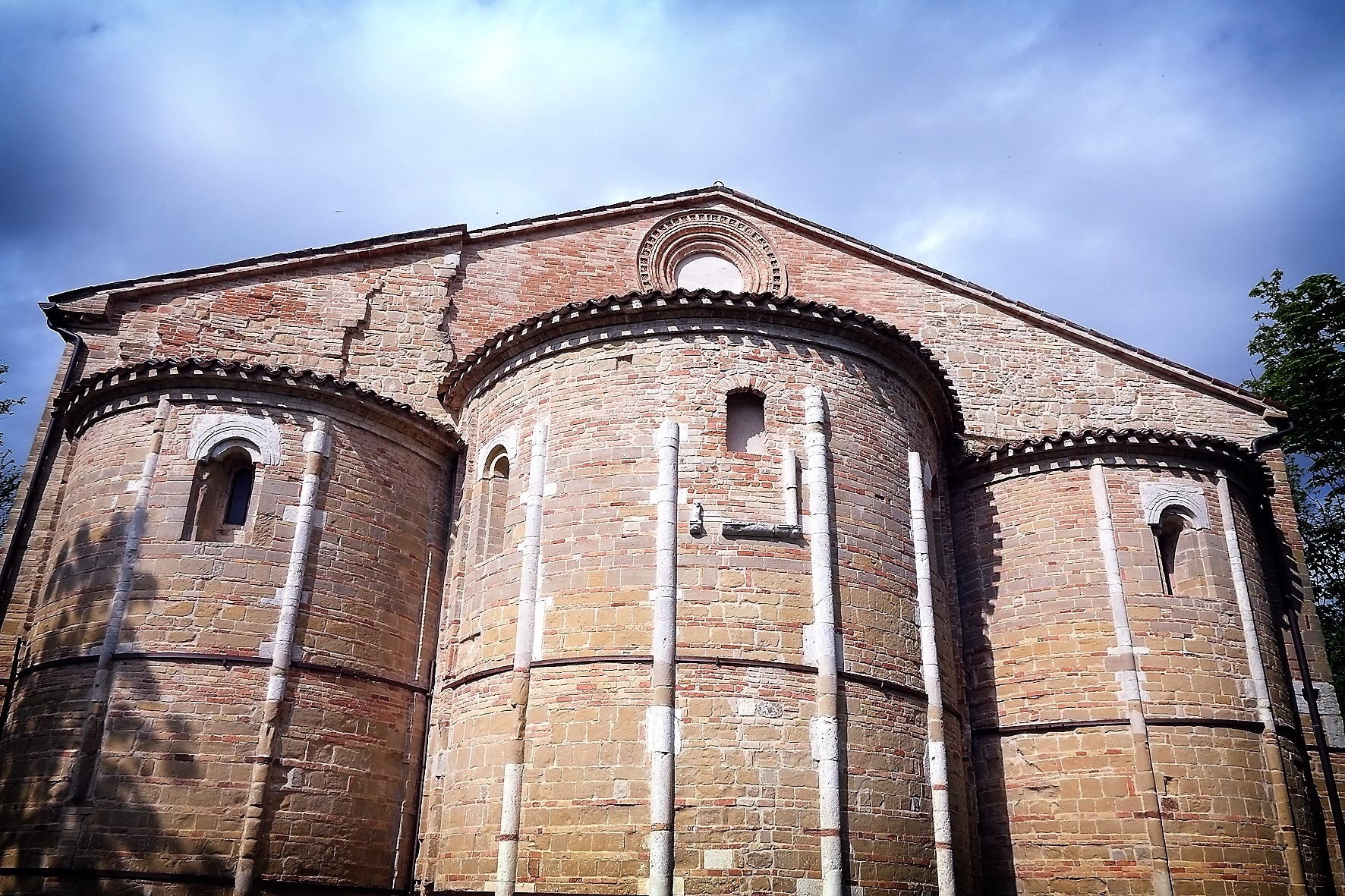
Abbaye de Rambona
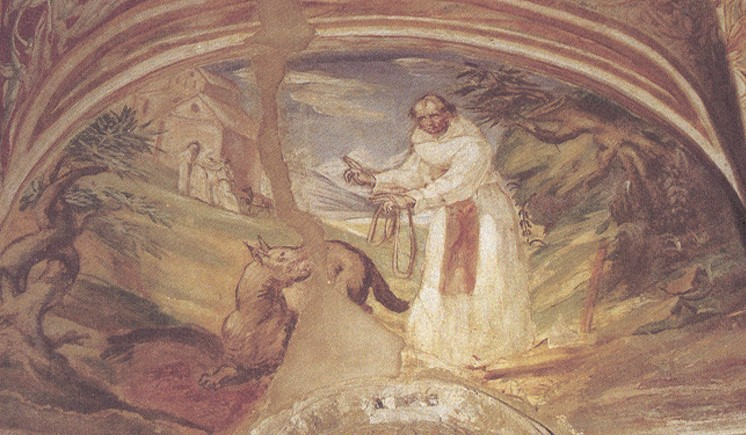
Fresque représentant Sant’Amico
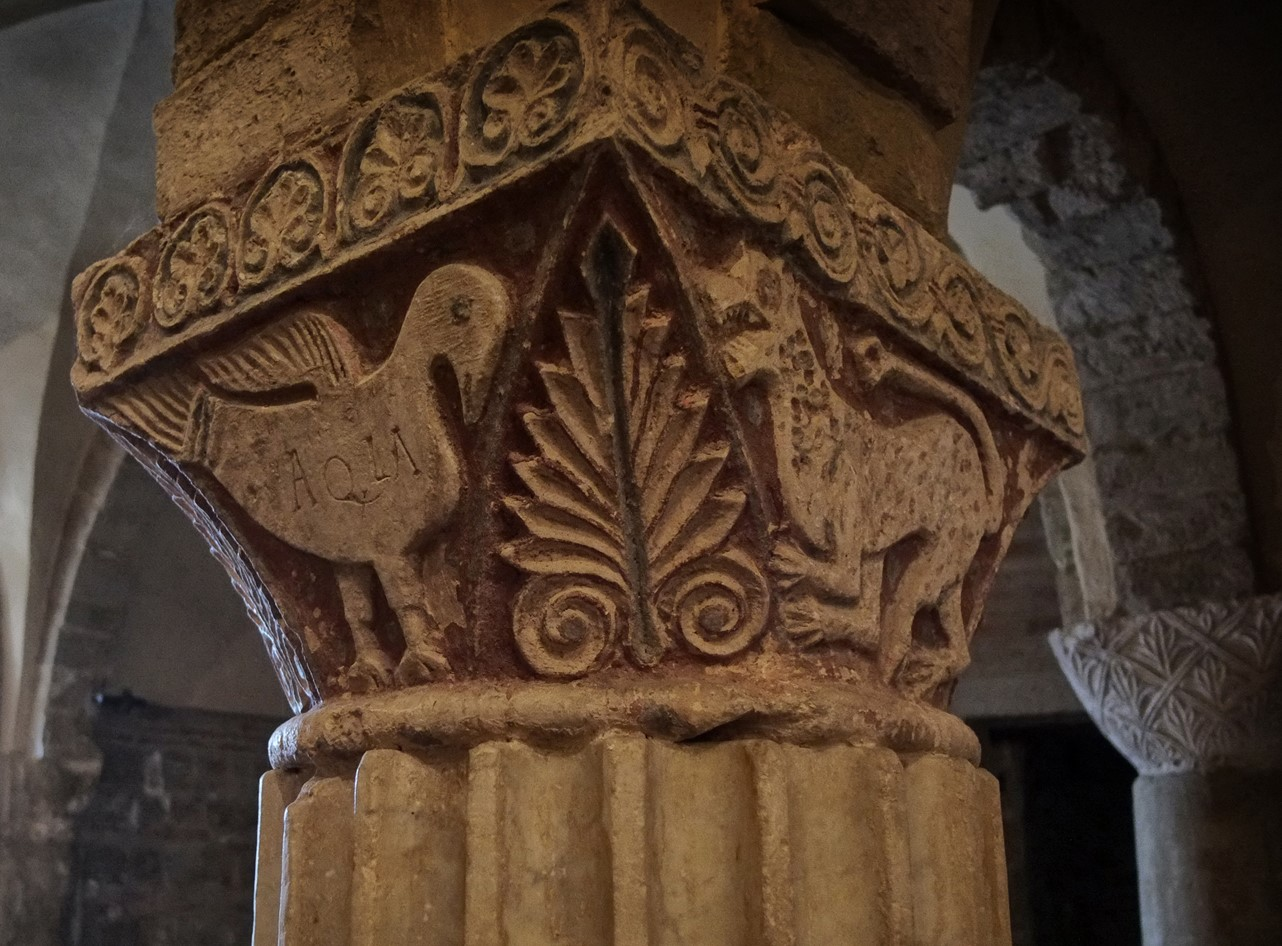
chapiteau de la cripte

## Églises de la Renaissance

### La Sainte Maison de Lorette
La Sainte Maison de Lorette (couramment nommée La Santa Casa en italien ou Holy House en anglais ) est selon la tradition chrétienne occidentale, la Maison où Jésus-Christ fut conçu par le Saint-Esprit en la Vierge Marie. Rapportée de Terre Sainte aux environs d'avril 1291, elle est vénérée dans la ville de Loreto, en province d'Ancône, dans la région des Marches, en Italie centrale. C'est le premier sanctuaire marial international consacré à la Vierge Marie.
La Sainte Maison se trouve aujourd’hui au centre de la Nef de la Basilique de Loreto à l'intérieur d’un revêtement dessiné par Bramante.

Lieu et objet du pèlerinage le plus important d’Occident durant près de trois siècles, notamment par la via Lauretana reliant Rome à Loreto, la Sainte Maison présente en son sein la statue de la Madone, statue originelle de type Vierge noire, et conservait jusqu’aux spoliations napoléoniennes de 1797 où la Sainte Maison fut mise sous scellé, les reliques les plus importantes du culte marial, à savoir le manteau de la Vierge et les saintes écuelles (Vaisselle de la Sainte Famille).

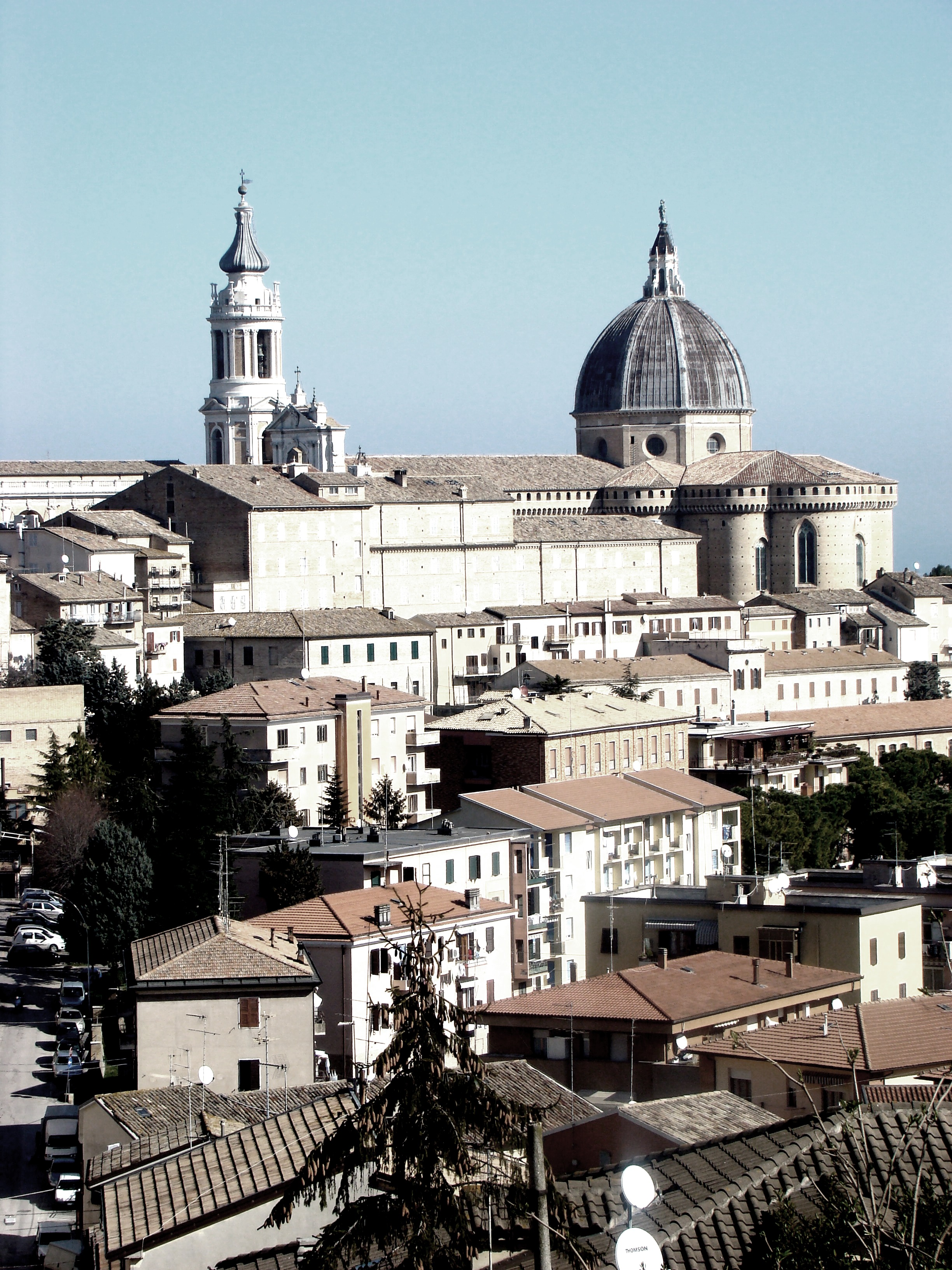
Vue générale de Loreto
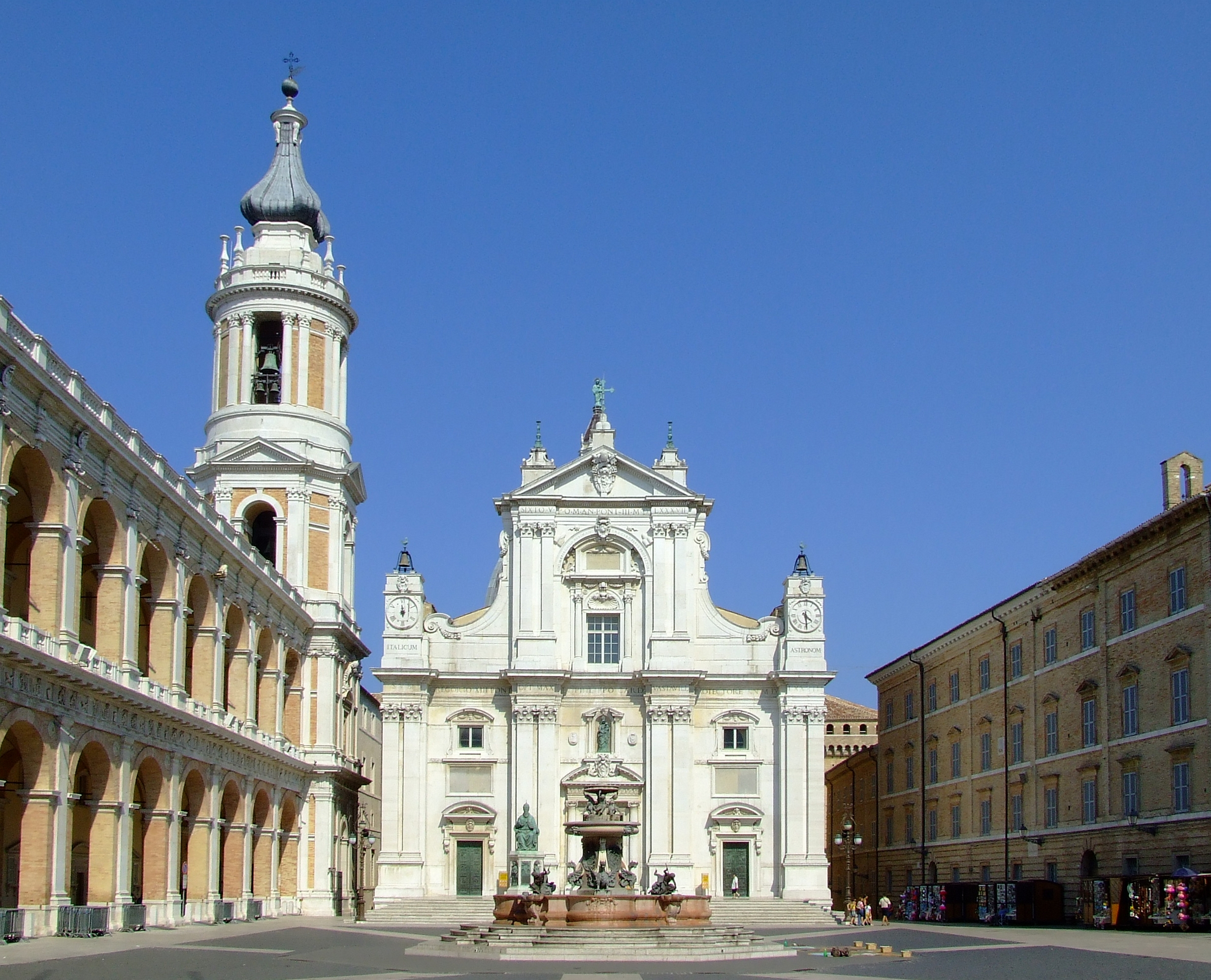
façade de la Basilique contenant la Sainte Maison de Lorette avec, à gauche, le Campanile de Luigi Vanvitelli, depuis la Place de la Madone
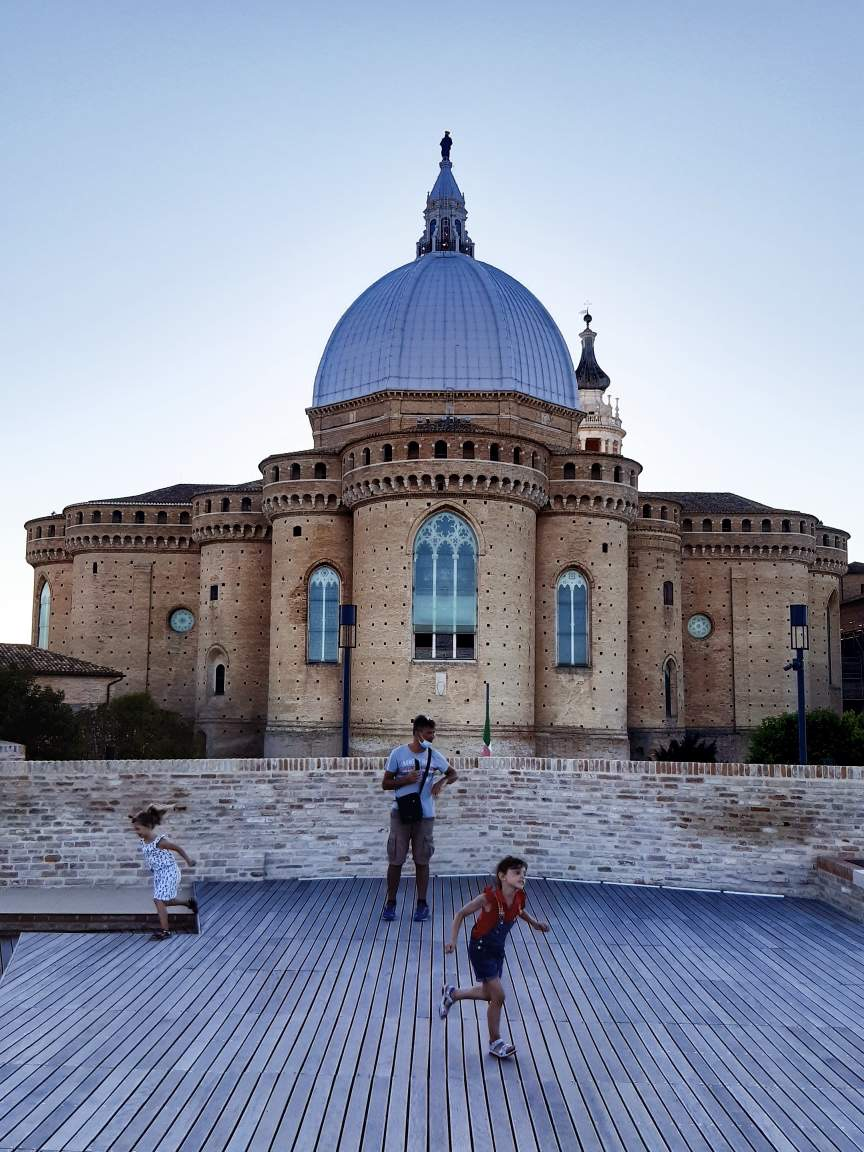
Vue sur les absides de la Basilique de Lorette et la coupole de Giuliano da Sangallo depuis le Parc de la Rimembranza

### LeBarcoducal d’Urbania (PU)
Le complexe originel, désormais disparu, remonte au XIIIe siècle : il doit sa construction aux franciscains de Castel delle Ripe qui ont fui leur siège primitif après la destruction du village (1277). Les comtes Brancaleoni offrirent alors aux frères une forêt au nord du village naissant de Casteldurante et ces derniers y fondèrent un petit ermitage, le dédiant à saint Jean-Baptiste. Au même endroit, par Francesco di Giorgio Martini en 1465, le duc Frédéric III de Montefeltro implante sa réserve de chasse, appelée le Barco. Le complexe a subi au cours des siècles plusieurs remaniements : la conformation actuelle, avec l’église en croix latine située au centre d’un grand édifice accueillant les locaux de l’ancien couvent, est le résultat des travaux achevés dans la seconde moitié du XVIIIe siècle. Sur le maître-autel de l’église trône un crucifix en bois majestueux du XVIe siècle ; sur les côtés, deux portails en pierre permettent l’accès au chœur en bois à l’arrière. Sur le mur de l’abside et les autels latéraux l’on trouvent des œuvres picturales remarquables, représentant l’Assomption dans le ciel avec Saint Jean-Baptiste, Saint François d’Assise et Saint Louis IX de Sebastiano Conca (abside), Notre-Dame du Rosaire avec les Saints Dominique, Antonio da Padova, Margherita da Cortona, Romualdo, Giacomo della Marca de Gianfrancesco Ferri (autel de gauche), San Pasquale Baylon encore de Sebastiano Conca (autel de droite). La sacristie actuelle fut initialement conçue comme mausolée pour Frédéric III de Montefeltro : ici est encore évidente la main de Francesco di Giorgio Martini.

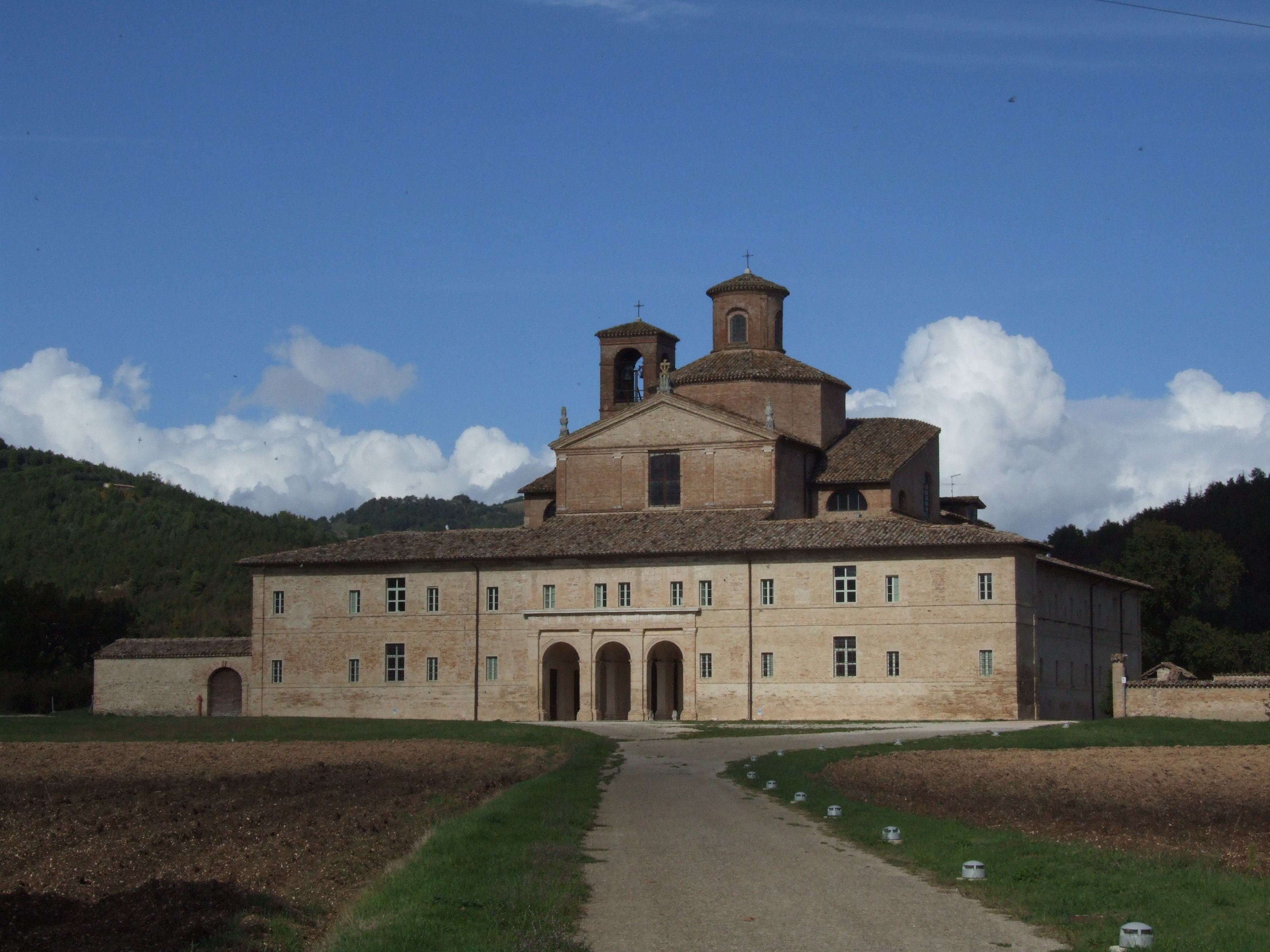
Vue générale du Barco d'Urbania
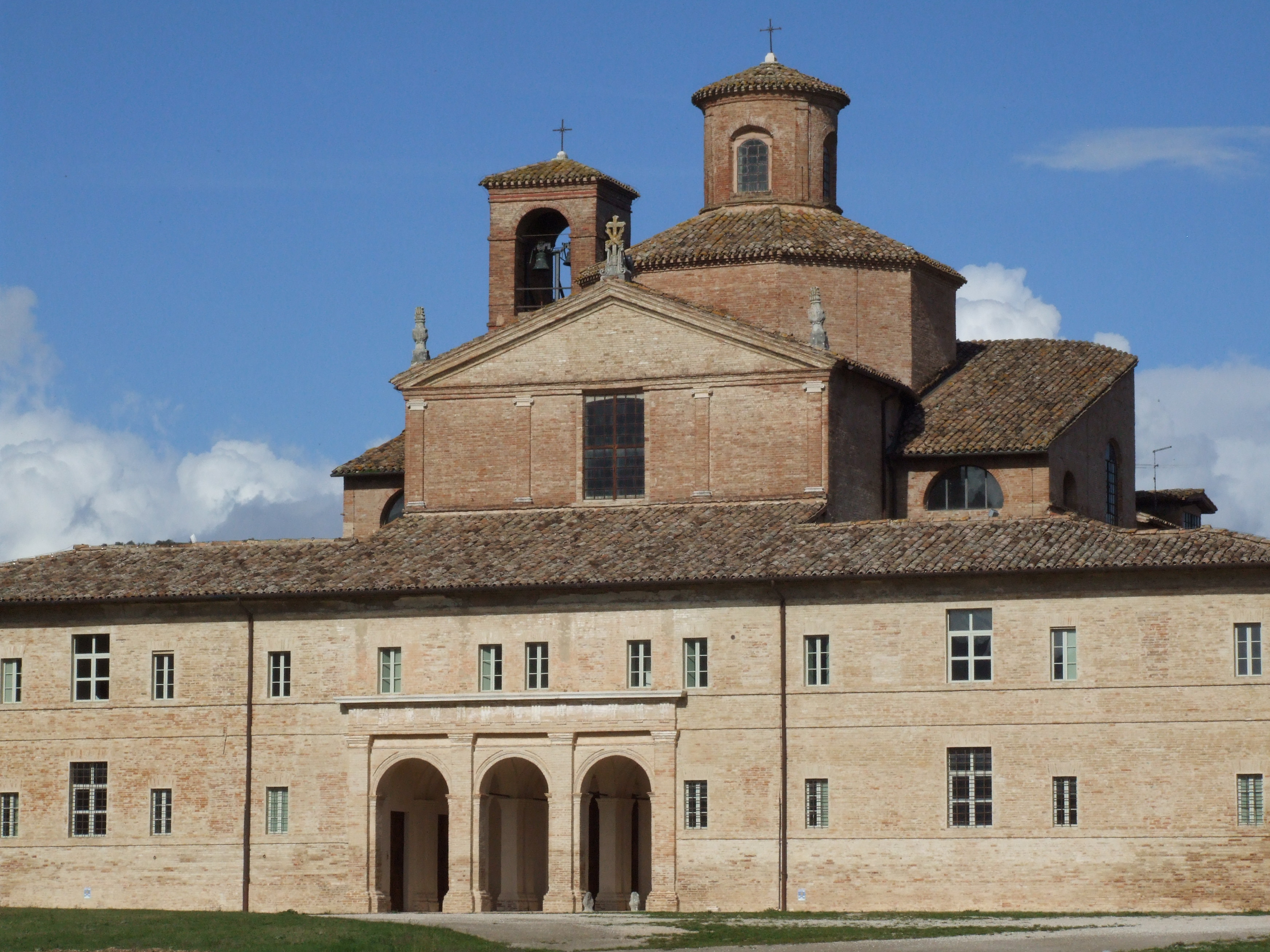
Barco ducal d'Urbania
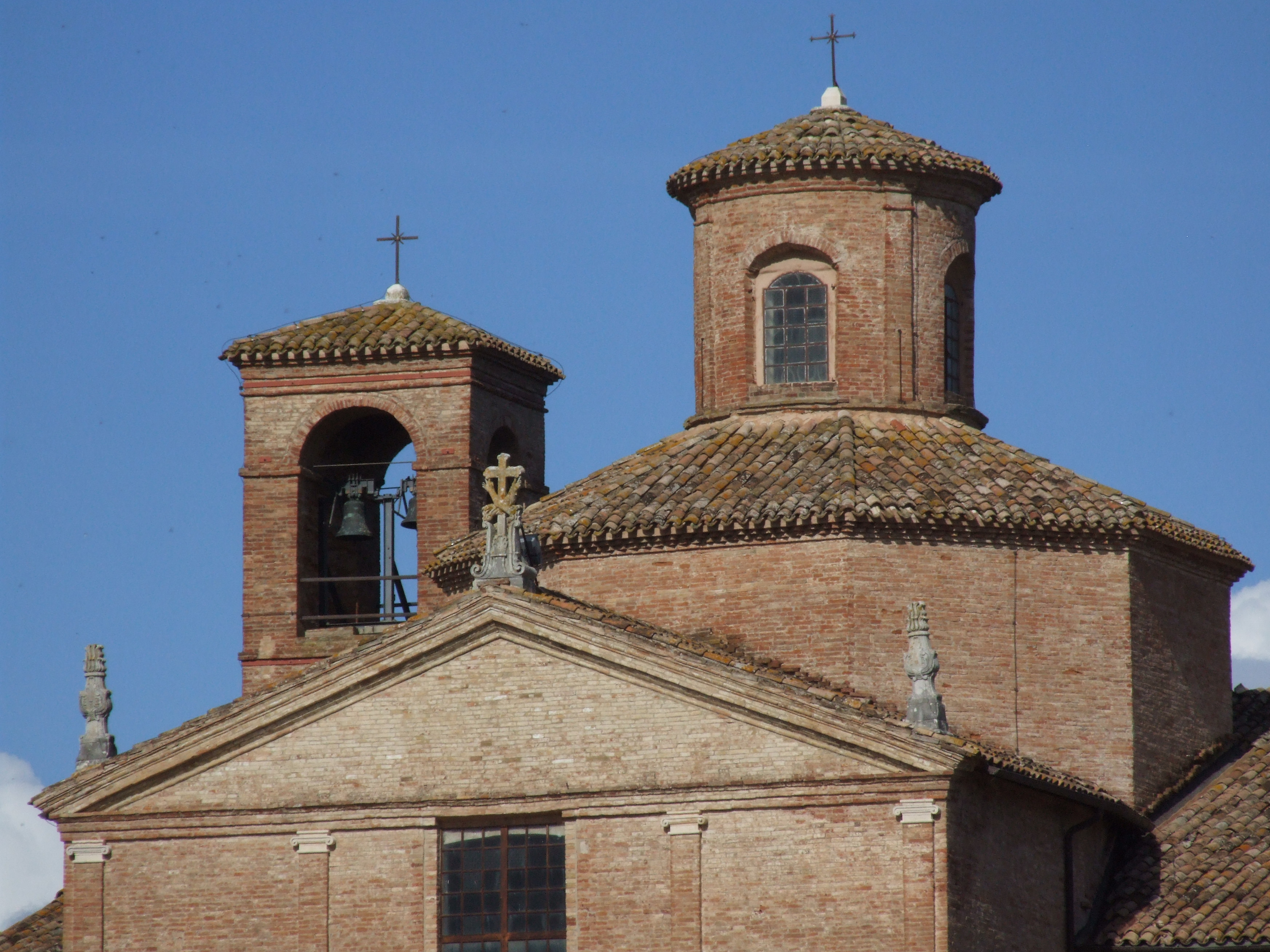
Lanterne et campanile du Barco

### Sanctuaire de Macereto (MC)
Le sanctuaire de Macereto est un complexe religieux qui se dresse à une hauteur d’environ 1 000 mètres d’altitude. sur le plateau homonyme du versant occidental des Monts Sibyllins, dans le territoire communal de Visso. À proximité se trouvait autrefois le château des comtes de Fiastra. Il a été déclaré monument national en 1902. Il s’agit de l’une des plus grandes expressions bramantesque de l’architecture Renaissance du XVIe siècle dans les Marches.

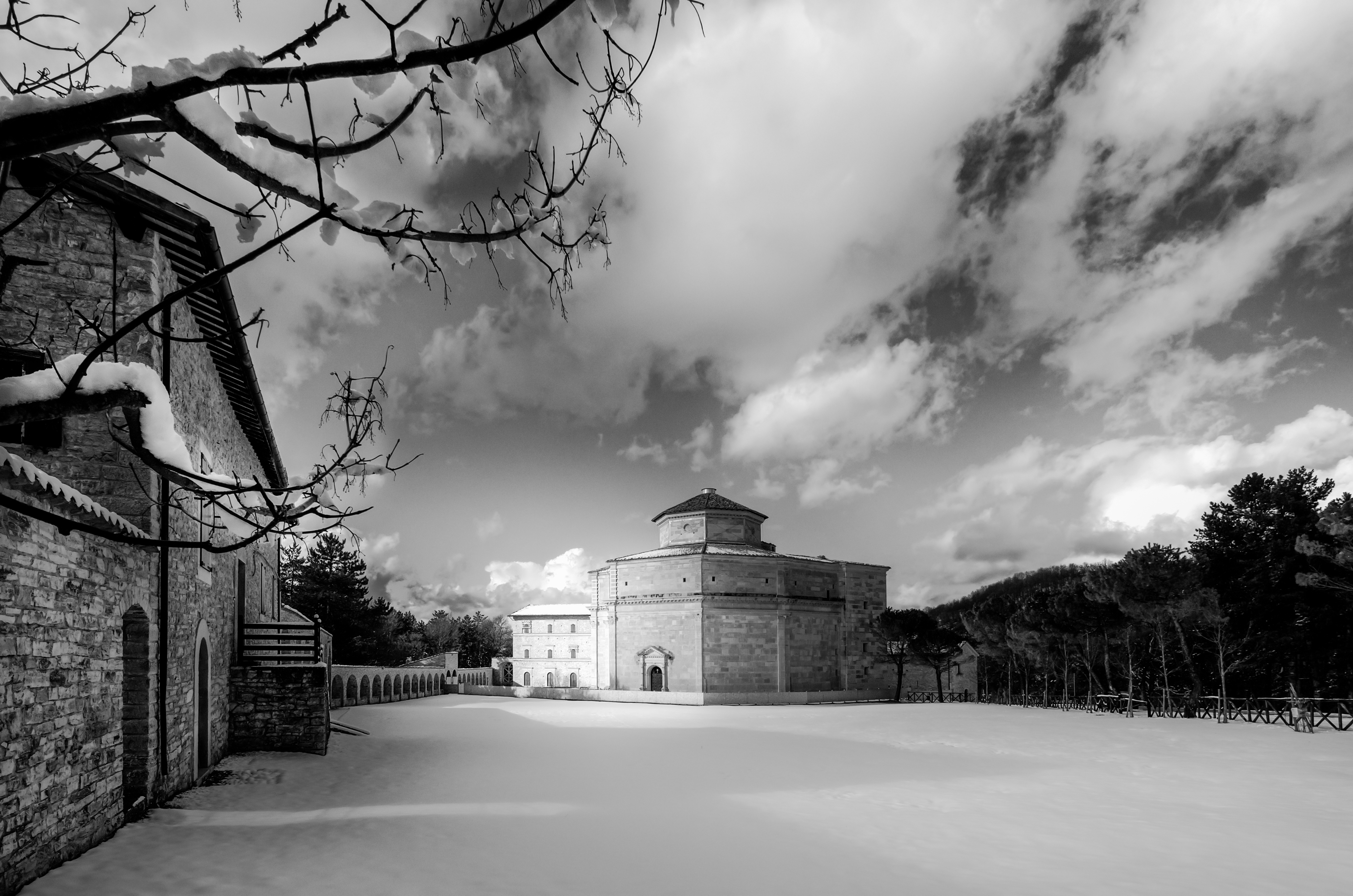
Sanctuaire de Macereto
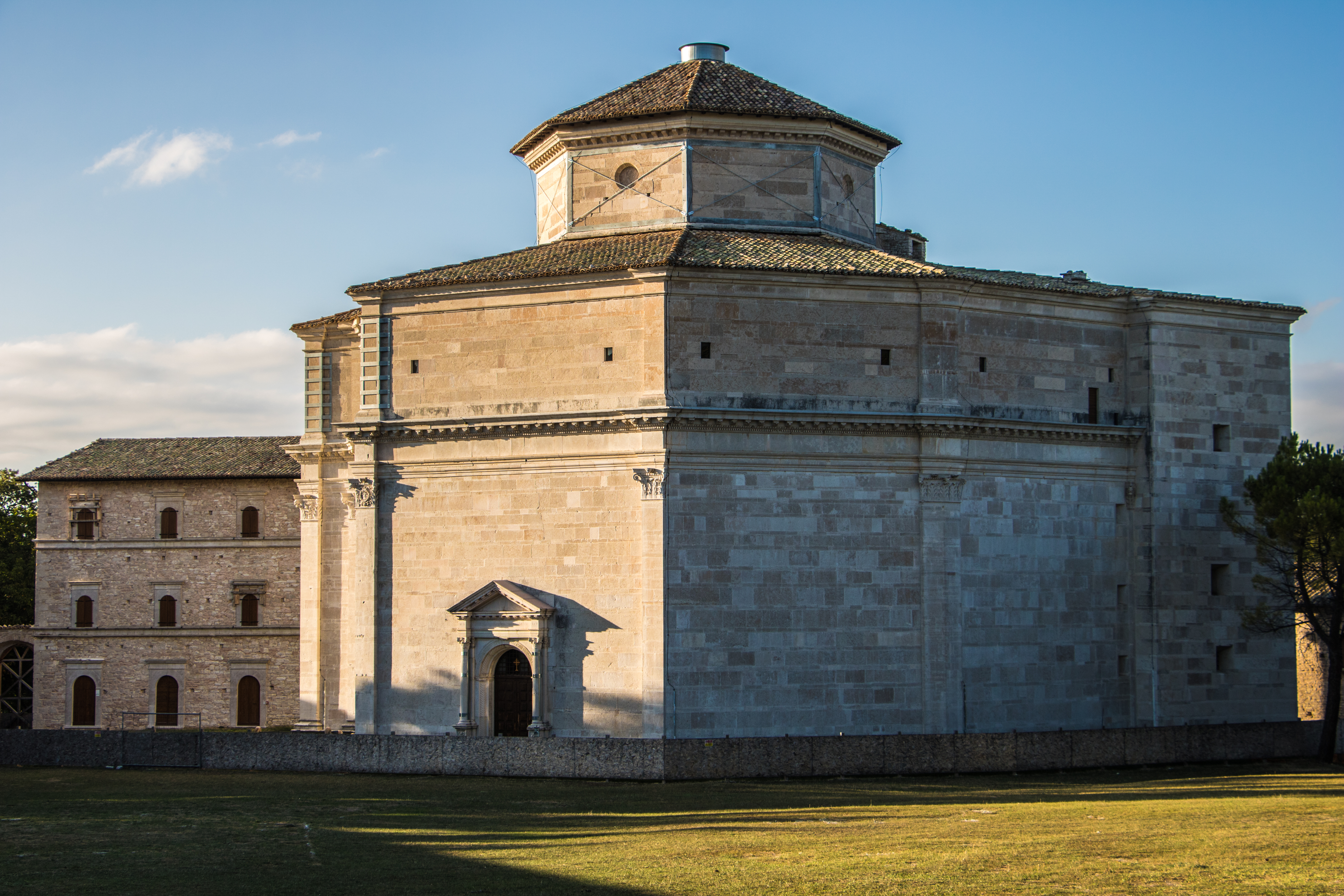
Structure octogonale du sanctuaire
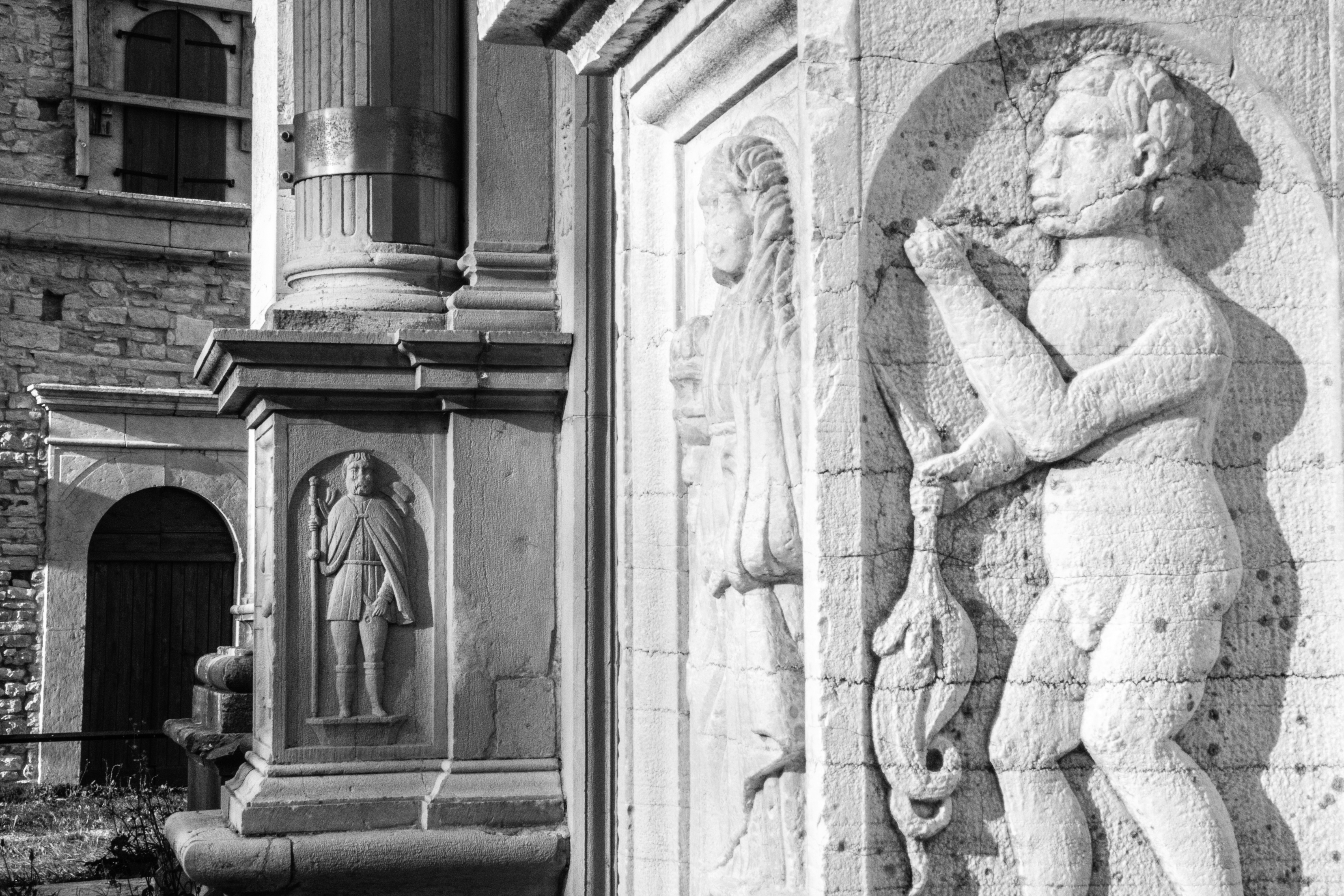
détails

### Basilique Lateranense di Maria Santissima àSant'Elpidio a Mare(FM)
La basilique Lateranense di Maria Santissima della Misericordia est une église catholique de style Renaissance située sur la Piazza Matteotti dans la ville de Sant’Elpidio a Mare. La construction de l’actuelle basilique Lateranense a commencé en 1575. En face se trouve la Torre Gerosolimitana, érigée par les Chevaliers Hospitaliers au XIVe siècle. L’intérieur de l’église est orné de stucs élaborés. Il abrite encore un retable à droite de l’autel principal, représentant le Miracle de Santa Marta (1602) d’Andrea Lilli ; des fresques (1603) d’Andrea Boscoli. La nef est ornée de fresques représentant la Naissance de Marie, les Noces de la Vierge et la Vierge de la Misericorde (XVIIe siècle) de Cristoforo Roncalli. Depuis 1974 il abrite un orgue d’église (1757) de Pietro Nacchini.

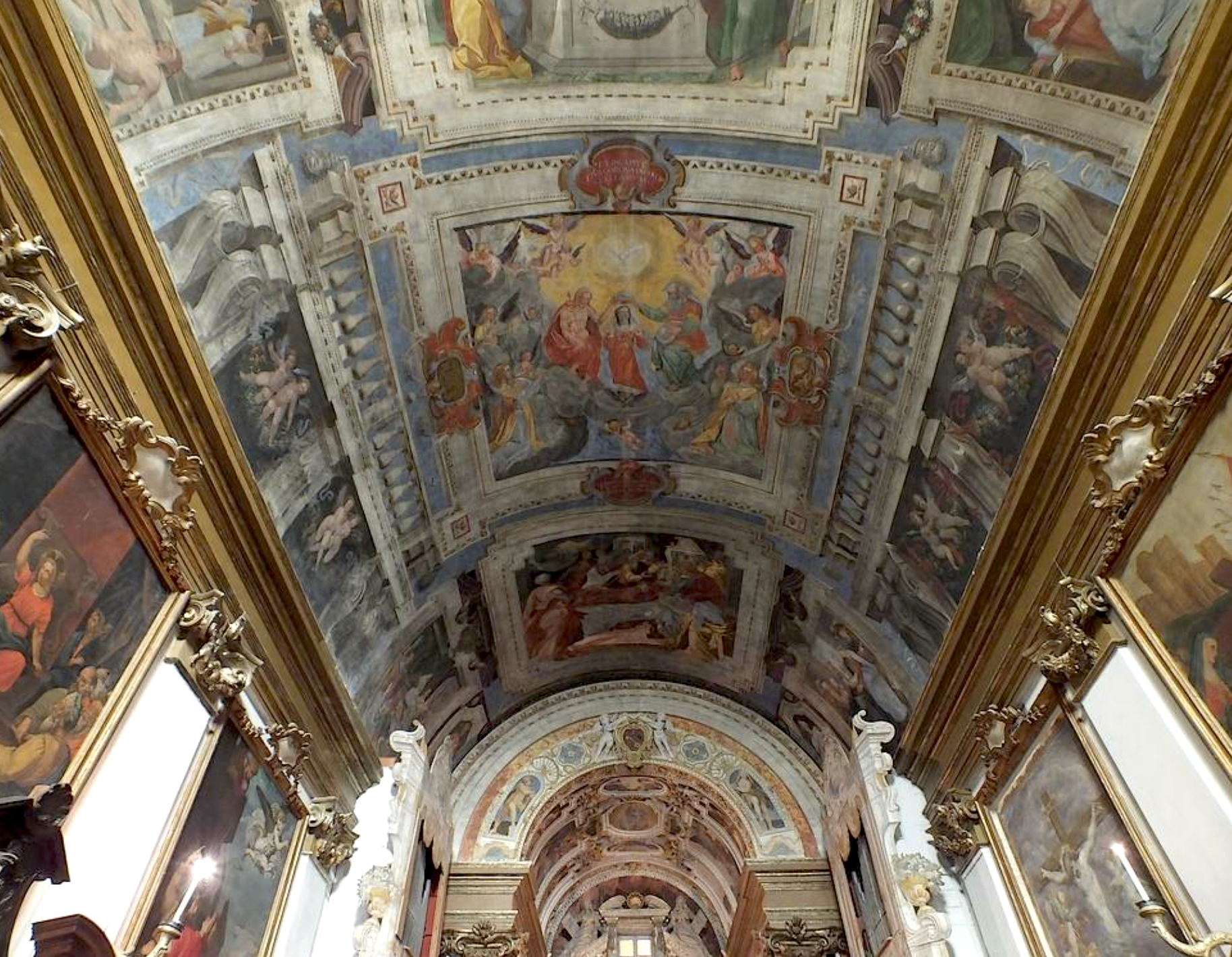
Intérieur de la Basilique Lateranense de Sant’Elpidio a Mare.
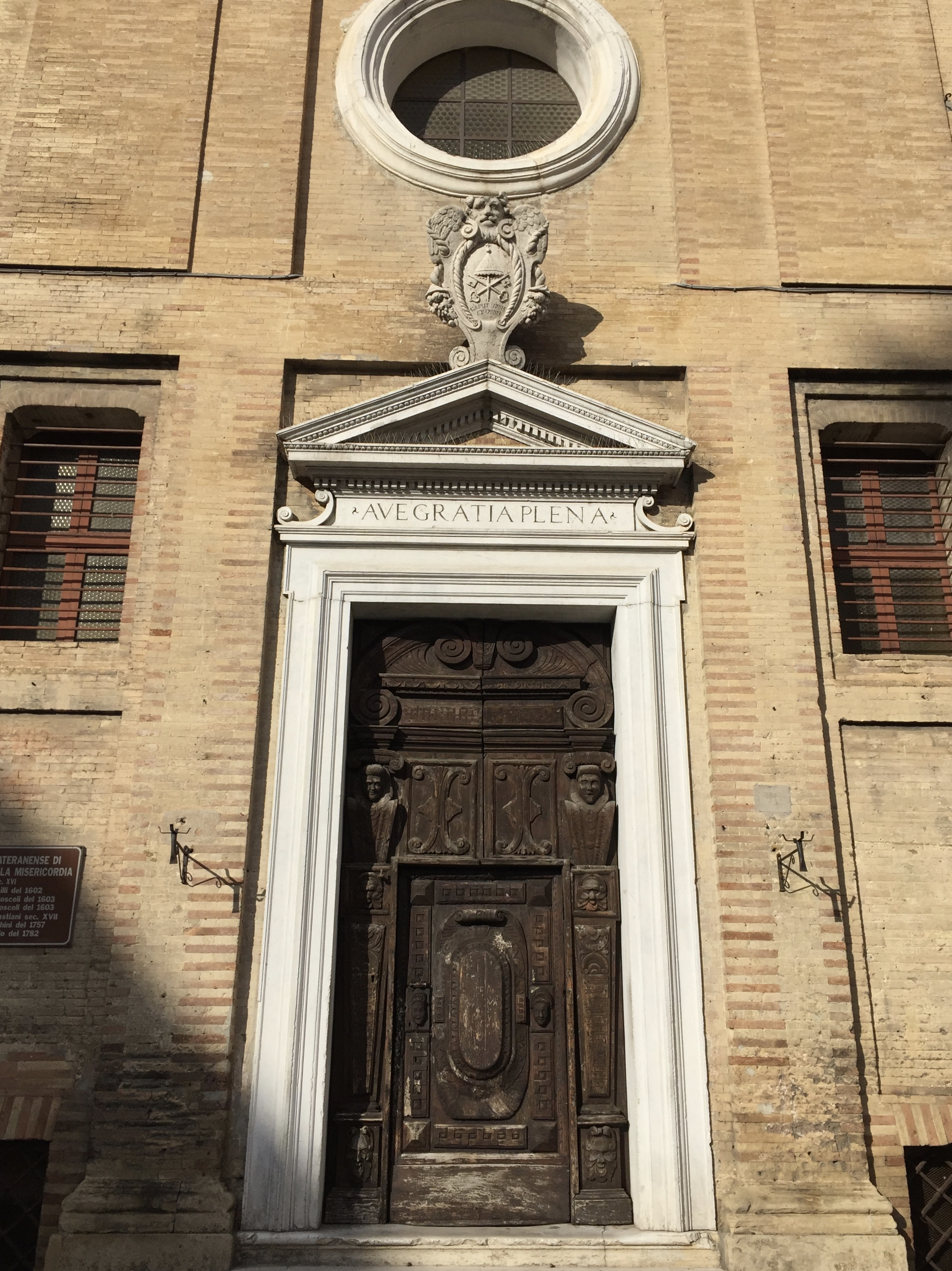
Détail de la Façade de la Basilique
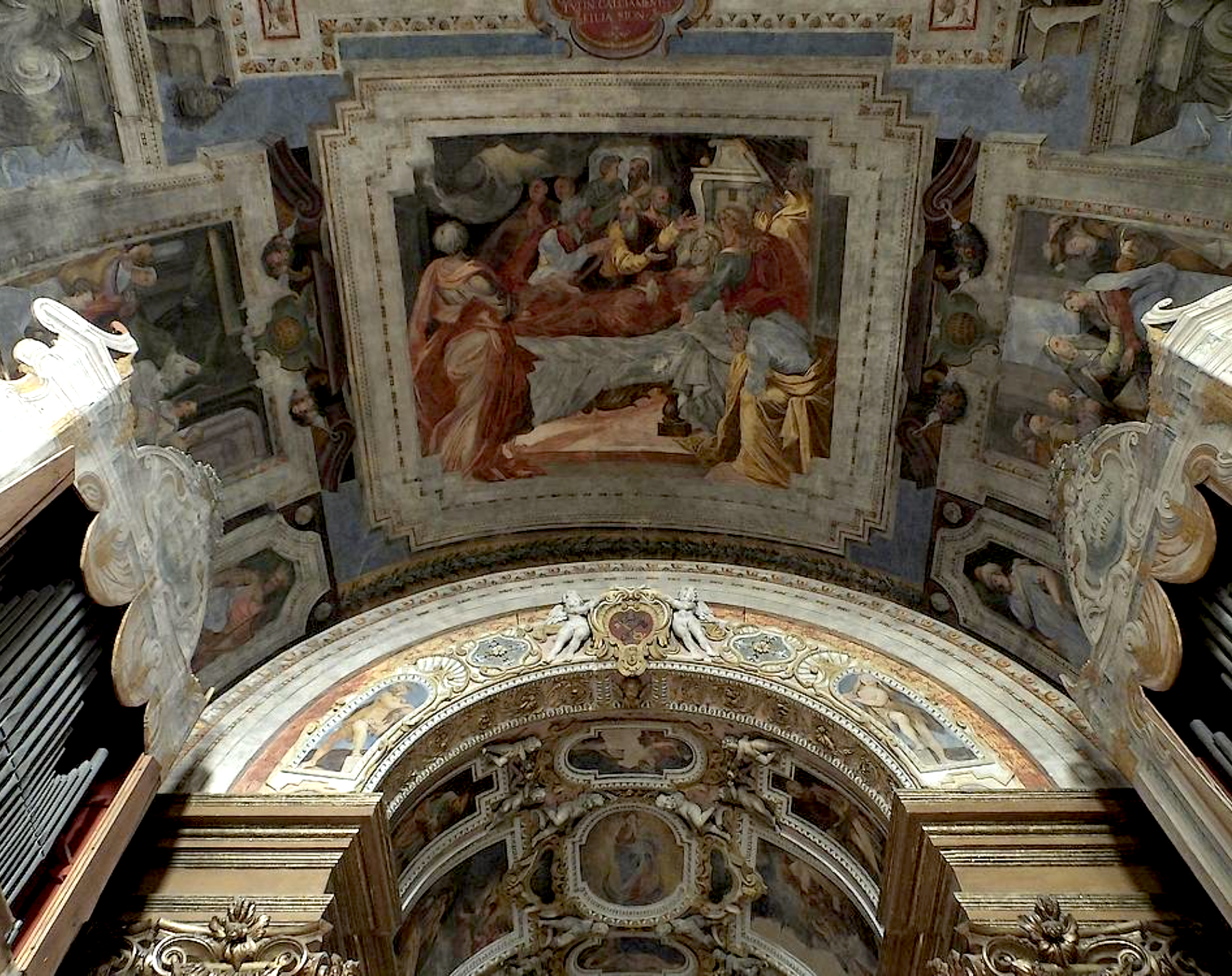
Autre vue de l'intérieur de la Basilique Lateranense de Sant’Elpidio a Mare.

## Églises Baroques

### Église san Benedetto deFabriano(AN)
En 1244, fut érigée une chapelle consacrée le 3 mai 1287 et dédiée aux saints Philippe et Jacques. En 1290, l’édifice est agrandi et en 1323 elle est élevée au rang paroissial par l’évêque de Camerino Bernardo Varano. De cette construction il reste quelques décorations en pierre dans le mur latéral extérieur. En 1590, il fut décidé de reconstruire l’ensemble de l’église-monastère selon les nouvelles tendances maniéristes de l’époque.
L’église est de grandes dimensions mais à nef unique, avec cinq chapelles carrées de chaque côté, abside et rétrocède. La couverture est voûtée en berceau lunetté, et sous le presbytère s’ouvre la crypte, de plan ovale, de 1586, qui conserve les reliques du bienheureux Giovanni Bottegoni, l’un des premiers disciples de Sylvestre, et son haut-relief du XIVe siècle. De nombreuses œuvres d’art y sont conservées, comme les toiles exécutées par Francesco Vanni, Giovanni Francesco Guerrieri et d’’Orazio Gentileschi, un Chœur en bois, dans l’arrière-chœur, œuvre de Manno da Benincasa en 1427, et une Vie de Saint Sylvestre, cycle de fresques de Simone de Magistris.

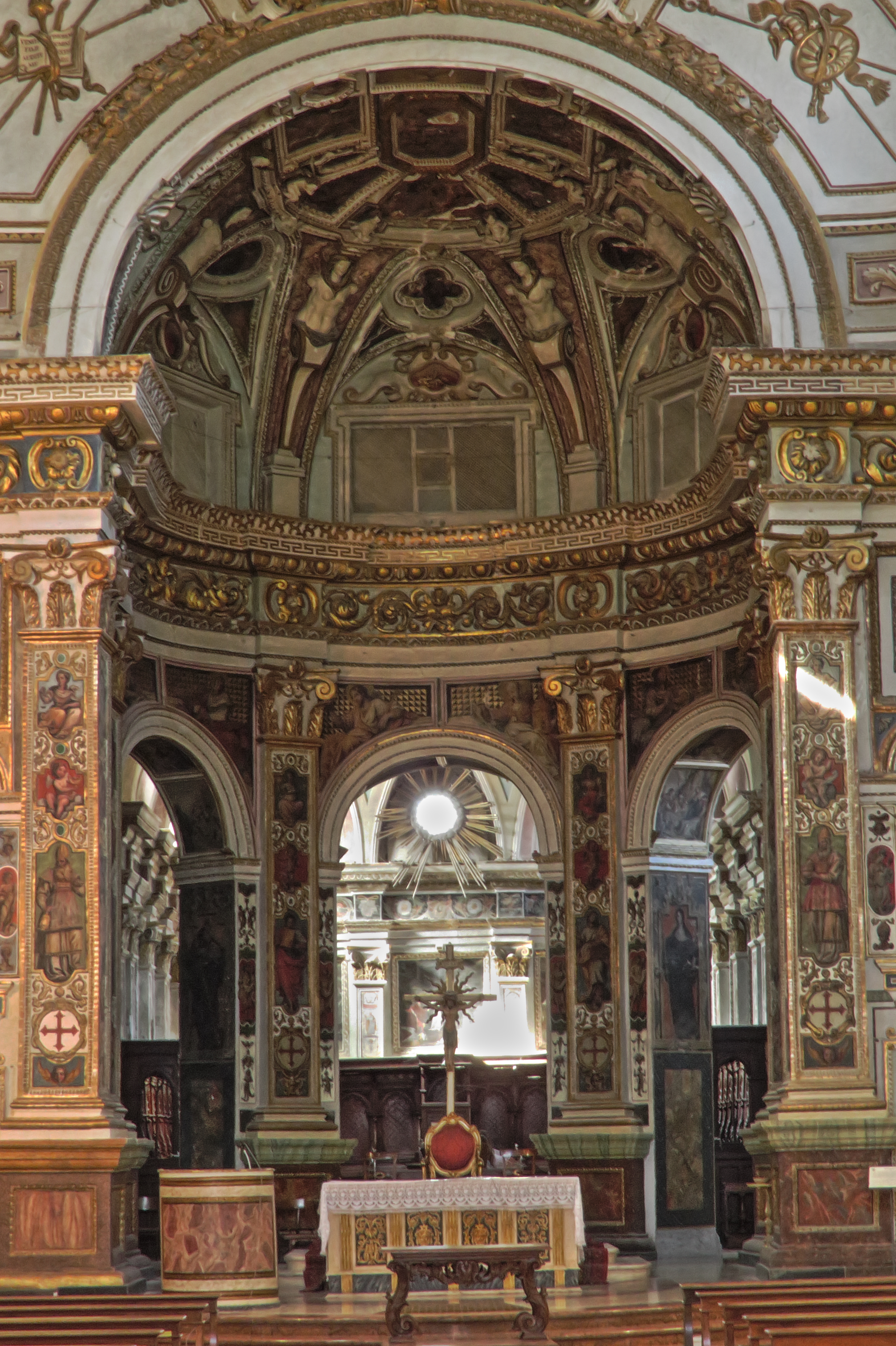
Chapelle
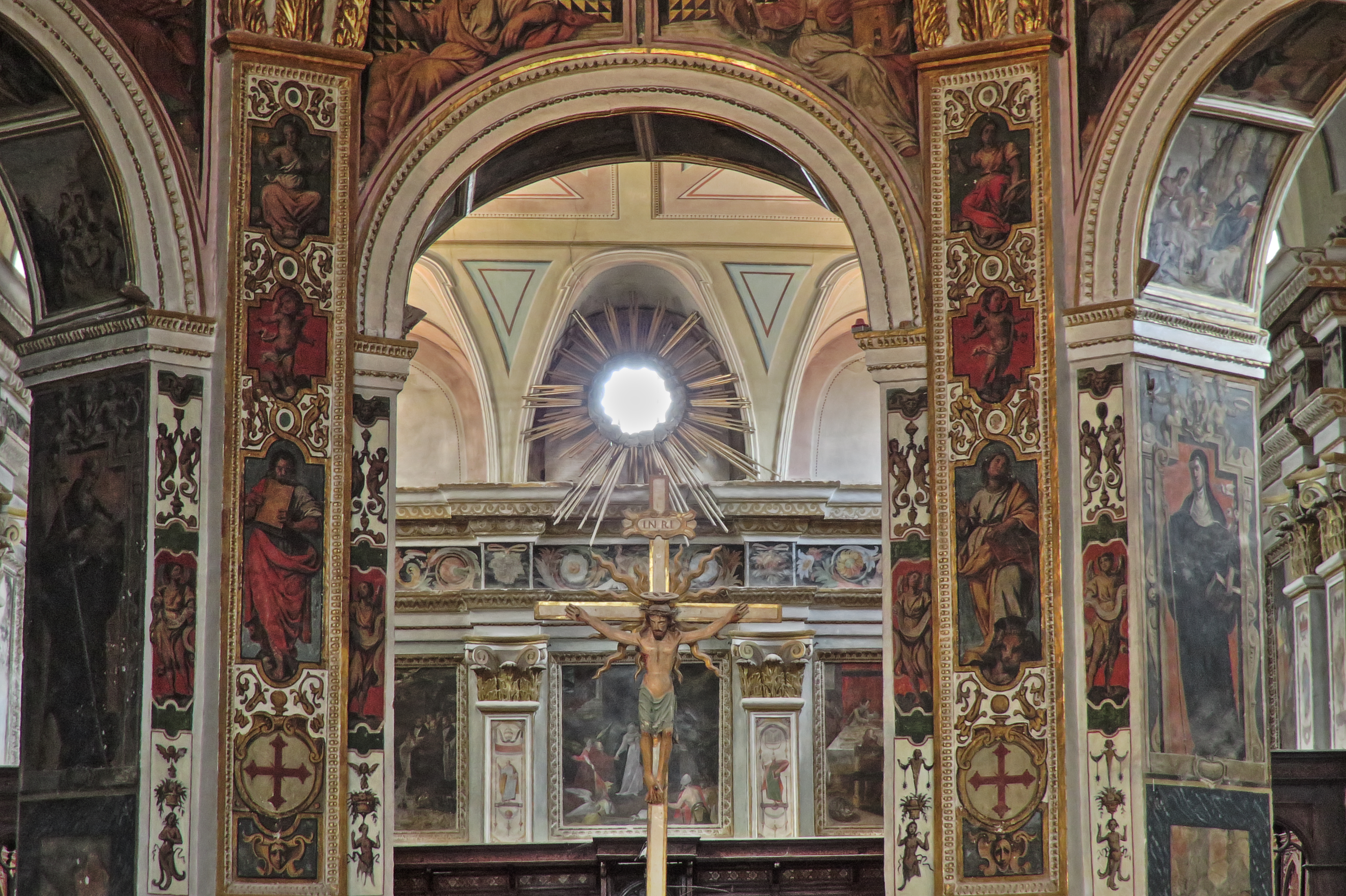
intérieur de san Benedetto
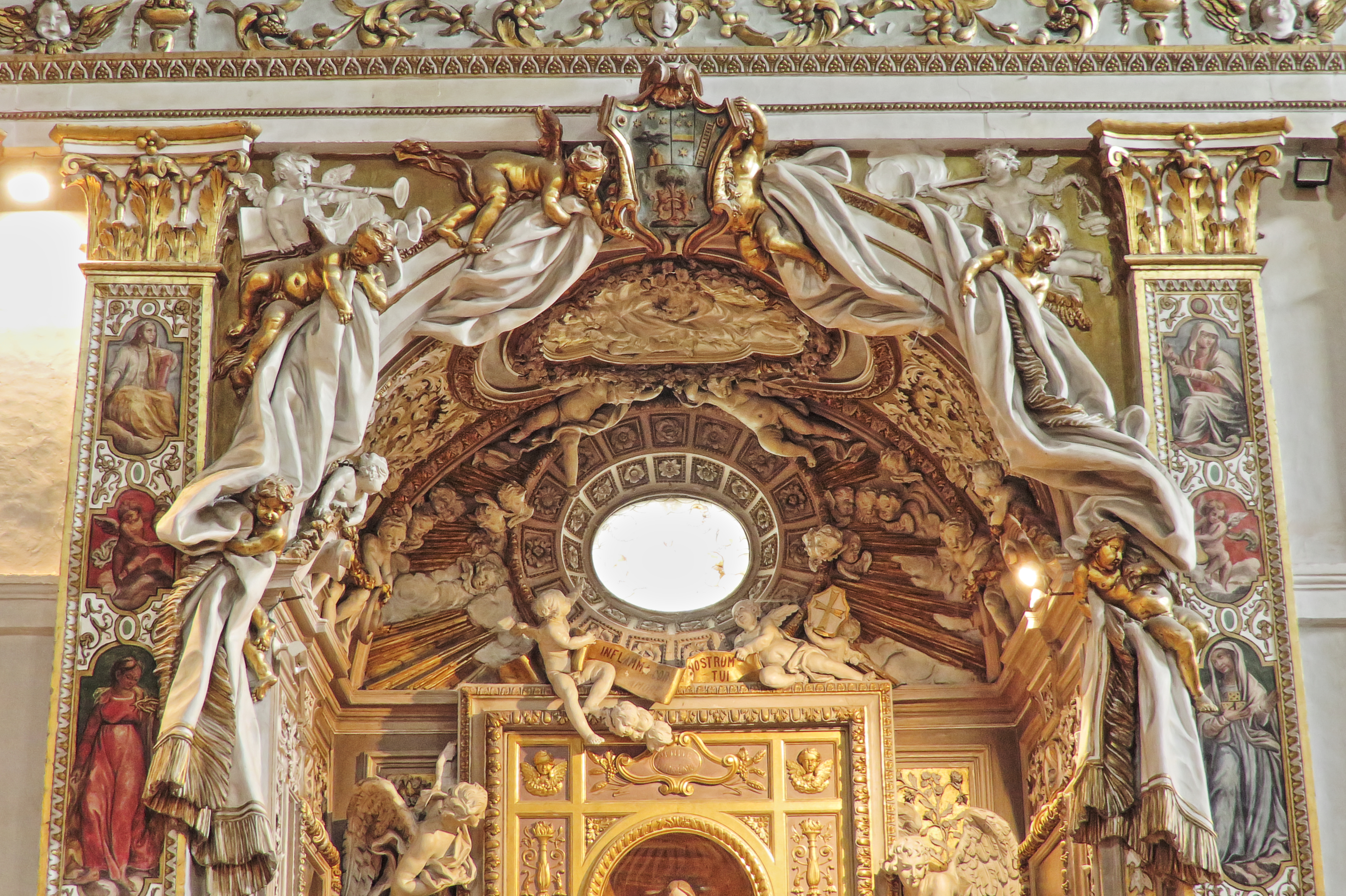
Autel
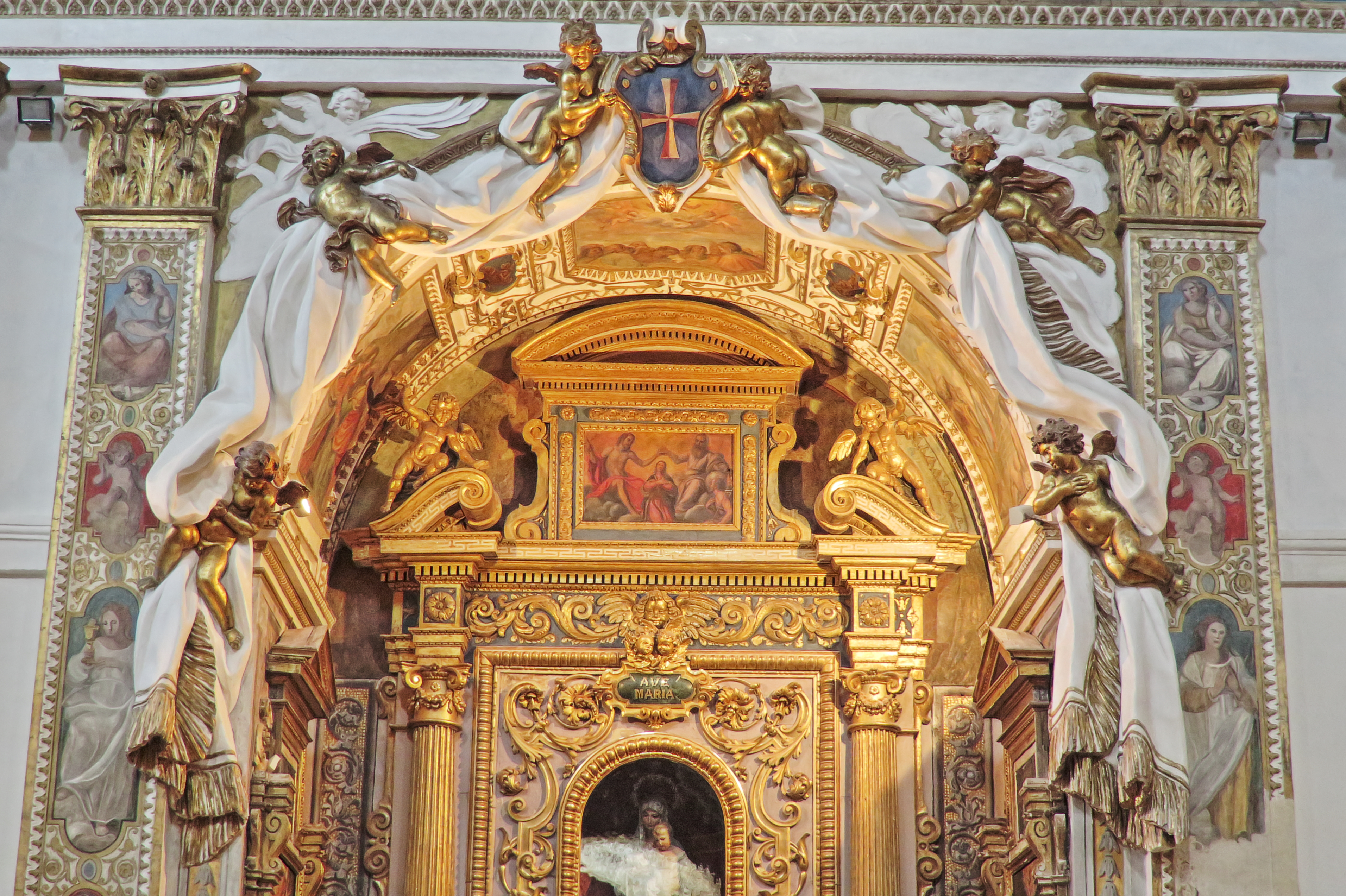
Autel
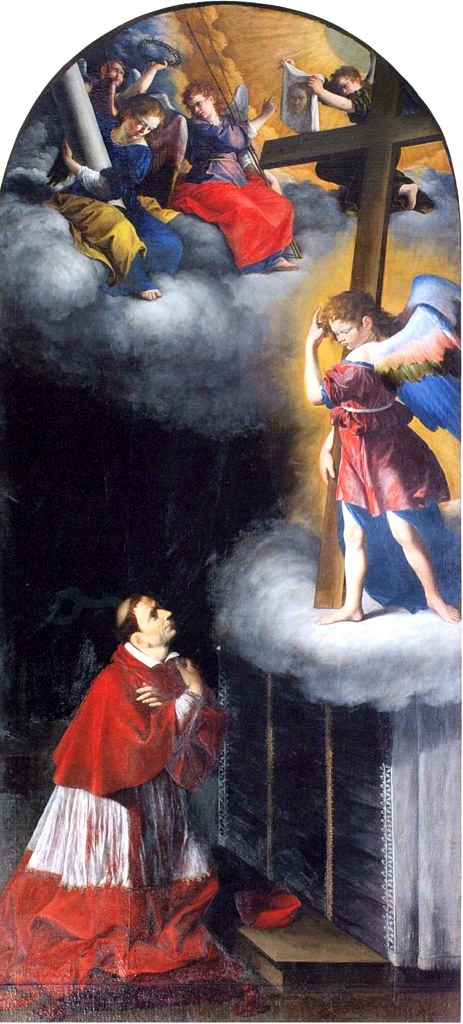
Saint Charles Borromeo contemplant les instruments de la Passion, Orazio Gentileschi

### Église Santa Maria delle Tinte àPergola(PU)
Le long du Cesano, dans l’ancien quartier des teinturiers et des laniers, se trouvait une chapelle primitive sur laquelle l’église a été construite au cours du XVIIIe siècle à la demande de la Guilde des Teinturiers et des Laniers, au-dessus du portail est gravée la date 1787.
C’est une construction en briques dominée par la haute tour-lanterne octogonale qui contient la coupole. La façade est restée inachevée.

L’intérieur est riche en frises et statues de stuc blanc de style baroque et rococo. Les statues représentent les Vertus théologales et celles à côté de la grande, les Prophètes David et Samuel. Il conserve également diverses toiles, une Vierge avec des Saints du senigallien Giovanni Anastasi (1623-1704), une Crucifixion du local Giovanni Francesco Ferri (1701-1775), une Madone en Trône avec Enfant et Saints de l’École de Vénétie de la seconde moitié du XVIIe siècle, une copie de l’Annonciation de Federico Barocci ainsi que des bancs du XVIIIe siècle peints avec des armoiries et des motifs floraux intéressants.

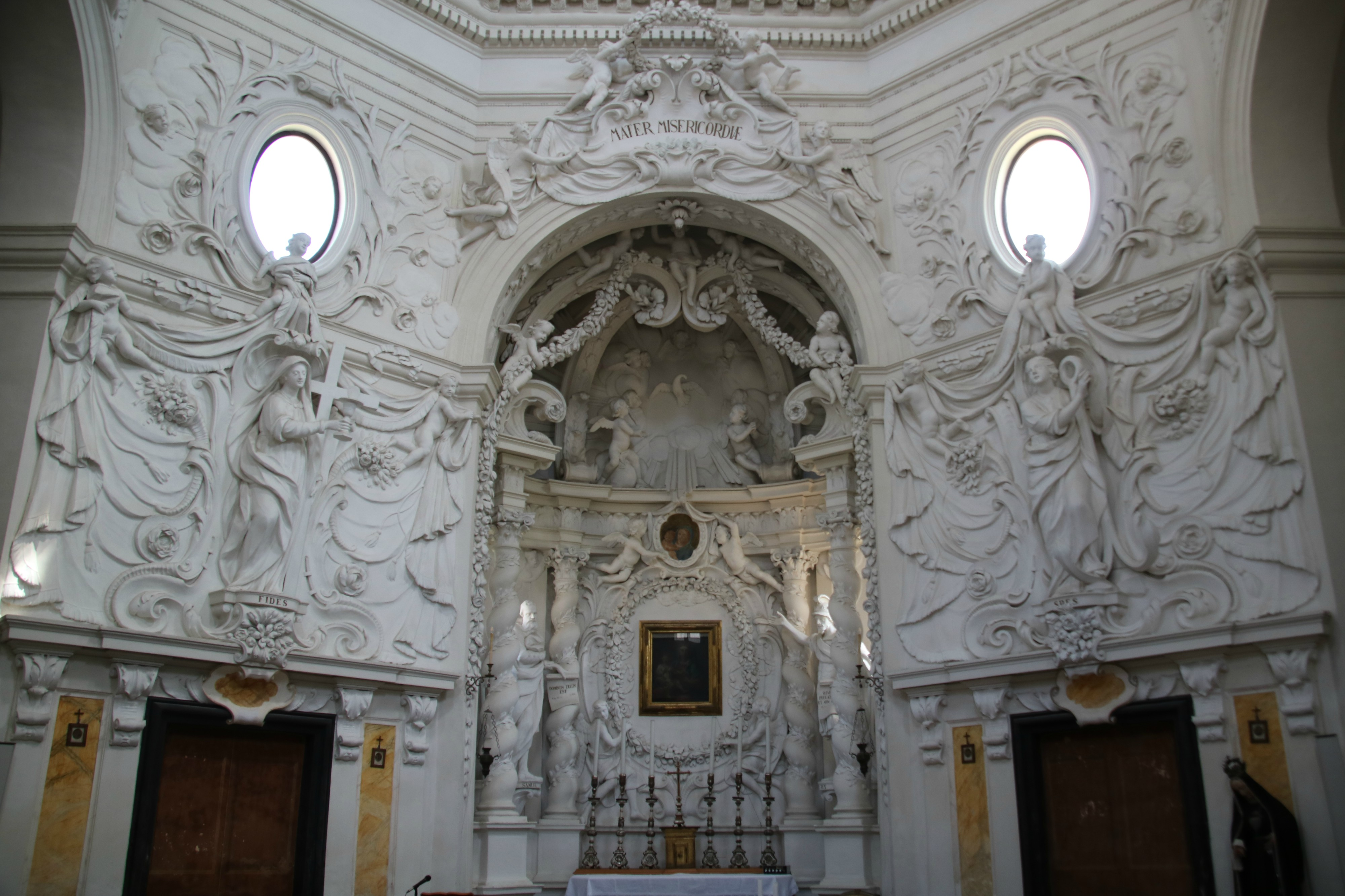
Intérieur de l’Église Santa Maria alle Tinte
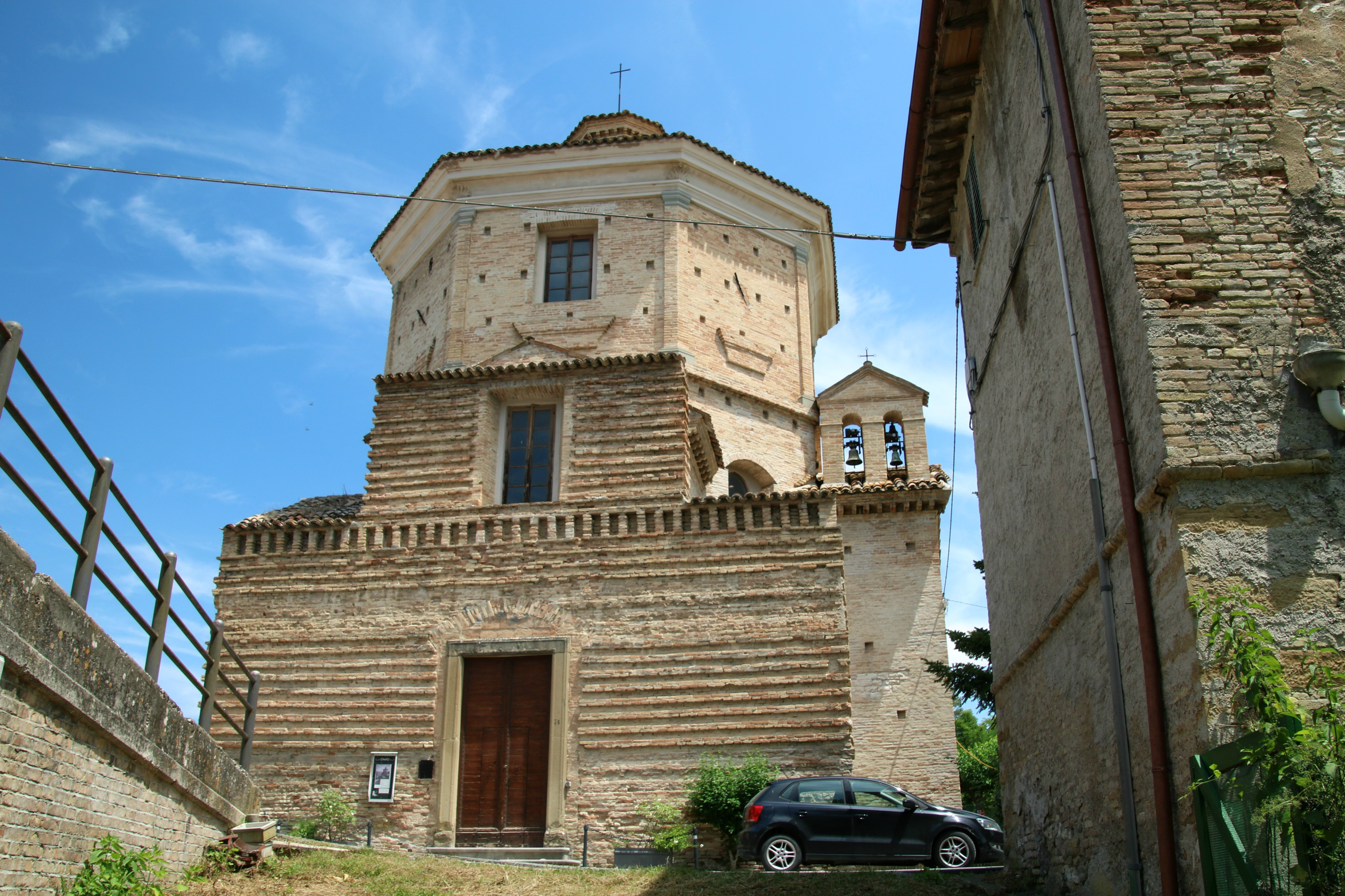
Extérieur de l’Église Santa Maria alle Tinte
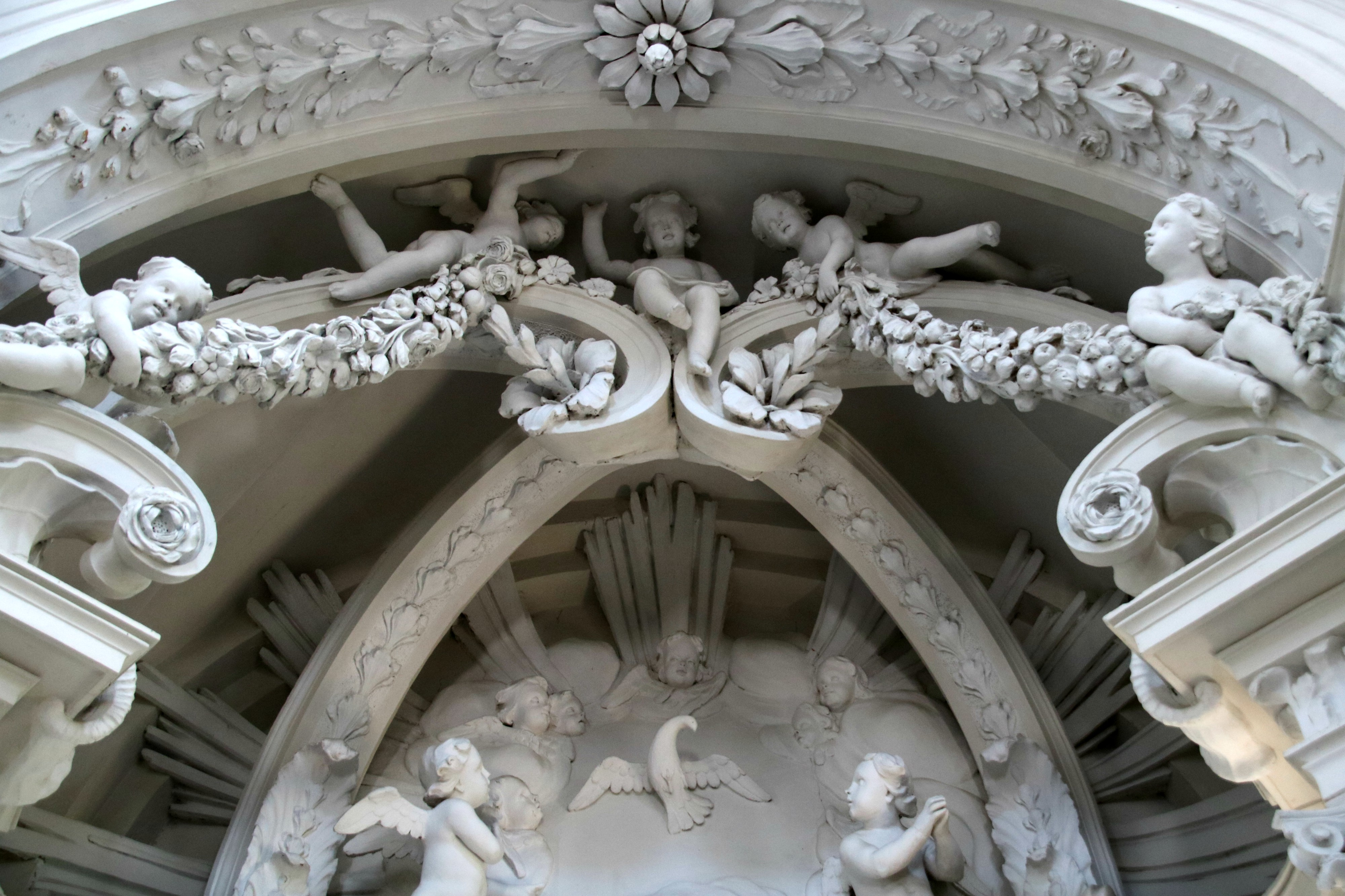
Détail d’intérieur de l’Église Santa Maria elle Tinte

## Églises d’époque Rococo et Néoclassique

### Duomo de Camerino (MC)
La cathédrale de Camerino, œuvre des architectes rococo-néoclassiques Andrea Vici (it) et Clemente Folchi, a été reconstruite au début du XIXe siècle sur le lieu où se dressait la cathédrale romano-gothique spoliée en 1797 et détruite par le tremblement de terre de 1799. Dans le grandiose intérieur et dans les sacristies, on peut admirer de précieux exemplaires de sculpture en bois polychrome du XIIIe siècle et du XVe siècle, ainsi que d’intéressantes toiles de peintres de manière du XVIIe siècle. Dans la crypte, deux lions en pierre d’Armanno da Pioraco (fin XIIIe siècle), les bustes du cardinal Angelo Giori et de son frère Prospero, dus à l’atelier du Bernin et surtout l’arche de marbre (XIVe et XVe siècles) de saint Ansovino (évêque de Camerino à l’époque carolingienne), de style gothique toscan, avec des bestiaires, des statues de vertu en pierre, sarcophage, anges et, au dernier étage, une statue en pierre de la Vierge. On ne remarquera pas en revanche l'absence du grand polyptyque de Carlo Crivelli qui se trouve maintenant démembré dans différents musées entre l’Europe et les États-Unis. Le retable central se trouve au musée de la Pinacothèque de Brera à Milan.

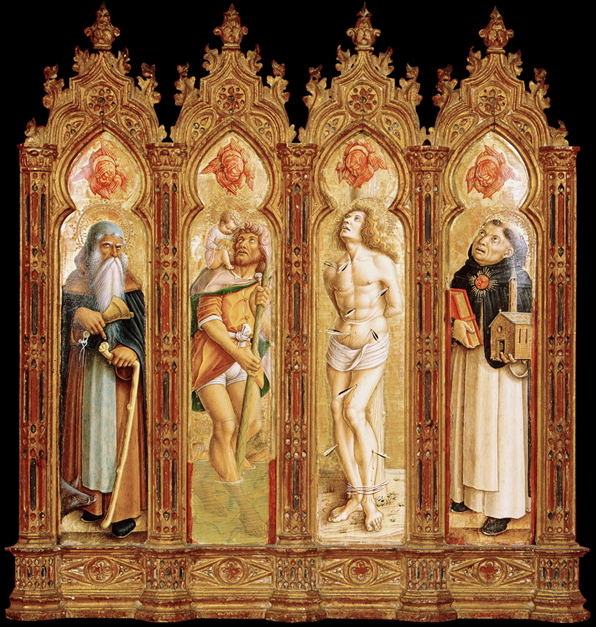
Les Quatre Saints de Denver figuraient jadis comme patrimoine du Duomo
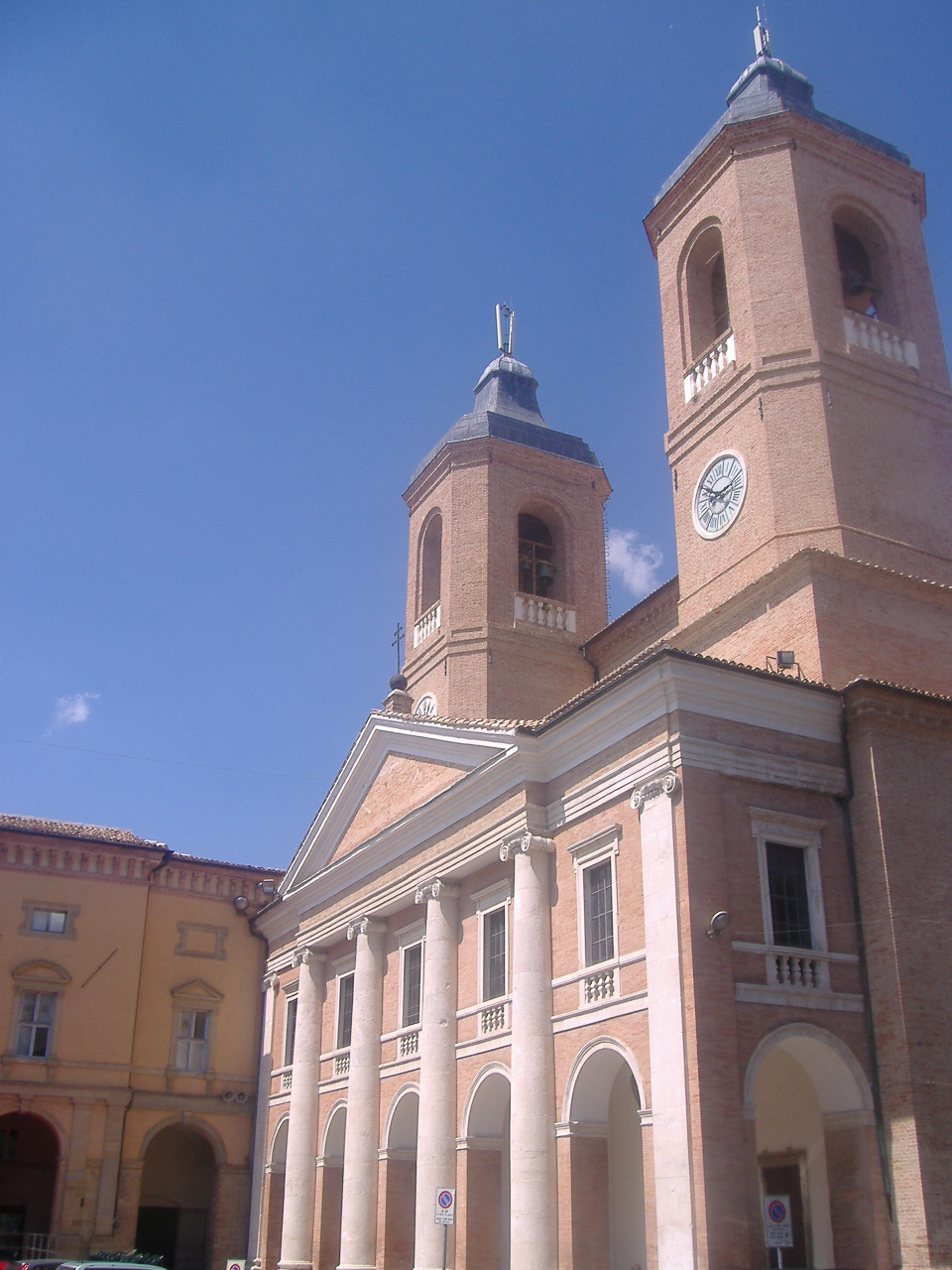
Duomo de Camerino
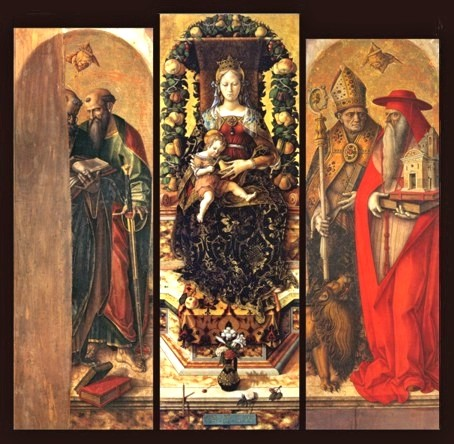
Polyptyque de Crivelli (avant le tremblement de terre de 2006)

## Liens
- Région des Marches ; provinces de Macerata, Fermo, Ascoli Piceno, Ancona, Pesaro-Urbino ;
- Abbaye ; Sanctuaire ; Église ; Duomo ; Cathédrale ; Basilique ; Collégiale ; Monastère ;